# The Walt Disney Company
Vous lisez un « article de qualité » labellisé en 2010.
The Walt Disney Company est une entreprise américaine créée en 1923 par Walt Disney sous le nom Disney Brothers Studio. Elle est, en 2012, le premier groupe de divertissement au monde, présent dans l'industrie des médias (journaux, radios, télévision, internet) avec des émissions, des séries télévisées, du cinéma avec des courts-métrages d'animations (dans lesquels figurent de célèbres personnages tels que Mickey Mouse, Donald Duck, Dingo, etc.), des longs métrages d'animation et des films en prises de vues réelles, dans l'industrie du tourisme et de loisirs (parcs d'attractions dont Disneyland et Walt Disney World Resort, hôtels, bateaux de croisière), ainsi que dans les produits dérivés de ses nombreuses productions (jeux et jouets, jeux vidéo, vêtements, etc.). Elle assure aussi la distribution de productions de tiers.
La société est rebaptisée « Walt Disney Productions » en 1929, puis « The Walt Disney Company » en 1986 et a été redéclarée le 11 février 1987 dans l'État du Delaware, comme de nombreuses sociétés américaines. Son siège social est situé à Burbank en Californie. La société est à l'origine un studio d'animation fondé par Walt et son frère Roy Oliver Disney au début des années 1920, qui obtient un important succès avec une série lancée en 1928, Mickey Mouse. Les années 1940 amorcent plusieurs changements avec une introduction en bourse et des besoins financiers très tendus qui amènent à une diversification des productions dans les années 1950.
Le studio produit alors des films avec acteurs, des émissions pour la télévision et construit son premier parc à thème. Après la mort de Walt en 1966, puis celle de son frère en 1971, la société fait face à un certain marasme essentiellement dans ses productions. Au début des années 1980, lors d'une tentative d'OPA à son encontre, la société est contrainte de changer son actionnariat et d'élire un nouveau PDG, Michael Eisner. Ce dernier lance, à partir du milieu des années 1980, de nombreux projets qui permettent à l'entreprise de devenir rentable à la fin de la décennie en exploitant ses productions telles que Disney Channel, Disney Store ou les développements des parcs à thèmes.
Le studio diversifie ses productions cinématographiques en créant ou achetant d'autres studios (Miramax, Touchstone, Hollywood). Au milieu des années 1990, l'entreprise se diversifie dans les nouvelles technologies liées à internet (Walt Disney Internet Group), les jeux vidéo (Disney Interactive) et devient un important groupe de média, avec l'achat d'ABC-ESPN (production et diffusion télévisuelle, radio). Le début des années 2000 est marqué par des problèmes financiers variés et la vente de certaines filiales, mais, en parallèle, l'entreprise réalise de nombreux achats de sociétés dans des domaines variés (internet, télévision, jeux vidéo, etc.). La fin des années 2000 voit l'entreprise devenir gestionnaire et distributrice de licences avec, entre autres, les catalogues Disney, de Baby Einstein, des Muppets, Jetix, de Pixar (acheté en 2006), de Marvel (acheté fin 2009), de Lucasfilm (acheté en octobre 2012). Le 14 décembre 2017, Disney annonce acheter plusieurs actifs du groupe 21st Century Fox dont 20th Century Fox, Sky (comprenant Sky Italia et Sky Deutschland), Star India, Fox Sports Net. En 2019, Comcast achète Sky tandis que Disney finalise le 20 mars 2019 l'achat de 20th Century Fox et de Star India.

## Historique

### 1923-1966: période Walt Disney
L'entreprise a été fondée le 16 octobre, 1923 sous le nom de Disney Brothers Studio par Walt et Roy Disney, récemment installés en Californie afin de produire la série des Alice Comedies.

#### 1923-1937: courts métrages
Les frères Disney s'installent au 4649 Kingswell Avenue à Hollywood. Cette date est celle de la signature du contrat entre Winkler et Disney pour la production des six premiers Alice Comedies,.
Avec le succès de cette série, le 6 juillet 1925, Walt verse un acompte de 400 dollars pour acheter un terrain au 2719 Hyperion Avenue afin d'accueillir tous les animateurs puis les studios déménagent, en 1925, dans de nouveaux locaux sur Hyperion Avenue. En 1926, les Disney Brothers Studio sont rebaptisés Walt Disney Studio. En 1927, Charles B. Mintz demande à Disney de lancer une nouvelle série, Oswald le lapin chanceux,.
En 1928, le studio est confronté à une crise avec son dernier personnage Oswald le lapin chanceux. Walt est obligé de concevoir, avec l'aide d'Ub Iwerks, un nouveau personnage, Mickey Mouse. Afin de marquer le coup, il synchronise l'animation avec du son, ce qui est presque une première mondiale. Les problèmes ne se résolvent pas immédiatement, mais imposent à Walt Disney de développer une certaine indépendance vis-à-vis des sociétés d'Hollywood. Après plusieurs tentatives initiées dès mars 1928, le personnage de Mickey Mouse naît officiellement le 18 novembre 1928 dans un premier film avec son et dialogue synchronisés, Steamboat Willie. Le personnage de Minnie Mouse naît aussi le même jour. Pat Hibulaire, lui, est apparu quelques années auparavant en 1925 dans les Alice Comedies.
En 1929, fort du succès de la série Mickey Mouse, la société gagne assez d'argent pour se lancer sur un nouveau projet et Walt décide de produire une nouvelle série, les Silly Symphonies,. C'est cette seconde production qui différencie Walt Disney de ses concurrents de l'époque. De plus, elle ouvre de nombreuses possibilités scénaristiques. La société se rebaptise Walt Disney Productions en 1929. Le 16 décembre 1929 Walt Disney réorganise en quatre sociétés son empire, nommées Walt Disney Productions, Walt Disney Enterprises, Walt Disney Film Recording Co et Liled Realty and Investment Co,.
En 1930, Walt Disney abandonne le distributeur Pat Powers et signe un nouveau contrat de distribution avec Columbia Pictures. La même année, Walt engage Charlotte Clark une jeune femme de Burbank qui vient de réaliser une poupée de Mickey que Walt trouve très réussie. La poupée est réalisée en série et présentée à chaque événement promotionnel, devenant le premier produit dérivé Disney. Mickey Mouse s'exporte aussi à l'étranger, principalement en Italie et au Japon.
En 1931, Donald Duck apparait dans une Silly Symphony, Une petite poule avisée mais rejoint par la suite Mickey Mouse. Début 1932, le studio se lance dans un nouveau projet : l'utilisation de la couleur.
En 1932, seul le distributeur United Artists accepte de distribuer la nouvelle série colorisée, Silly Symphonies. Disney abandonne la Columbia Pictures. Walt arrive à obtenir une exclusivité de deux ans sur le procédé Technicolor ; Des arbres et des fleurs sort dès 1933. En parallèle, le premier magazine avec Mickey est lancé en Italie.
En 1934, Walt récidive et souhaite produire un long métrage d'animation, Blanche-Neige et les Sept Nains, qui sort fin 1937.
En 1935, Walt Disney est approché par un jeune vendeur entreprenant, Kay Kamen, qui lui propose un contrat assurant à la société Disney au minimum 50 000 dollars par an de revenus sans rien dépenser, à la seule condition que Kamen conserve la moitié des gains. Kamen devient l'agent gérant les produits dérivés des studios Disney. Rapidement, il verse à Disney 2,5 millions de dollars par an, empochant la même somme.

#### 1937-1954: premiers longs métrages
Le 21 décembre 1937 a lieu la première de Blanche-Neige et les Sept Nains, premier long métrage animé. Son exploitation en salles aux États-Unis et au Canada a engendré à elle seule, à la fin de l'année 1938, 4,2 millions de dollars, 8 millions au total,.

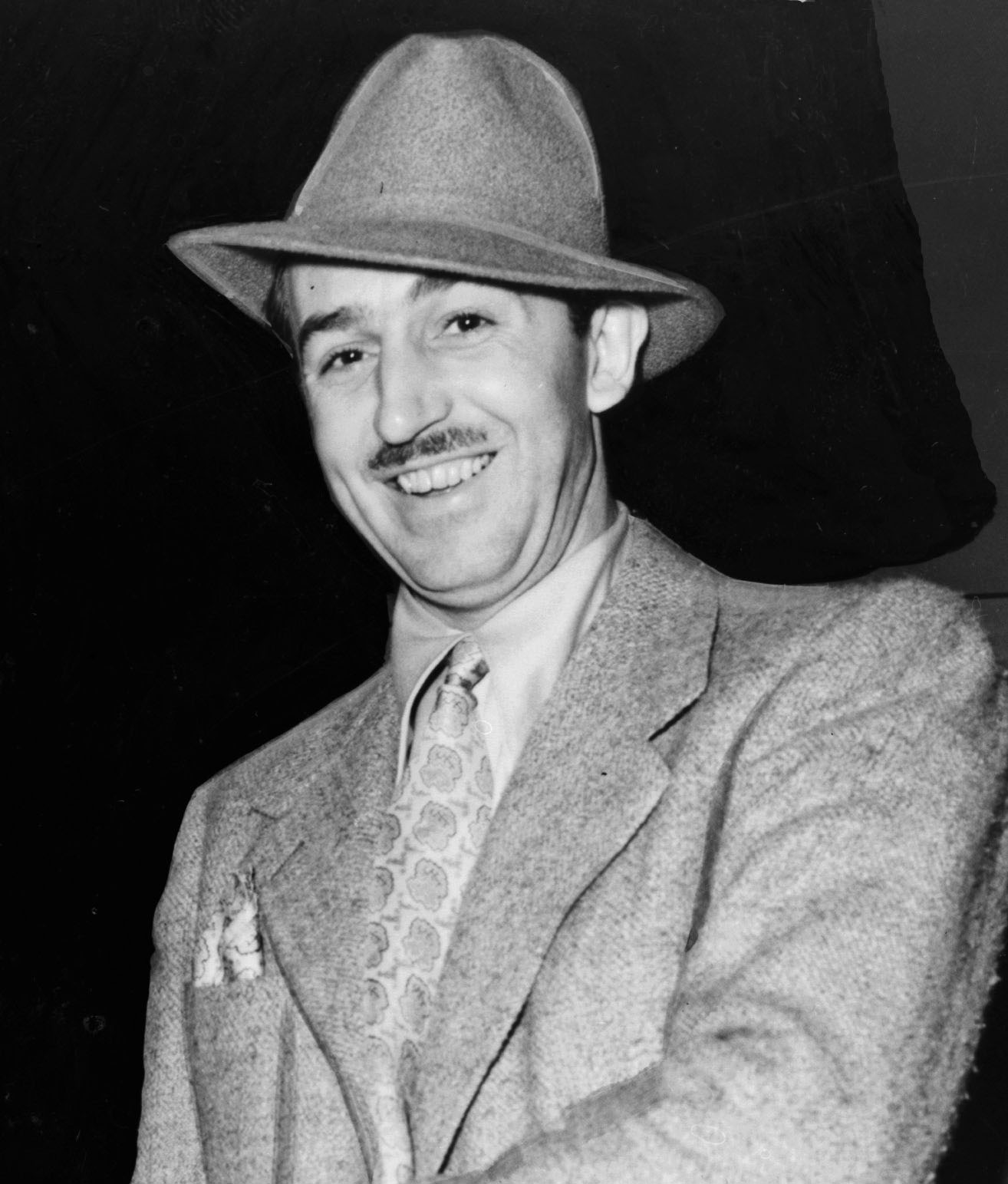
Walt Disney en 1938.

Le 8 mai 1938, Disney crée une société de gestion de ses droits à l'étranger avec la filiale Creazioni Walt Disney S.A.I en Italie principalement pour gérer les droits de magazine Topolino. Le 31 août 1938, Walt et Roy Disney déposent un chèque de 10 000 USD pour acheter 51 acres (20,64 ha), première parcelle des futurs studios Disney. Le 29 septembre, Walt Disney Productions rachète les trois autres sociétés créées en 1929.
En 1939, la société Disney lancée dans un nouveau projet de Walt, crée le procédé Fantasound, précurseur du Dolby, afin d'avoir un meilleur rendu du son pour le film « symphonique » Fantasia. Pour cela les studios Walt Disney Pictures ont acheté huit oscillateurs basse fréquence modèle 200B à la jeune société Hewlett-Packard, à 71,50 dollars chacun, pour synchroniser les effets sonores du film Fantasia. Disney sera le premier client de cette entreprise d'électronique et informatique. Le 24 décembre 1939, la construction des studios de Burbank débute.
Le 2 avril 1940, la société lance sa première offre d'achat d'actions à la Bourse de New York, de 155 000 actions. Cette émission d'actions était motivé par une dette de 4,5 millions d'USD contractée pour financer la production des longs métrages. Walt décide de créer un studio en Grande-Bretagne, Walt Disney British Films Ltd et que les résultats d'exploitation n'avaient pas permis de résorber. Le 6 mai 1940, les employés des studios et les bureaux de la société finissent leur déménagement à Burbank (Californie), au sein des Walt Disney Studios Burbank.
La Seconde Guerre mondiale modifie l'activité de l'entreprise, privée des ressources provenant de ses activités à l'étranger, qui, depuis les années 1930, représentent une part importante de ses revenus. Les nouveaux studios sont même réquisitionnés par l'armée. Les studios de tournages deviennent des entrepôts militaires et une partie des dessinateurs font des dessins animés de « propagandes » et d'éducations militaires. L'autre partie décolle pour faire un tour de l'Amérique de sud. Le studio produit alors plusieurs compilations qui lui permettent de réduire ses dettes. Peu avant la sortie du film Coquin de printemps en septembre 1947, la société Disney publie ses résultats financiers annuels qui indiquent que sa dette vis-à-vis des banques est descendue de 4,2 millions à 3 millions d'USD, valeur pour l'époque moins effrayante et plus gérable et offrant de meilleures perspectives.
Après la fin du conflit, l'entreprise reprend ses activités et se lance dans un développement de ses activités. Courant 1947, Walt Disney demande à Armand Bigle de prendre la direction européenne de la distribution. À la fin de l'année 1948, les fonds de la société bloqués dans les pays étrangers, dont le Royaume-Uni, dépassent les 850 000 USD. Walt décide de créer un studio en Grande-Bretagne, Walt Disney British Films Ltd qui permet d'utiliser l'argent bloqué pour produire des films, le premier est L'Île au trésor (1950) mais le plus célèbre est Vingt Mille Lieues sous les mers (1954).
Après la mort en 1949 de Kay Kamen, elle crée une filiale pour la gestion des produits dérivés, Walt Disney Enterprises. Le 1er octobre 1949 la société Walt Disney Music Company est créée. Fred Raphael en est nommé directeur, mais est rapidement remplacé par Jimmy Johnson. Le revenu brut de la société Disney pour l'année fiscale 1949 est en dessous des 6 millions d'USD.
Walt Disney envisage en mars 1950 de produire de ses propres émissions de télévision, une simple diffusion des courts métrages d'animation, idée proposée à son frère Roy. Dès Noël 1950, à la demande de NBC, Disney produit une émission télévisée spéciale nommée One Hour in Wonderland qui reprend le principe Mickey et le Haricot magique de Coquin de printemps (1947) présentée par Edgar Bergen et ses marionnettes Mortimer Snerd et Charlie McCarthy. Aussi en 1950, Roy Disney décide de créer une filiale spéciale, indépendante de Walt Disney Enterprises, pour gérer les productions non cinématographiques de Disney, Walt Disney Publications. La firme utilise des capitaux bloqués en Angleterre pour produire ses premiers films totalement en prise de vue réelle. Le premier est L'Île au trésor, sorti en 1950. Les succès se multiplient et la société Disney devient un groupe important. En 1951, Disney crée une autre filiale musicale, la Wonderland Music Company et une filiale française avec l'inauguration d'un siège parisien.
Le 16 décembre 1952, Walt Disney fonde avec ses propres deniers une nouvelle société pour une nouvelle activité, WED Enterprises qui se lance dans la conception du parc d'attractions Disneyland. En 1953, la société accroît son indépendance. Walt fonde le 6 avril 1953 Retlaw Enterprises afin d'avoir le contrôle commercial de son nom « Walt Disney ». (Retlaw est l'anagramme inverse de Walter). Le 10 novembre 1953 voit la création de Buena Vista Distribution, une filiale de distribution pour ses productions.
Le 27 octobre 1954, à la suite des négociations avec la chaîne pour financer le projet Disneyland, le studio lance le programme télévisé Disneyland sur ABC. La société se lance alors dans ce nouveau média, produisant plusieurs séries télévisées dont Zorro.

#### 1955-1966: premiers parcs à thèmes
Le 17 juillet 1955 le parc Disneyland ouvre à Anaheim en Californie, complexe détenu par Disney Productions à hauteur de 34,5 %, l'équivalent de 1/2 million de dollars. En parallèle, la production télévisuelle se poursuit avec, dès le 3 octobre 1955, la première diffusion sur ABC de l'émission The Mickey Mouse Club,.
La fin des années 1950 est marquée par de nombreuses activités bénéficiaires et développements. Les bénéfices du parc à thème et des productions permettent à Walt Disney Productions de racheter le 9 juin 1957 31 % de Disneyland Inc pour 528 810 USD,. Le 12 novembre 1957, le cours de l'action Disney entre en Bourse au New York Stock Exchange,. En 1959, Walt Disney achète pour 300 000 USD le Disney's Golden Oak Ranch en banlieue de Los Angeles. Le 6 juillet 1960, Disney rachète les 34,5 % restants de Disneyland à ABC pour 7,5 millions de dollars,. Le rapport annuel 1960 de la société Disney montre une perte de 1,342 million de dollars dont 6 millions en raison d'un inventaire fiscal avec les revenus suivants : 46 millions de revenus pour le parc Disneyland, 7 millions pour les films et 4,6 millions pour la télévision. Sur le plan comptable, l'évolution de la société est visible, ce n'est plus l'animation qui est le moteur de l'entreprise. En 1961, Buena Vista International est créée pour gérer les licences dont celle de Winnie l'ourson.
Disney se lance aussi sur un autre projet, celui d'un second parc à thème. Entre 1961 et l'été 1964, de mystérieux acheteurs acquièrent 11 000 ha de terrain en Floride et c'est Walt Disney qui se cache derrière ces achats estimés à 5 millions d'USD. En 1962, le revenu brut de la société s'établit à 75,621 millions d'USD avec un bénéfice net de 5,264 millions, bénéfice équivalent presque le revenu brut de l'année 1949. En 1964, la sortie du film Mary Poppins est un important succès tant artistique que commercial. Le 3 février 1965, Walt Disney Productions rachète WED Entreprises à Walt Disney pour quatre millions d'USD.
Le 15 décembre 1966, Walt Disney meurt d'un cancer des poumons à l'âge de 65 ans. L'entreprise poursuit ses productions dans la télévision, l'animation et le cinéma et décide d'augmenter la division parc à thèmes avec l'achat de terrains en Floride durant l'année 1964 lançant le projet de Walt Disney World Resort.

### 1966-1983: après la mort de Walt Disney

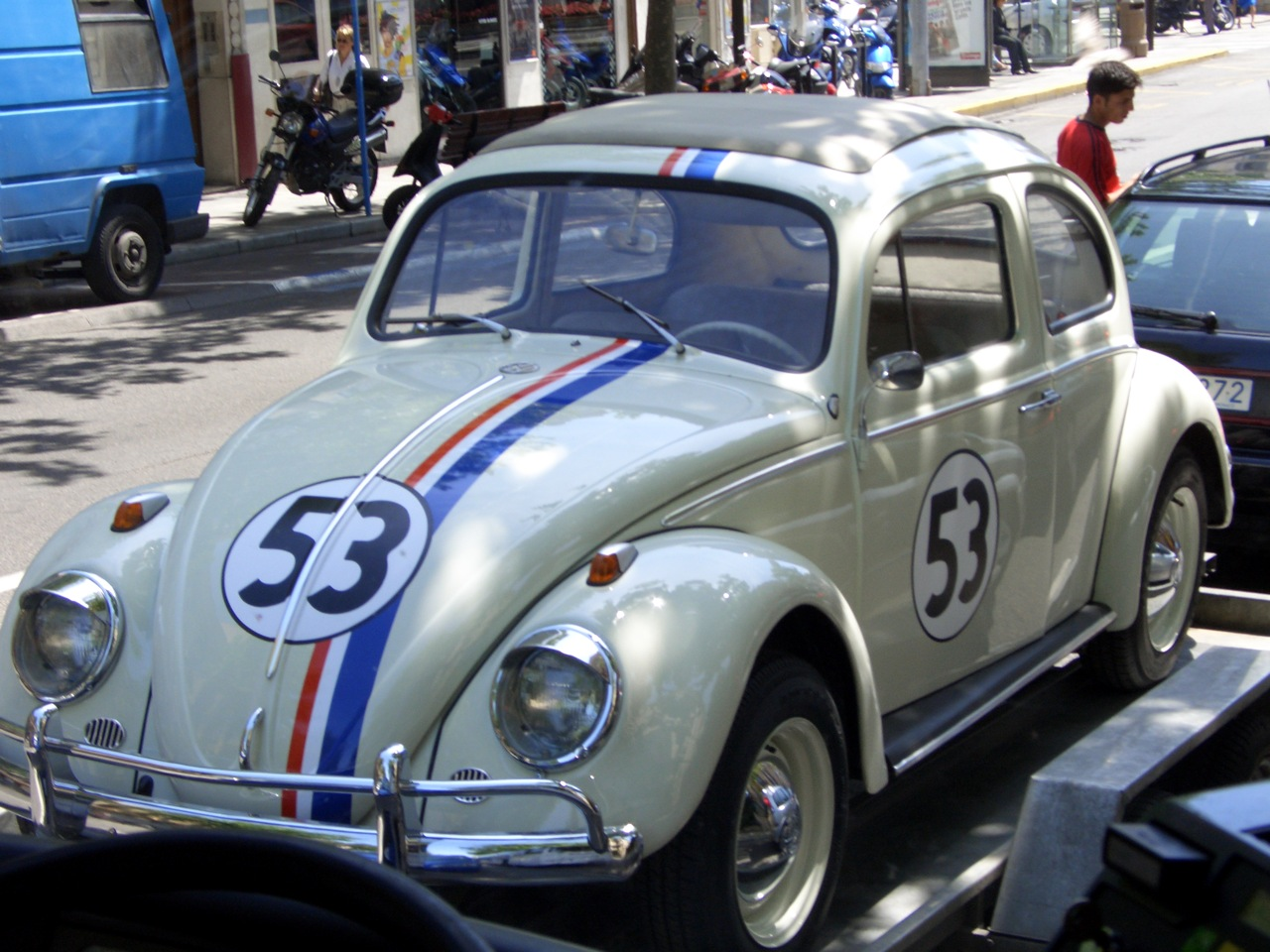
Début de la série de la Coccinelle avec Un amour de Coccinelle (1969).

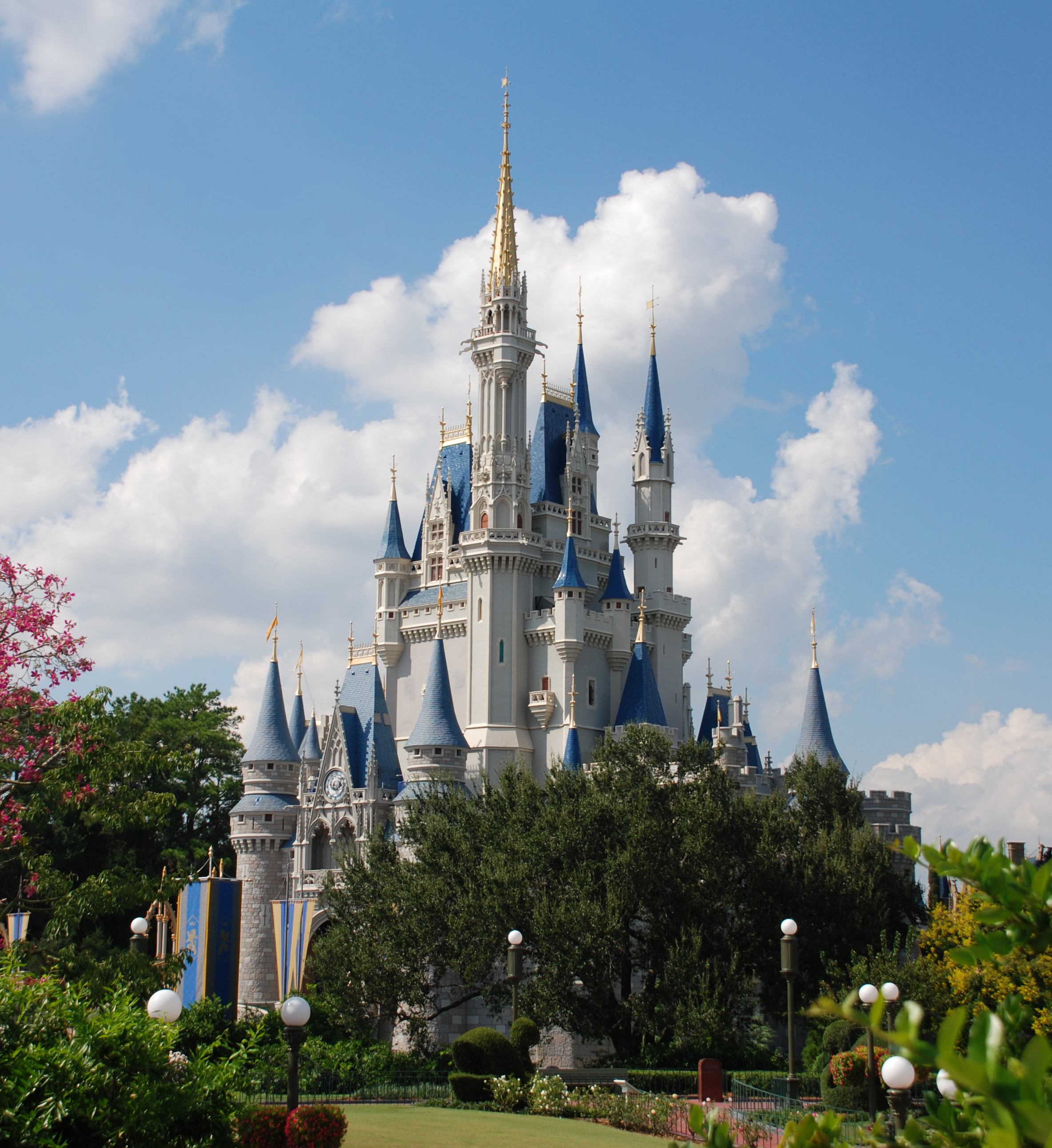
Le château de Cendrillon, emblème du Magic Kingdom de Walt Disney World Resort ouvert en octobre 1971.

À la mort de Walt Disney en 1966, son frère aîné Roy Oliver Disney décide de continuer l'œuvre de Walt soutenu par une entreprise ayant un important capital financier. La direction est assurée par Roy O., Donn Tatum et Card Walker, un trio surnommé Troïka,. La Disney University mets en place un programme de formation incluant une tradition Disney. Le 12 novembre 1967, le cours de l'action Disney entre en Bourse au New York Stock Exchange. C'est une période que l'on pourrait qualifier de « transitoire ». La société continue ses activités, mais aucun nouveau grand projet n'apparaît.
En 1969, Un amour de Coccinelle sort et devient le plus gros film de l'année et le premier épisode d'une série de films et de téléfilms. Le 25 juin 1969, la filiale Walt Disney Educational Productions, destinée à la production de « films et matériels éducatifs » est créée au sein de Disney tandis que la société prend conscience de son capital historique avec la création le 22 juin 1970 des Walt Disney Archives dirigées par Dave Smith au cœur des studios et siège social à Burbank.
Le 1er octobre 1971, Walt Disney World Resort ouvre à Orlando en Floride, inauguré par Roy Oliver. Dave Smith évoque en 1998, un coût pour le projet de 400 millions d'USD, mais grâce aux qualités de Roy, la société ne présente aucune dette importante. Roy décède juste après en décembre 1971. Card Walker prend la tête de la société mais semble se retrouver sans réel décideur. En 1971, les revenus cinématographiques comptent pour plus de la moitié du total de Walt Disney Productions mais avec l'ouverture de Walt Disney World et les mauvais résultats des films cette proportion décline. En 1979, le cinéma ne représente que 20 % des revenues de l'entreprise dont la moitié consiste en des ressorties.
En 1976, Walker est nommé au poste de CEO (directeur général), puis PDG en 1980, poste qu'il conserve jusqu'à sa retraite en février 1983, mais il resta en poste jusqu'au 1er mai pour superviser l'ouverture de Tokyo Disneyland.
En mars 1977, Roy E. Disney, neveu de Walt, démissionne de l'entreprise en raison de divergences de point de vue sur les productions cinématographiques. Au moment de son départ, il possède environ 3 % des actions de Disney, et avec les autres membres de la famille Disney qui détiennent individuellement moins de 2 % chacun, le total familial s'élève à 11 %.
En juin 1979, deux mois après la signature d'un contrat pour le parc de Tokyo, Disney fonde une filiale au Japon. Walt Disney Pictures et le reste de la société poursuivent les projets lancés par Walt Disney, mais l'innovation de Walt commence à faire défaut. Il y a peu de productions cinématographiques.
À partir des années 1980, l'entreprise retrouve un nouveau souffle. En 1981, une étude interne comprenant un inventaire établit que le studio possède 250 longs-métrages, 456 courts métrages d'animation et 27 années des programmes télévisuels, la plupart jamais rediffusé. Jim Jimirro, directeur du service des nouveaux marchés propose à la direction de la société Disney de créer sa propre chaîne de télévision. Le projet mettra deux années à voir le jour. La même année, Feld Entertainment obtient les droits internationaux pour des spectacles de patinages sur glace avec les personnages Disney, le premier spectacle Disney on Ice est présenté la même année. Le 8 juillet 1981, Walt Disney Productions rachète à la société Retlaw Enterprises, détenue par la famille Disney (sa veuve et ses deux filles), les droits sur le nom « Disney » pour 46,2 millions d'USD, ainsi que le monorail et le train de Disneyland.
La division parc d'attractions inaugure le 1er octobre 1982 un second parc à Walt Disney World Resort, Epcot inspiré par une vision futuriste de Walt Disney ainsi que le parc Tokyo Disneyland au Japon en 1983. Cependant, c'est la société Oriental Land Company qui est le propriétaire de l'ensemble tokyoïte.
La division cinéma n'est pas en reste et sort en 1982 le film Tron, utilisant pour la première fois des images de synthèse générées par l'informatique. En 1983, la société réorganise ses activités en créant des filiales spécialisées dans presque chaque type de productions. Le 1er avril 1983, Walt Disney Productions crée à partir du département animation et films (Pictures), Walt Disney Pictures une société à part entière et filiale à 100 % tandis que Walt Disney Television continue d'assurer la production de séries télévisées, activité existant depuis 1955. Cette dernière permet de superviser les besoins de Disney Channel, une chaîne de télévision lancée aux États-Unis le 18 avril 1983.

### 1984-2005: l'ère Michael Eisner
Début février 1984, le New York Times revient sur les années précédentes à l'occasion de la création du nouveau label cinématographique Touchstone Films. Le quotidien mentionne des pertes de 27 millions d'USD pour l'année 1982 et 33 millions d'USD pour 1983. Pour l'année 1982, le quotidien cumule les mauvais résultats des films Les Yeux de la forêt (1981), un film à suspense surnaturel, La Nuit de l'évasion (1981), une échappée en ballon depuis l'Allemagne de l'Est et Tron (1982). Pour 1983, la majorité consiste au mauvais résultat de La Foire des ténèbres (1983) qui portait le label Disney tandis que le film Un homme parmi les loups pour lequel la relation avec Disney avait été cachée recevait un bon accueil. Pour résoudre ce problème, la société Walt Disney Productions décide de créer un nouveau label cinématographique plus adulte, Touchstone Pictures avec pour premier film Splash qui sort le 9 mars 1984,.

#### 1984-1989: reconquête du géant

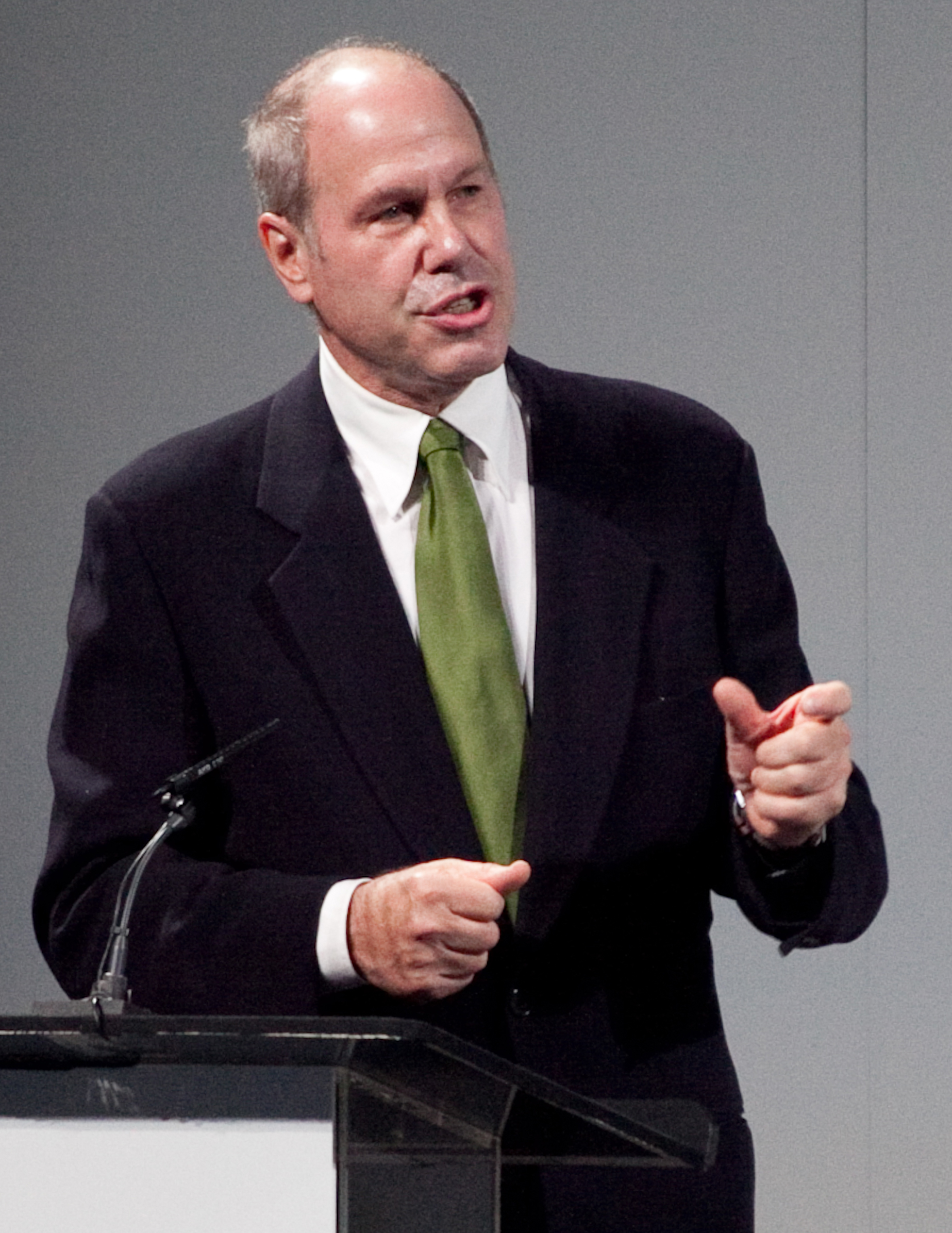
Michael Eisner en Octobre 2010.

À partir 1984, la société Walt Disney Productions est la cible d'une tentative d'OPA de la part de groupes financiers spécialisés dans la vente en lots menée par Saul Steinberg. La société de Steinberg nommée MM Acquisition Corporation et détenue par la Reliance Group Holdings lance le 8 juin 1984 une offre à 67,50 USD par actions. Afin de contrer cette tentative, Disney avait acheté la société Arvida Corporation le 6 juin 1984 pour 200 millions d'USD,. L'achat par Disney fut motivé par la volonté de diluer l'action de Disney, le rachat ayant conduit à une prise de participation de Bass Brothers à hauteur de 5,9 % dans Disney. Le 11 juin, Disney rachète à Reliance 4,2 millions d'actions (soit 11,1 % du capital) pour 328 millions d'USD. Le directoire de la société accepte par la suite l'entrée de groupes financiers dans son capital. La direction de Disney « appelle à l'aide » Michael Eisner et Frank Wells, le premier sera nommé PDG et le second directeur général financier, effectif au 23 septembre. Michael Eisner était président de la Paramount Pictures et est à l'origine de la série des Indiana Jones. Avec cette arrivée, la société gagne un second souffle et se lance dans de nombreux projets.

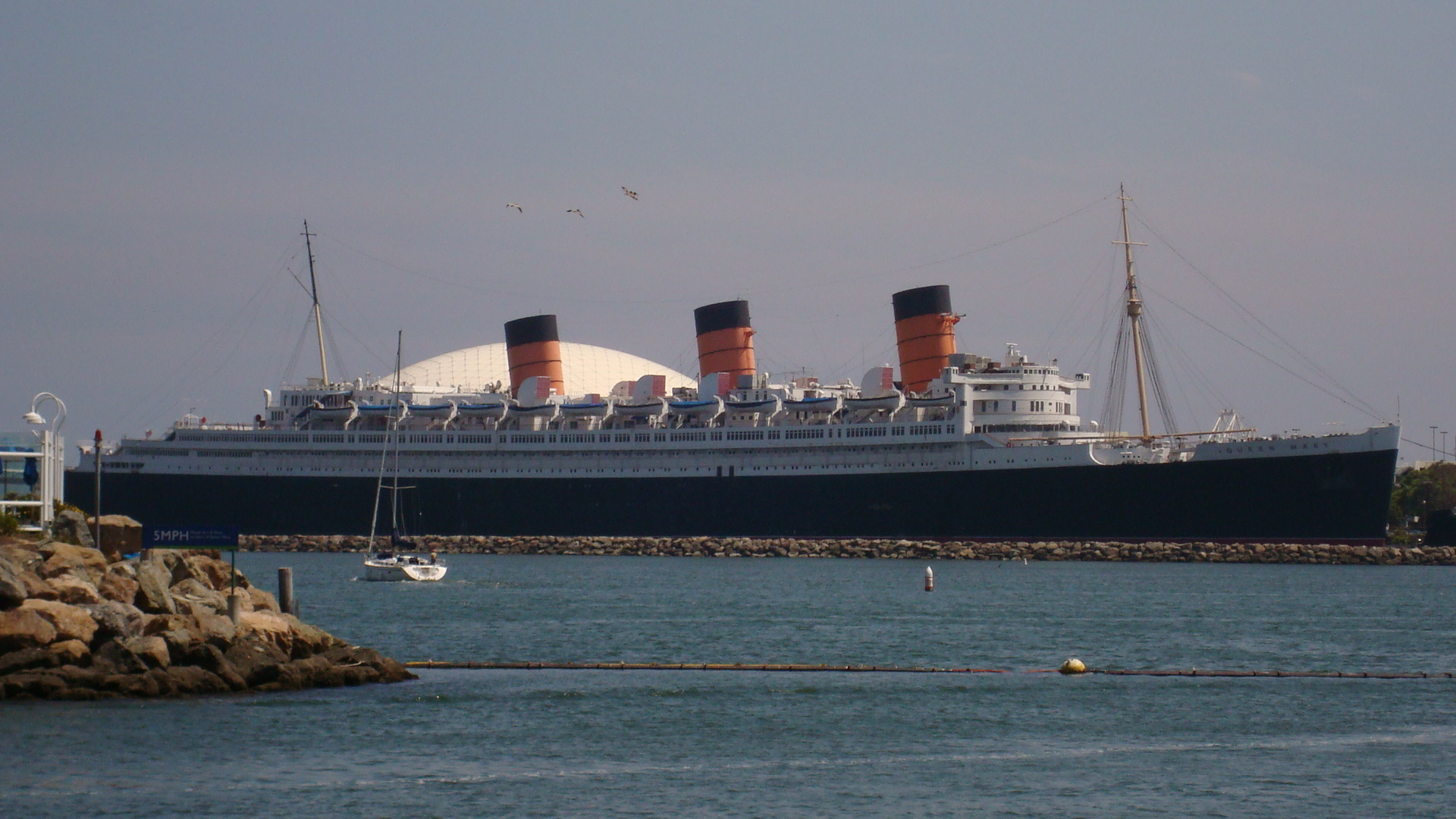
Le complexe autour du Queen Mary de la Wrather Corp acheté en 1988 puis revendu.

À partir du milieu des années 1980, l'entreprise se diversifie et s'internationalise de plus en plus. En septembre 1984, la Disney Development Company est créé afin de concevoir, planifier, gérer et développer les propriétés immobilières de Disney non liées aux parcs à thèmes. Son activité provient en partie des activités d'Arvida et le premier responsable est Peter Rummell, ancien responsable chez Arvida.
La Walt Disney World Company acquiert à l'initiative de Michael Eisner, la collection d'art africain de Paul Tishman, promoteur immobilier de New York qui est alors rebaptisée Walt Disney-Tishamn. En 1985, Disney lance aussi une division télévision pour Touchstone avec la série Les Craquantes.
Le 6 février 1986,, la société prend le nom de The Walt Disney Company à la suite du changement de direction et d'actionnaires de 1984 tandis que durant l'année WED Enterprises devient Walt Disney Imagineering,.
En 1987, Disney conclut un accord avec l'État français pour la création d'un domaine de loisirs aux portes de Paris, Euro Disney Resort. La société Arvida Corporation est vendue à la société JMB Realty Corporation pour 404 millions d'USD. De plus, la première Disney Store ouvre le 28 mars 1987 dans la Glendale Galleria à Glendale en Californie, non loin du siège social de Disney à Burbank,.
Le 21 janvier 1988, Disney signe le rachat des possessions de la Wrather Corp pour 161 millions d'USD et 89 millions d'USD de dettes. Le Disneyland Hotel et le complexe autour du Queen Mary passent dans le portefeuille de Disney. Le 20 avril 1988, Disney achète la société de vente par correspondance, Childcraft Education Corporation à Grolier Inc. pour 52 millions d'USD,, fusionnée avec Disney Catalog. En mai 1988, la filiale italienne, Creazioni Walt Disney est rebaptisée Walt Disney Company Italia. Le studio renoue aussi avec le succès pour ses films d'animation, La Petite Sirène sort en 1989. Tandis que le label musical Disneyland Records est rebaptisé Walt Disney Records. Le 6 novembre 1989, 51 % des 170 millions d'actions de la société Euro Disney SCA sont émises sur le marché de la bourse française au prix initial de 72 FF, les 49 % restants étant détenus par Disney.

#### 1990-1999: nouvel âge d'or

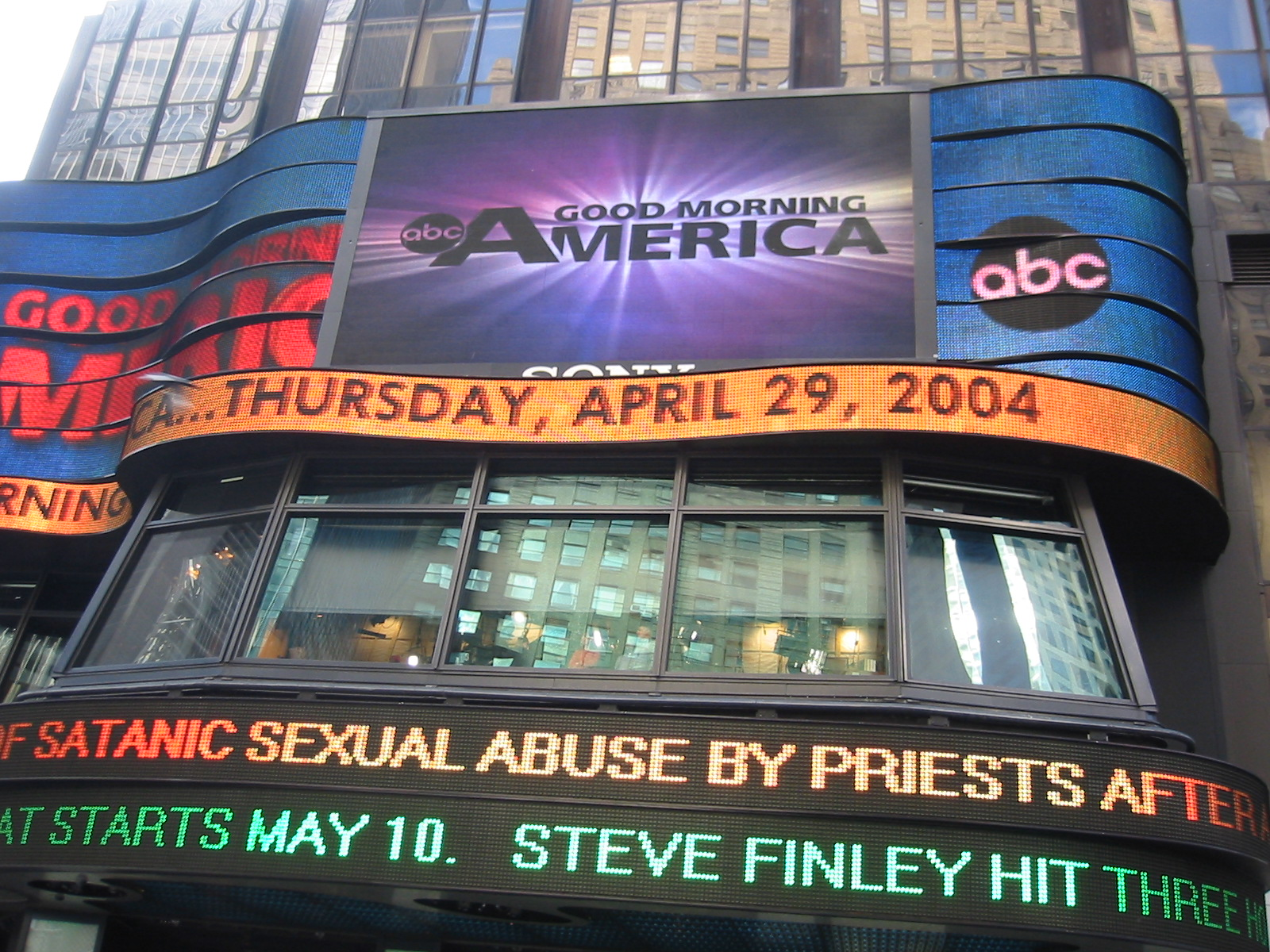
Les Times Square Studios d'ABC.

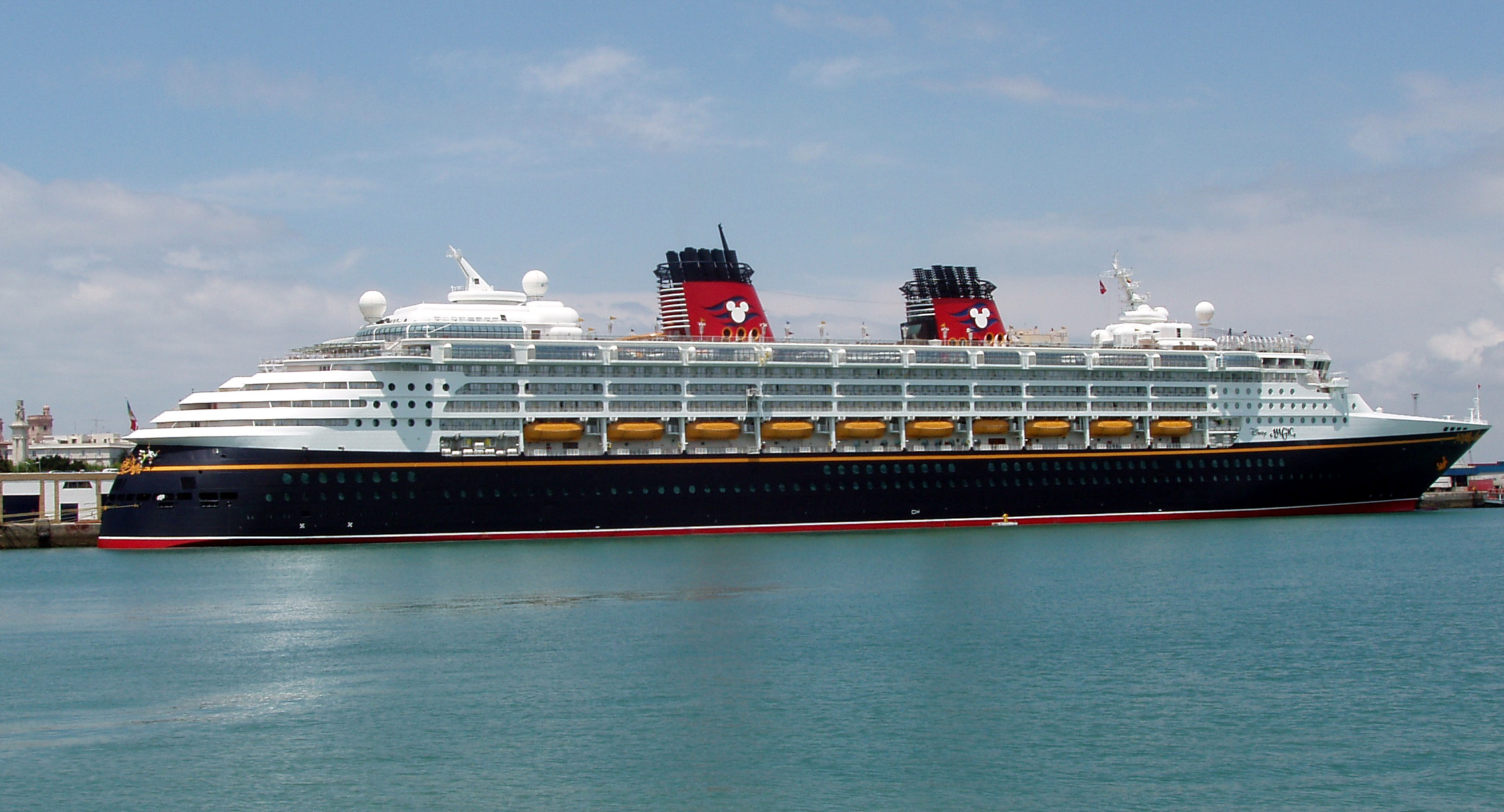
Le Disney Magic, premier paquebot de croisière de la Disney Cruise Line.

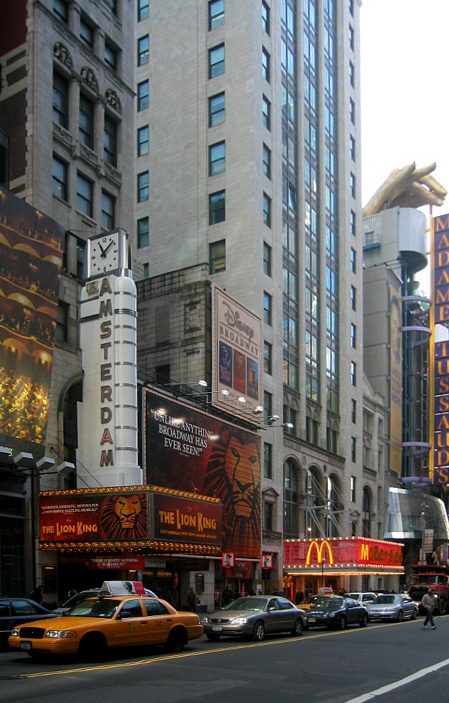
Le New Amsterdam Theatre à New York, lieu privilégié des comédies musicales de Walt Disney Theatrical Productions.

Le début des années 1990 est une période faste pour la société dont l'action entre au Dow Jones le 6 mai 1991, remplaçant la société U.S. Steel. Dans la plupart de ses domaines d'activités, elle obtient plusieurs succès dont La Belle et la Bête (1991), Aladdin (1992) et Roi Lion (1994). Le 18 juillet 1990, un nouveau studio est créé, Hollywood Pictures. La première Disney Store en dehors des États-Unis ouvre à Londres le 1er novembre 1990 sur Regent Street. En 1991, la maison d'édition Hyperion est fondée. Le 13 septembre 1991, Disney achète le magazine de vulgarisation scientifique Discover au groupe Family Media qui cesse ses activités.
Le 12 avril 1992, Disney ouvre le premier parc Disney en Europe, Euro Disneyland,. Le 30 septembre 1992, le Disney's Filmed Entrertainment Group, futur Walt Disney Motion Pictures Group devient le premier studio à atteindre les 500 millions d'USD de chiffre d'affaires en une seule année. Le 30 septembre 1992, Disney revend les propriétés de Long Beach de l'ex-Wrather Company à la municipalité. Le 9 décembre 1992, Disney obtient de la NHL une franchise qui deviendra les Mighty Ducks d'Anaheim.
Le 30 juin 1993, Disney achète Miramax Films,, pour 80 millions d'USD, aux frères Weinstein qui en restent directeurs. Miramax devient la branche films indépendants de Disney. Le succès de cette filiale est très important de par la liberté d'action laissée aux frères Weinstein. Tous les concurrents de Disney créeront, eux aussi, des studios pour les films indépendants. Pour aider aux financements d'autres acquisitions et projets, Disney émet le 21 juillet 1993 des bonds et récolte 300 millions d'USD.
Toutefois, dès 1994, la mort de Frank Wells dans un accident d'hélicoptère le 3 avril et le départ en octobre de Jeffrey Katzenberg, parti fonder son propre studio DreamWorks SKG, marquent le début de plusieurs déboires. Le parc européen ne parvient pas à atteindre ses objectifs et la dette pèse sur le groupe. Le 4 novembre 1994, la première Disney Gallery ouvre dans le centre commercial Mainplace Santa Ana en Californie. En décembre 1994, Disney Interactive est fondée comme une filiale pour le marché des jeux vidéo.
En 1995, Disney investit en Allemagne et le 28 avril 1995 voit le lancement de la chaîne Super RTL, détenue à parité par RTL Group et Disney (50 % - 50 %). Le 31 juillet 1995, la compagnie annonce son intention de racheter Capital Cities-ABC ainsi que sa filiale à 80 % ESPN pour 19 milliards d'USD,. Capital Cities-ABC comprend en plus du réseau de télévision ABC, ESPN, 4 importants journaux, Fairchild Publications et diverses participations. Les actionnaires approuvent la fusion le 4 janvier lors d'un congrès spécial à New York et l'achat est finalisé le 9 février 1996,. Le 18 mai 1995, Disney prend le contrôle de 25 % de l'équipe de baseball California Angels et la renomme en novembre Anaheim Angels. L'équipe est achetée en totalité dès le 15 mai 1996. Mais les films d'animation tels que Pocahontas (1995) n'ont pas le succès escompté.
En février 1996, avec le succès du parc de Floride et l'achat de Gorda Cay, Disney crée une filiale pour des croisières Disney Cruise Line. Courant 1996, Disney achète le studio Jumbo Pictures,. En mai 1996, Disney achète le studio d'effets visuels Dream Quest Images et Walt Disney Imagineering fusionne avec la Disney Development Company afin d'unir les services Disney de création, design, planification, immobilier et management de projets sous le seul nom de Walt Disney Imagineering, Rummell devenant le pdg de la nouvelle entité. Le même mois, la Walt Disney Company et McDonald's signe le 23 mai un contrat international d'exclusivité pour Disney des jouets proposés dans les Happy Meals. Le 1er juillet 1996, l'ESPN Club ouvre à Disney's BoardWalk, c'est un préconcept des futures ESPN Zone.
Le 24 février 1997, Disney signe un accord avec Pixar pour coproduire avec Disney cinq longs métrages d'animation totalement en image de synthèse et l'achat par Disney de 5 % du capital de Pixar. Le 3 avril 1997, Disney se lance dans la bulle Internet en entrant au capital de Starwave Corporation une société informatique d'édition multimédia. Le 4 avril Disney revend les 4 journaux (anciennement Capital Cities) à Knight Ridder pour 1,65 milliard USD. En avril 1997, Disney casse son contrat avec Cinergi Pictures et achète la plupart des films du catalogue. Le 21 juillet, Disney achète le label musical indépendant Mammoth Records. Le 3 septembre 1997, Disney achète la chaîne Classic Sports Network qui deviendra ESPN Classic. Le 2 décembre Disney édite son premier DVD.
En 1998, la société Disney alors divisée en trois parties Broadcasting, Creative Content et Parks and Resorts se réorganise en cinq divisions : Disney Media Networks, Walt Disney Studios Entertainment, Walt Disney Parks and Resorts, Disney Consumer Products et Walt Disney Internet Group (WDIG). Parallèlement, le 19 juin 1998 les actions sont fractionnées au taux de trois pour une. La division des produits de consommation est issue de Creative Content qui comprenait alors toutes les productions qu'elles soient cinématographiques, télévisuelles, informatique ou de presse. Le 1er janvier 1998, le premier des deux navires de la Disney Cruise Line est lancé, le Disney Magic, et est mis en service le 30 juillet. Le 8 janvier 1998, le premier McDonald's d'un complexe Disney, ouvre à Downtown Disney Marketplace. Le 18 juin 1998, Disney annonce son intention d'acheter 43 % de Infoseek. Le 12 juillet 1998, le premier ESPN Zone ouvre ses portes à Baltimore. Le 14 juillet 1998, Disney annule le projet de chaîne ESPN West qui devait diffuser en Californie les matchs des équipes détenues par Disney Mighty Ducks d’Anaheim et les Angels de Los Angeles et créer la première chaîne régionale d'ESPN et concurrencer Fox Sports Networks Le rachat d'Infoseek est finalisé le 18 novembre 1998 avec en contrepartie le rachat de Starwave Corporation par Infoseek. Le 20 décembre a lieu la première du Roi Lion : La comédie musicale au Japon et marque la naissance des Walt Disney Theatrical Productions.
Le 1er janvier 1999, le second navire de la Disney Cruise Line est lancé, le Disney Wonder et est mis en service le 15 août. Le 25 février Robert Iger alors président de ABC prend aussi la tête de la nouvelle filiale Walt Disney International. Le 10 mai 1999, Disney réorganise sa division publication, le Buena Vista Publishing Group devient le Disney Publishing Worldwide et est rattaché à la division Disney Consumer Products tandis que Hyperion Books devient une filiale de ABC. En août 1999, WDIG achète 60 % de Soccernet à Daily Mail and General Trust. Le 24 août, Disney vend les Fairchild Publications, dernier morceau non stratégique de Capital Cities, à Advance Publications.

#### 2000-2005: entrée mitigée dans leXXIesiècle

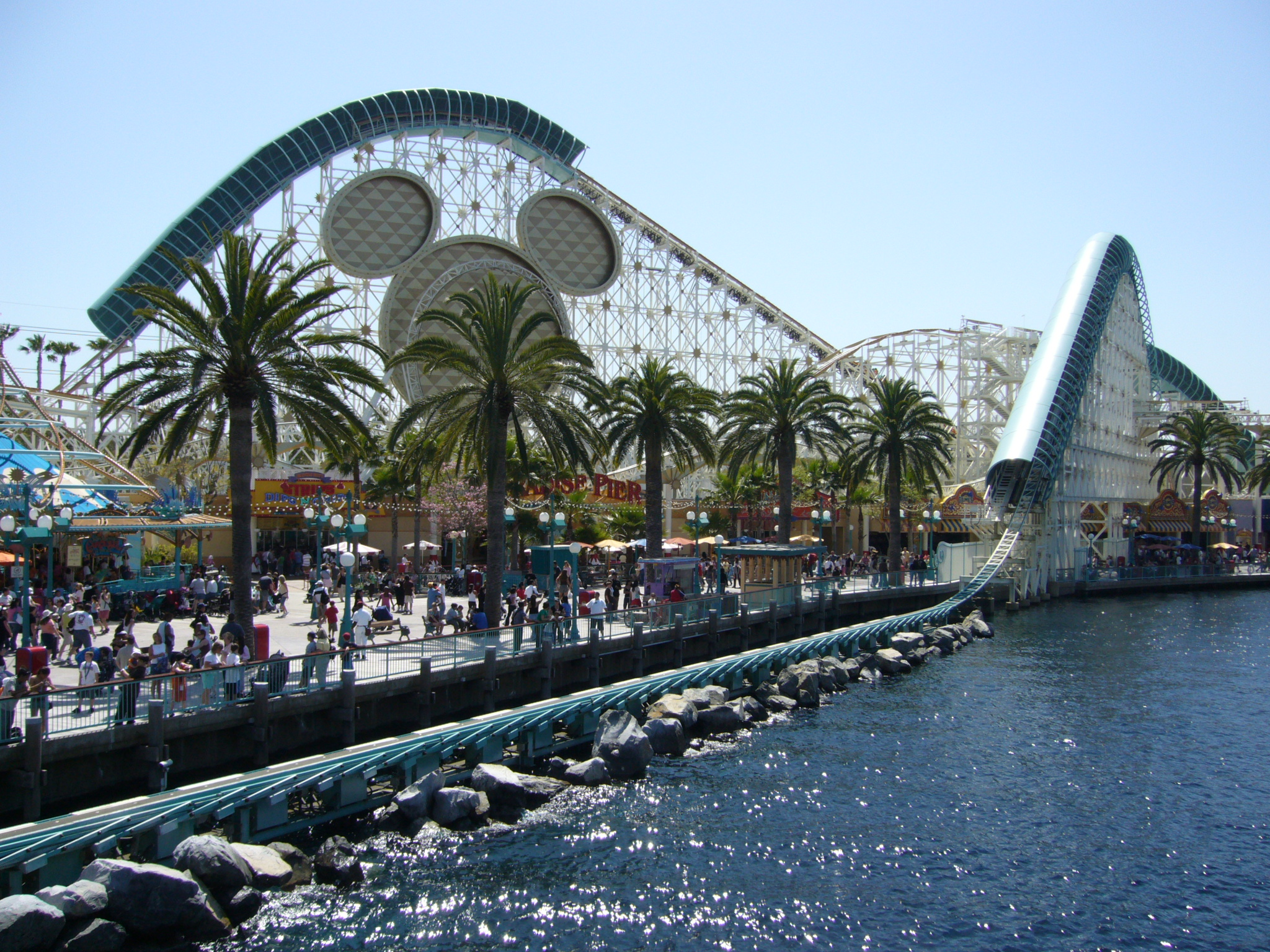
Les montagnes russes California Screamin' du parc Disney California Adventure.

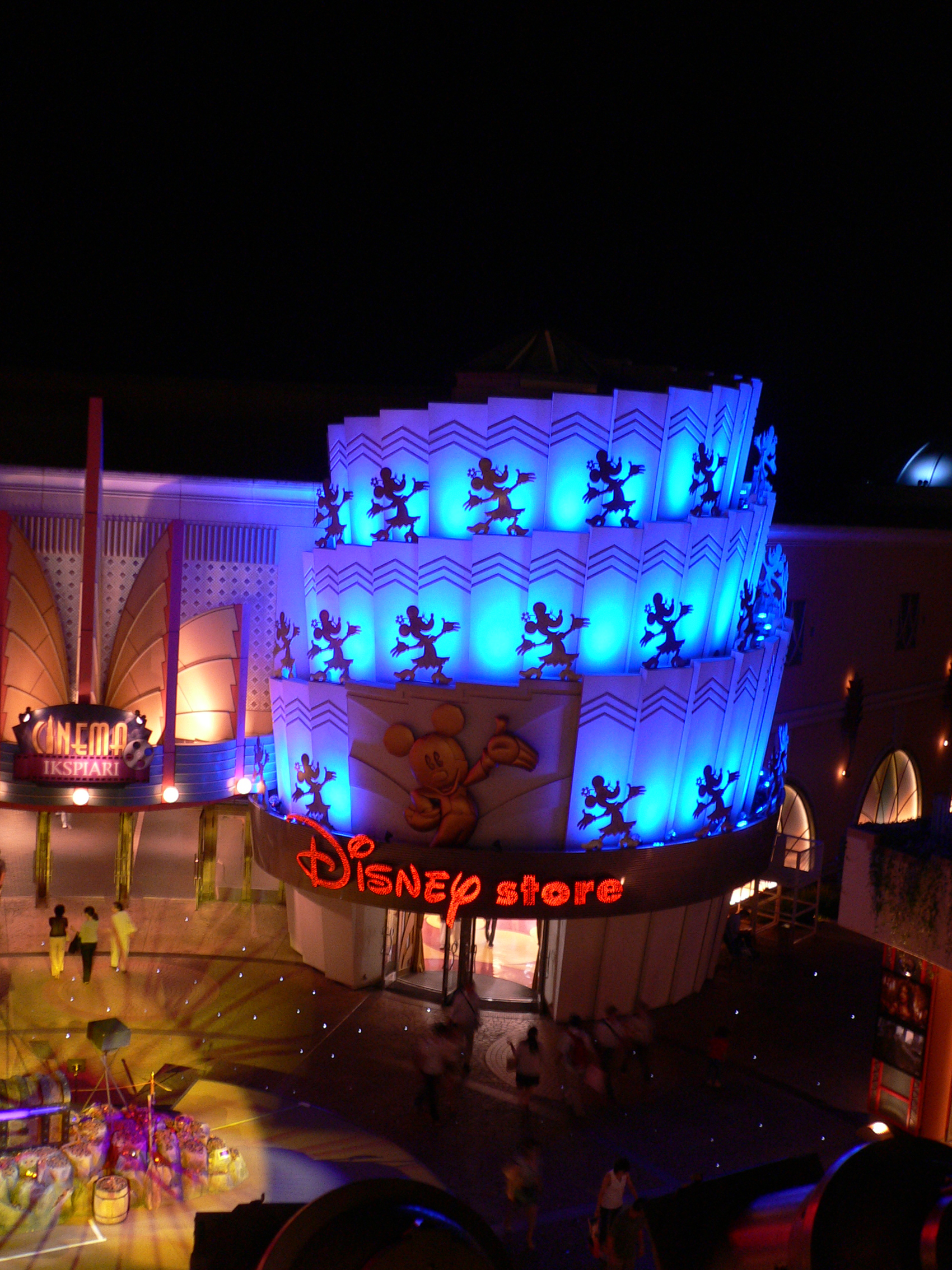
La Disney Store de Tokyo Disneyland, vendue avec les boutiques japonaises au propriétaire du parc OLC.

La période 1999-2001 marque un changement dans la progression de Disney. Plusieurs éléments en sont la cause. Le New Tomorrowland de Disneyland (1998) et le parc Disney's California Adventure (2001), voulus comme le nouveau paradigme de la qualité des parcs Disney, ne répondent pas aux attentes ni des fans, ni des simples visiteurs. Un second parc ouvre aussi au Japon, Tokyo DisneySea en septembre 2001, ainsi qu'en France les Walt Disney Studios en mars 2002.
Les magasins Disney Store, devenus moins rentables en raison de la vente de produits Disney en parallèle dans les grandes chaînes commerciales, sont revendus (sauf en Europe). La fin de la bulle internet force Disney à revoir son activité liée à ce média. Le WDIG est alors intégré à la division Disney Media Networks. Les attentats du 11 septembre 2001 affectent profondément le secteur du tourisme et les revenus des parcs Disney chutent.
En 2000, Disney dissout le studio Jumbo Pictures. Cependant, il continue d'acheter et diffuser les séries produites par le studio recréé par les anciens directeurs de cette société et baptisé Cartoon Pizza. Le 8 juin, Disney revend Ultraseek Corporation pour 153 millions d'USD à Inktomi. Au printemps 2001, Disney revend ses parts dans Eurosport pour 93 millions d'USD. Toutefois, Disney réalise quelques investissements. Le 3 août 2000, WDIG achète les 40 % restants de Soccernet puis en octobre lance en partenariat avec eBay le site Disney Auctions. En septembre, Disney se lance dans le capital-risque en fondant la société Steamboat Ventures.
De plus, pendant cette période, l'audience du réseau ABC baisse. Afin de résoudre le problème d'ABC, Disney cherche à étendre le réseau. Le 23 juillet 2001, Haim Saban et News Corporation annoncent être parvenus à un accord pour vendre la société Fox Family Worldwide à Disney pour 5,3 milliards d'USD, renommée plus tard ABC Family. Le rachat est finalisé le 24 octobre. Au passage, Disney récupère le catalogue de Saban Entertainment. Disney prend alors le contrôle de Jetix et profite de la situation pour lancer une campagne de restructuration de son activité de distribution télévisée : le nombre de chaînes Disney ou de filiales de la société explose. ABC, Disney Channel et ESPN passent de simple chaîne (une ou deux) à de véritables bouquets de chaînes déclinés dans plusieurs pays. En novembre, Disney rachète la Baby Einstein Company pour 25 millions d'USD.
Le 1er avril 2002, Disney vend l'ensemble des Disney Store du Japon à OLC, opérateur de Tokyo Disneyland pour 51 millions USD. Le 12 juin 2002, Disney signe un partenariat pour 1 milliard d'USD avec OMD, une filiale d'Omnicom, pour la diffusion de publicités.
Le 24 mars 2003, Disney et Bank One créent aux États-Unis une carte de crédit Visa offrant entre autres des avantages dans les boutiques et parcs Disney. En mai 2003, Disney annonce que le nombre de visiteurs dans les Disney Store dépasse celui dans ses parcs d'attractions et qu'en raison de la concurrence, plusieurs options sont envisagées dont la vente des boutiques nord-américaines et européennes. Le 21 mai 2003, Disney revend les Angels de Los Angeles d'Anaheim pour 180 millions d'USD à Arte Moreno, un financier de Phoenix. Fin septembre 2003, Disney lance un service de vidéo à la demande nommé MovieBeam,, au moyen d'un décodeur spécifique.
En février 2004, Disney subit une tentative d'OPA, de la part du câblo-opérateur Comcast de 54 milliards d'USD que Michael Eisner aurait refusé sans demander conseil au directoire ; ce qui aurait précipité sa chute. Le 17 février 2004, Disney a acheté les droits et le catalogue des Muppets et Tibère et la Maison bleue Bear in the Big Blue House pour 68 millions d'USD.
Toutefois, la société connaît à partir de 2004 des problèmes de direction. Michael Eisner, artisan de la relance des années 1980-1990 est contesté sur ses dernières décisions. Le directoire décide de ne pas renouveler son poste de PDG pour 2005 et Robert Iger est alors nommé président.

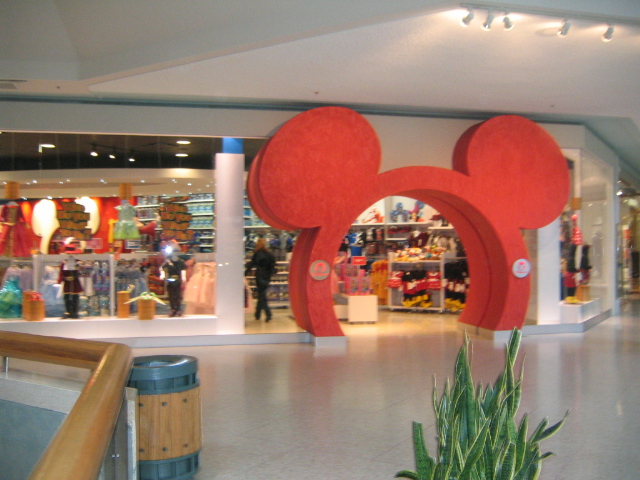
Une Disney Store rénovée selon The Children's Place.

Le 15 mai 2004, Disney achète Les Muppets à The Jim Henson Company, créant une nouvelle filiale "Muppets Holding Company", société rattachée à Disney Consumer Products et rebaptisée "The Muppets Studio" en avril 2007. En novembre 2004, Disney rachète les actifs de la société CrossGen Comics spécialisée dans les comics de la Fantasy. Le 21 novembre 2004, la vente des Disney Stores nord-américaines à The Children’s Place est effective, Disney recevant 100 millions d'USD pour l'échange du capital flottant.
Le 25 février 2005, Disney annonce son intention de revendre sa licence à Henry Samueli (en). Le 29 mars 2005, Disney et les frères Weinstein parviennent à un accord, Disney conserve la marque Miramax et les catalogues de Miramax et Dimension Films tandis que les frères Weinstein récupèrent la marque Dimension Films. Les deux frères créent peu après un nouveau groupe de médias, The Weinstein Company, autour de la Dimension Films. Miramax devient un des labels de Buena Vista Entertainment.
Le 20 juin 2005, la vente des Mighty Ducks s'achève et Disney reçoit 26 millions d'USD ce qui après la vente en 2003 des Angels d'Anaheim provoque la dissolution de la filiale Anaheim Sports. Le 23 juin 2005, Disney Consumer Products arrête la recherche d'un repreneur pour les 105 Disney Store européens. Le 28 juin 2005, trois podcasts (ABC News, Disney Online et ESPN.com) sont lancés sur iTunes à la suite d'un contrat entre Disney et Apple. Le 6 juillet 2005, Disney annonce la création des services de téléphonie mobile Disney Mobile et Mobile ESPN. Le 22 juillet 2005, Disney annonce que le rachat de Fox Family Worldwide s'élève à 5,2 milliards d'USD, somme supérieure à celle prévue à l'origine (moins de 4). Le 23 août 2005, c'est Baby Einstein qui crée Little Einstein, une gamme de produits pour les 3-8 ans. La gamme Disney Fairies débute le 29 août 2005 avec la sortie du livre Poussière de Fées et l’œuf magique de Gail Carson Levine, les boissons pour enfants avec des personnages Disney sont annoncées le 10 septembre, avec un accord de licence à la société britannique Calypso Soft Drinks. La gamme Indesign Disney de mobiliers Disney construits par Masonite est lancée en exclusivité dans les Home Depot américain.

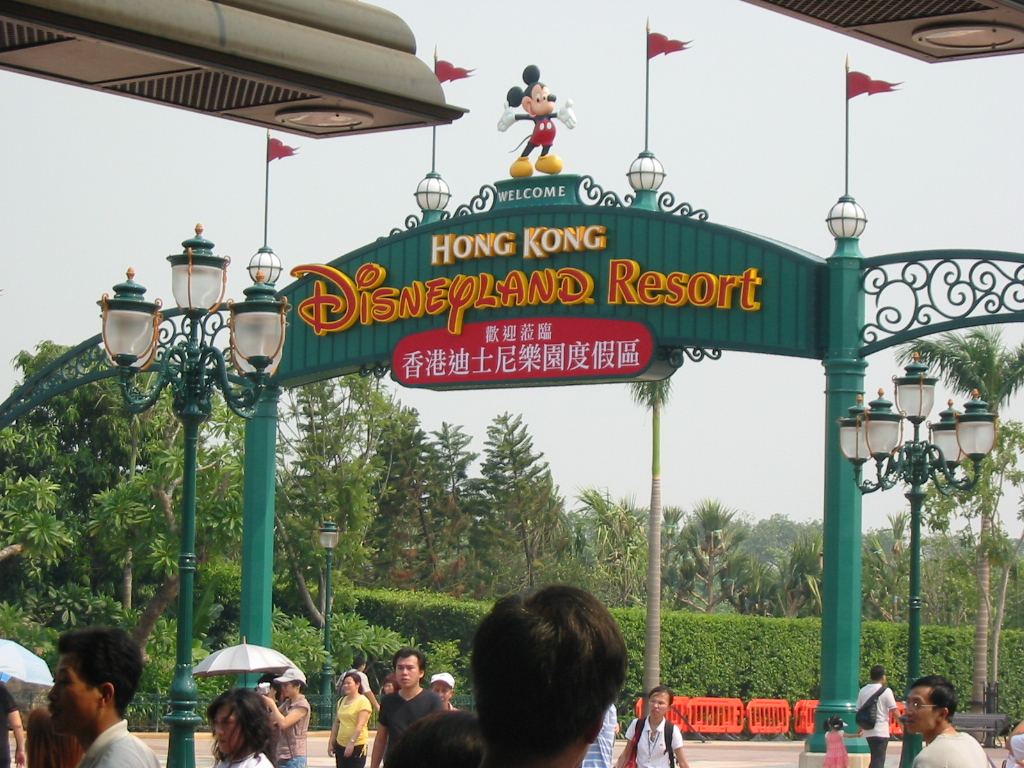
Entrée du Hong Kong Disneyland Resort, ouvert en septembre 2005.

Le 6 septembre 2005, le Buena Vista Music Group signe un accord avec EMI Group pour la distribution des productions en Europe, en Afrique et au Moyen-Orient. Le 13 septembre 2005, Disney annonce vouloir tripler le nombre de Disney Store en Chine dans les 5 prochaines années. Le 21 septembre 2005, le Disney-ABC Cable Network Group signe un accord avec Verizon pour diffusion sur le service étendu de fibre optique FIOS de 12 chaînes de Disney dont 7 chaînes ESPN channels, ABC Family et ABC News Now.
Le vendredi 30 septembre 2005 marque le départ de Michael Eisner de son poste de PDG. Son départ a été peu médiatisé et sans cérémonie d'après les rares médias l'ayant évoqué le lendemain.

### 2005-2020: Robert Iger

#### 2005-2010: Achat de Pixar et réorganisation dans les médias

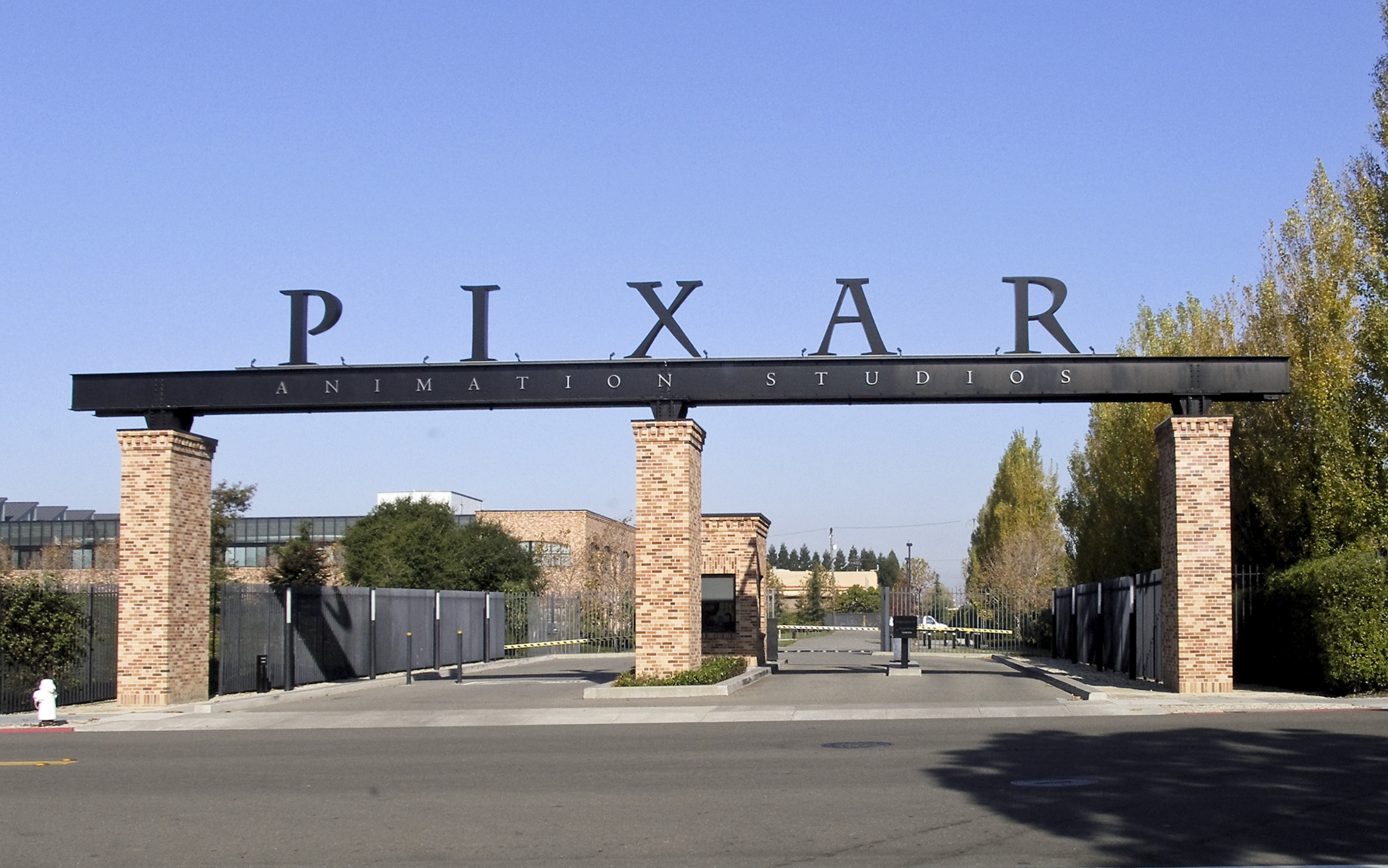
Portail d'entrée des studios de Pixar.

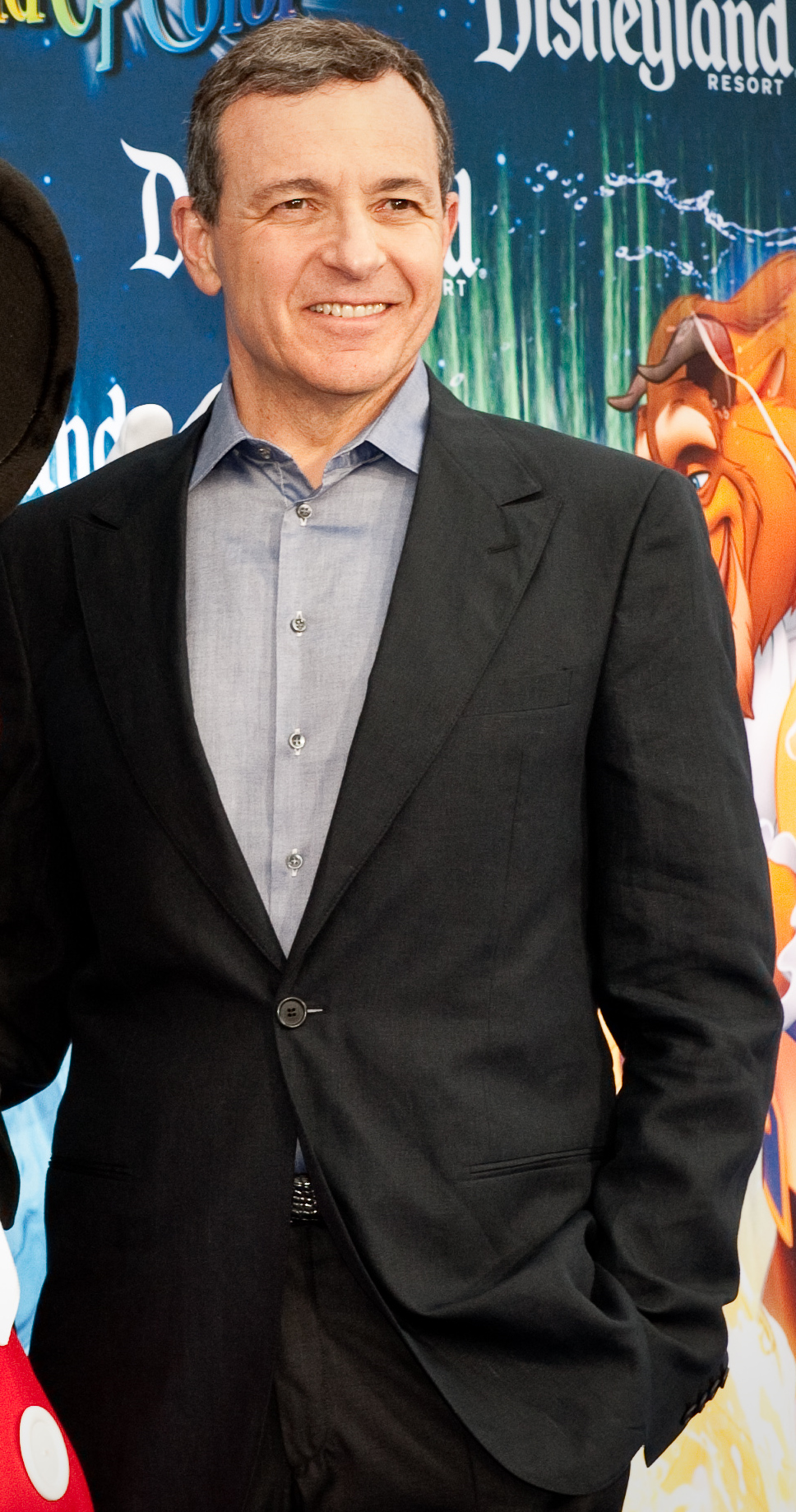
Robert Iger à la première de Disney's World of Color dans le parc Disney California Adventure. (juin 2010)

Le 7 octobre 2005, Disney revend le magazine Discover pour 13 millions d'USD. Le 12 octobre 2005, Disney lance sur iTunes le téléchargement des épisodes des séries d'ABC et Disney Channel. Le 19 octobre 2005, WDIG achète Living Mobile une société éditrice de jeux vidéo allemande basée à Munich et à Prague. Le 12 septembre 2005, le premier parc Disney de Chine, Hong Kong Disneyland ouvre ses portes. Le 25 septembre 2005, Disney annonce une perte de 68 millions d'USD à la suite de la faillite de Delta Air Lines annoncée le 14 septembre. Le 1er novembre 2005, des rumeurs dans la presse annoncent que Disney s'apprêterait à racheter Pixar au lieu de renouveler leur contrat de distribution exclusif. Le 23 novembre, l'action de la société italienne Mondo TV augmente de 3 % à la suite d'une information de rachat possible par Disney mais rien n'est venu confirmer cette rumeur. Toutefois, à la même date Disney a revendu ses intérêts dans une chaîne câblée espagnole pour 57 millions d'USD. Le 8 décembre 2005, Disney et sa division de distribution Walt Disney Home Entertainment annoncent qu'ils soutiendront le format Blu-ray.
Le 3 janvier 2006, le Disney-ABC Cable Network Group et ESPN ajoutent des services de vidéo à la demande au contrat liant Disney et Verizon Communications. Le 24 janvier 2006, Disney annonce le lancement d'une opération boursière visant à acheter Pixar pour environ 7,4 milliards de dollars, pour moitié par un échange d'actions,. Le taux annoncé est de 2,3 actions de Disney contre une de Pixar. À cette occasion Steve Jobs (cofondateur d'Apple), PDG de Pixar et actionnaire de 50,6 % du capital de la société, devrait être proposé (à sa demande) à une nomination par les actionnaires de Disney au poste d'administrateur indépendant. Le 6 février 2006, lors de la publication de ses résultats trimestriels, Disney a annoncé la fusion des réseaux de stations radiophoniques d'ABC Radio et de Citadel Broadcasting. L'ensemble nommé Citadel Communications sera géré par Citadel mais détenu à 52 % par les actionnaires de Disney. Le montant de la transaction s'élèvera à 2,7 milliards de dollars en faveur de Disney. Mobile ESPN n'arrive pas à trouver son public et se transforme en un simple service dès février 2007. Le 13 février 2006, après l'annonce du départ d'Al Michaels, commentateur sportif d'ESPN pour la chaîne NBC, affiliée à Universal, la Walt Disney Company déclare avoir négocié en échange la récupération des droits sur Oswald le lapin chanceux. Le 9 mars 2006, Walt Disney International annonce la création de la Walt Disney Company (Russia) afin de gérer les intérêts de Disney en Russie,, filiale ouverte le 1er avril à Moscou. Le 13 mars 2006, ESPN lance sa première chaîne au Royaume-Uni, sous le nom d'ESPN Classic mais qui est une déclinaison de ESPN Classic Sport. Le 6 avril 2006, le service Disney Mobile est transformé en un opérateur de réseau mobile virtuel. Le 5 mai 2006, Disney annonce avoir achevé le rachat des actions de Pixar,. Les studios d'animation des deux sociétés seront regroupés à partir de l'été 2006 sous la direction de Edwin Catmull et John Lasseter de chez Pixar.
Le 1er juin 2006, Disney a lancé la société Disney Jeans en Inde avant de s'étendre sur les marchés de l'Asie et de l'Europe. Le 9 juin 2006, Disney signe plusieurs accords pour vendre des fruits sous la marque Disney dans des chaînes de magasins européens : en Angleterre, Tesco vend des mandarines puis plus tard des pommes et des bananes, en France Carrefour propose des mini-tomates et en Allemagne, Metro AG vend des mini-bananes. Le 21 juin 2006, ESPN et ABC obtiennent pour 10 ans les droits de diffusion de 110 matchs annuels de la Big Ten Conference, jusqu'en 2017. Le 26 juin 2006, George Mitchell a confirmé être en pourparlers avec les officiels de la ville de Shanghaï pour un second parc en Chine qui, d'après lui, n'aurait pas d'influence sur la fréquentation de celui de Hong Kong. Le 28 juillet 2006, Disney annonce la signature d'un contrat prévoyant l'achat de la chaîne indienne d'Hungama TV auprès d'UTV pour 30 millions d'USD ainsi que l'achat de 14,9 % d'UTV Software Communications pour 15 millions, société qui produit des programmes de télévision, des films d'animation et des films de type Bollywood. Le 4 août 2006, ESPN obtient pour 8 ans les droits de diffusions sur ESPN2 des 29 matchs annuels de la Major League Soccer, jusqu'en 2014.
Le 22 novembre 2006, Disney signe un accord avec Comcast, ce dernier rachetant les 40 % de E! Entertainment détenus par Disney pour 1,23 milliard d'USD en contrepartie de la distribution des chaînes de Disney : Disney Channel, ABC Family, Toon Disney, ESPN, SOAPnet et le lancement d'ESPN Deportes. De plus, Comcast peut utiliser dans son service de vidéo à la demande les productions de Disney dont celles de Walt Disney Pictures, Miramax Films et Touchstone Pictures. Le même jour, Disney annonce une extension sur tous les continents de son contrat nord-américain avec la société de chaussures Crocs pour la ligne de chaussures sportives Crocs Disney. Le 5 décembre 2006, ESPN International prend le contrôle de NASN une chaîne européenne consacrée aux sports américains pour la somme de 80 millions d'USD,, renommée par la suite ESPN America.
En février 2007, Verizon Wireless offre le service Mobile ESPN et la chaîne ESPN devient disponible sur le service MediaFLO mobile TV de Qualcomm. Le 6 février 2007, Disney fusionne ses différentes entités de promotion et de publicité pour les enfants et la famille dans les domaines de la télévision, d’internet, la radio et la presse en un seul groupe, le Disney Media Advertising Sales and Marketing Group. Buena Vista Games devient Disney Interactive Studios,. Le 19 mars 2007, le Walt Disney Internet Group achète un second fournisseur de contenu pour téléphone portable chinois Enorbus pour 20 millions d'USD. Le 25 avril 2007, la presse annonce la suppression possible à partir du mois de mai 2007 du nom Buena Vista au profit de Disney en raison d'une politique de simplification des marques de la Walt Disney Company entamée par Robert Iger. Le 8 mai 2007, Walt Disney Records, Disney Electronics et le Walt Disney Internet Group s'associent pour offrir au téléchargement sur le site Disneymixcentral.com le catalogue du premier pour les baladeurs MP3 du second.
Le 12 juin 2007, afin de compléter son offre sportive globale, ESPN annonce le rachat du plus important site sur le cricket Cricinfo au Wisden Group. Le 1er août 2007, Disney rachète le site de monde virtuel pour enfants Club Penguin pour 350 millions d'USD. Le 9 août 2007, Disney annonce le renommage pour janvier 2008 du parc Disney-MGM Studios en Disney's Hollywood Studios, effectif dès le 1er janvier. Le 22 août 2007, ESPN rachète le site internet de rugby Scrum.com. Le 27 septembre 2007, WDIG annonce la fermeture le 1er janvier 2008 de l'opérateur virtuel Disney Mobile. Le 3 octobre 2007, Disney annonce l'ouverture d'un hôtel et d'un nouveau Disney Vacation Club de 8,5 ha et 800 chambres en 2011 à Hawaï, sur l'île d'Oahu au sein du complexe de loisirs Ko Olina Resort & Marina. Le 13 octobre 2007, la gamme Disney Garden propose des légumes et fruits « sélectionnés pour aider les familles à offrir à leurs enfants des aliments bons pour la santé ». Le 12 novembre 2007, la société Disney annonce qu'elle s'apprêtait à lancer une offre Disney Mobile au Japon avec SoftBank, alors que la filiale américaine ne rapporte pas le succès escompté. Le 3 décembre 2007, Disney annonce vouloir acheter 11 à 15 % supplémentaires du capital d'UTV. Le 4 décembre 2007, WDIG achète la société iParenting Media, fournisseur de contenu pour la famille.
Le 14 janvier 2008, Disney et ESPN confirment avoir pris une participation de 11 % dans la filiale chinoise de la NBA. Le 12 février 2008, Disney achète 20 % de la société espagnole de télévision numérique Net TV appartenant à Vocento. Le 18 février 2008, Disney annonce détenir 32,1 % du capital d'UTV après avoir acheté pour 203 millions d'USD en actions, ainsi que 15 % d'UTV Global Broadcasting, pour 30 millions de $. Le 2 mai 2008, Disney signe un accord avec The Children's Place pour reprendre le contrôle des Disney Store nord-américaines, mais annonce en contrepartie la fermeture de 98 boutiques. Le 5 juin 2008, la société Disney Interactive Media Group naît de la fusion de Disney Interactive Studios et du Walt Disney Internet Group. Le 23 juin 2008, WDIG annonce la vente de Movies.com à Fandango, une filiale de Comcast. Le 8 décembre 2008, Disney annonce être en cours de négociation pour acheter les parts restantes de Jetix Europe, pour atteindre les 96 % du capital avant la fin de l'année et d'acheter les 4 % restants en 2009,. Le 16 décembre 2008, Disney fonde une coentreprise en Russie avec Media-One en vue de créer un réseau de 30 chaînes de télévision ; 49 % de la nouvelle société est détenue par Walt Disney Company CIS, filiale russe de Disney fondée en 2006.
Le 8 février 2009, Steven Spielberg annonce achever la signature d'un contrat de six ans pour accorder à Disney la distribution de 30 films de DreamWorks SKG,. La distribution des productions du studio désormais indépendant sera assurée par Walt Disney Studios Distribution. Le 20 février 2009, la commission anti-monopole russe suspend l'achat par Disney de 49 % du groupe russe Media One. La société Catalpa Investments filiale russe de Disney avait demandé l'aval de la commission pour l'achat de 49 % de la nouvelle société MO-TV-Holdings, créée à l'occasion pour détenir le groupe télévisuel russe Media One, ce qui aurait permis à Disney de lancer une chaîne Disney Channel en Russie parmi d'autres possibilités. Le 27 février 2009, Jetix Europe annonce la fin de la période de rachat des actions, période qui s'achève par la détention par Disney de 99,8 % des actions et l'arrêt de la cotation à la bourse Euronext de Jetix Europe. Le 30 avril 2009, ABC, Inc annonce prendre une participation de 27 % dans le site internet de vidéo à la demande Hulu. À la suite de problèmes financiers le groupe de télévision irlandais Setanta Sports doit se séparer de droits de retransmission de certains matchs du Championnat d'Angleterre de football. Le 22 juin 2009, ESPN récupère ces droits soit 46 matchs de la saison 2009-2010 et 23 matchs de celle 2010-2013 sur 138 pour chaque saison.
Le 19 juillet 2009, ESPN lance trois sites internet consacrés aux actualités sportives locales de New York, Los Angeles et Dallas. Le 31 août 2009, Disney annonce l'obtention d'un accord en vue du rachat de Marvel Entertainment pour 4 milliards USD (soit 2,8 milliards d'euros). L'achat se fait par échange d'action au taux de 0,745 action Disney pour une Marvel et 30 USD en numéraire. Le 30 septembre 2009, un juge de Los Angeles déclare que Disney n'avait commis aucune infraction à l'accord signé ni aucune retenue sur les royalties de Winnie l'ourson, procès entamé en 1991 par la famille de Stephen Slesinger. Le 3 novembre 2009, Disney a annoncé offrir 7 millions de $ pour la préservation de la forêt dont quatre pour la Tayna and Kisimba-Ikobo Community Reserves dans la République démocratique du Congo et pour l'Alto Mayo au Pérou. Le 13 novembre 2009, Jay Rasulo (PDG) et Tom Staggs (CFO) échangent leurs fonctions à la tête de la division Walt Disney Parks and Resorts. Le 23 décembre 2009, Sheryl Sandberg, COO de Facebook, est nommée au directoire de Disney. Le 31 décembre 2009, les actionnaires de Marvel approuvent le rachat par Disney pour une valeur estimée de 4,3 milliards de dollars.
Résumé de la période 2004-2009
Les problèmes avec les Disney Store sont emblématiques de la période, avec tout d'abord des ventes au début des années 2000 puis annonce de rachats à la fin de la décennie. Afin de relancer la rentabilité des différentes divisions du groupe, Iger lance un programme donnant plus d'indépendance et autorisant plus de relations entre les divisions. À partir de 2007, en raison du manque de lisibilité de la marque Buena Vista existant pourtant depuis 1953, de nombreuses filiales sont rebaptisées autour de Disney, ABC et ESPN. La division cinéma utilise des licences provenant des autres divisions. Disney se sépare des frères Weinstein fondateur de Miramax Films et du studio Dimension Films. Toutefois, Disney rachète en 2006, le studio Pixar. En 2010, c'est le tour de Marvel Entertainment. Disney récupère aussi les droits sur Oswald le lapin chanceux l'une des premières productions du studio, avant Mickey Mouse. Disney signe un contrat de distribution exclusive avec DreamWorks SKG. La division des médias est la plus active avec le rachat de l'intégralité de Jetix Europe, la réorganisation et le développement des chaines Disney, les investissements en Inde et l'acquisition de nombreux droits de retransmissions de compétitions sportives par ESPN. Disney se sépare du réseau ABC Radio. Sous l'égide de la division réseau, Disney tente de devenir un opérateur de téléphonie mobile, mais Disney Mobile doit rapidement fermer. La division des parcs d'attractions lance de nouveaux services et fête le 50e anniversaire de Disneyland partout dans le monde avec de nouvelles attractions, mais se désengage des activités sportives. Le centre de gravité pour la division des parcs est la Chine avec l'ouverture du parc de Hong Kong Disneyland et le projet d'un parc à Shanghai Disneyland. Toutefois, les Disney Vacation Club annoncent plusieurs projets et la Disney Cruise Line fait construire deux nouveaux navires prévus pour le début des années 2010. La division des produits de consommation lance de nombreuses nouvelles gammes et à l'acquisition de plusieurs sources de licences déclinables par les autres entités du groupe rachetant entre autres les Muppets et le catalogue de Saban Entertainment. Autre élément de réorganisation, le Disney Interactive Media Group est créé fin 2008 en regroupant le Walt Disney Internet Group (autrefois une division à part entière) avec les Disney Interactive Studios. Cette division procède à de nombreux achats de studio de jeux vidéo et de sites internet.

#### 2010-2017: D'autres acquisitions, Marvel et Lucasfilm

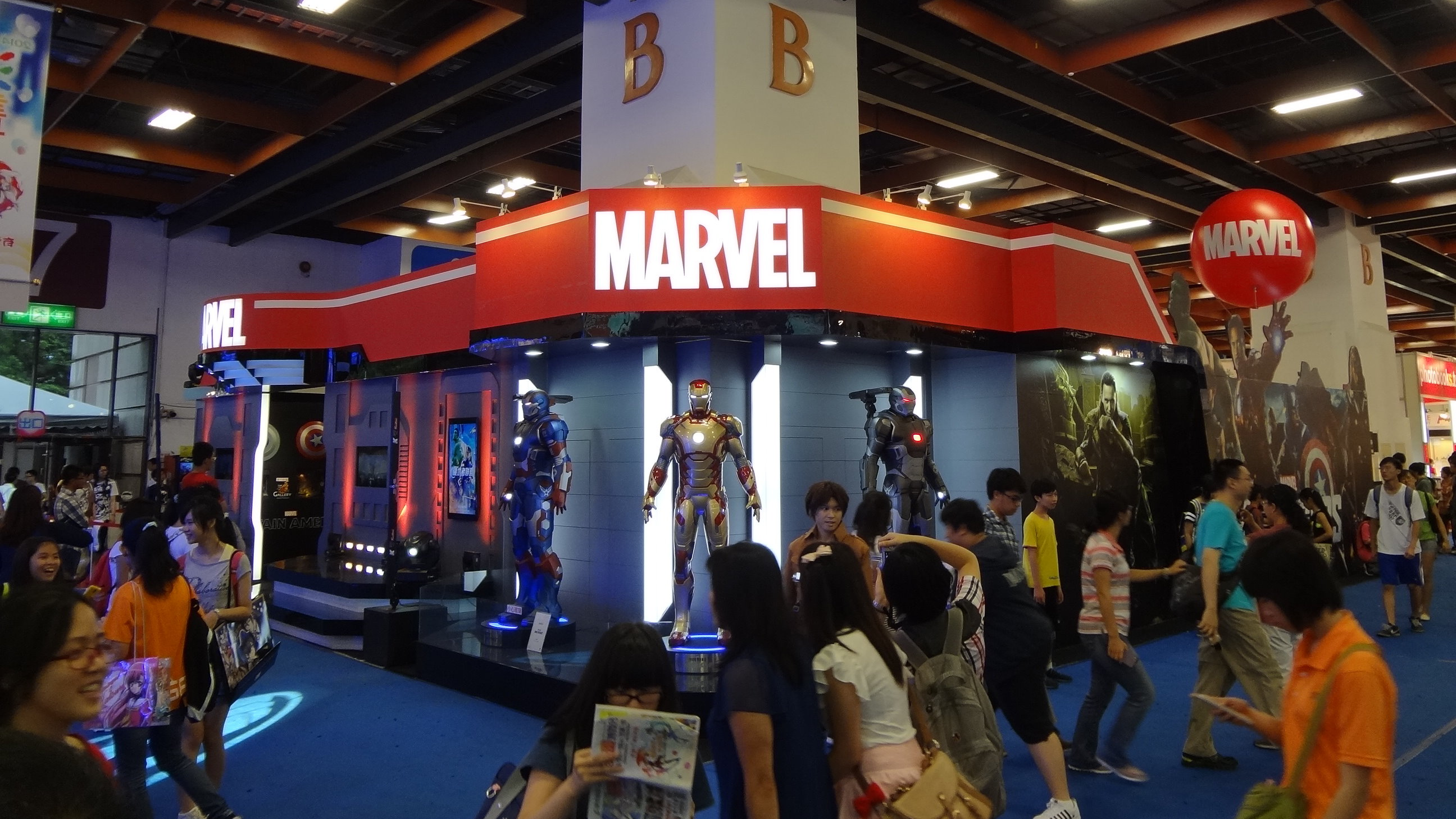
Stand Marvel dans une convention de Comics en 2014

Le 1er janvier 2010, à la suite du rachat de Marvel Entertainment, Disney accroît son partenariat avec POW! Entertainment, le studio de Stan Lee en investissant 2,5 millions de dollars dans son capital soit 10 %. Le 25 janvier 2010, UTV Software Communications finalise le rachat de sa filiale UTV Motion Pictures par une augmentation de capital réduisant la part de Disney à 50,45 % du capital d'UTV. Le 28 janvier 2010, Disney annonce la fermeture du studio Miramax Films et la perte des 80 postes. Le 2 février 2010, le New York Times évoque la possibilité que Disney vende le catalogue de 700 films et le nom Miramax pour 700 millions d'USD. Le 4 février 2010, le directoire d'OLC valide le transfert de l'activité des Disney Store japonaises vers la filiale japonaise de Disney, avec un rachat des actions le 31 mars.
Le 10 mars 2010, lors de la réunion des actionnaires de Disney, Robert Iger envisage plusieurs solutions pour résoudre les problèmes de certaines filiales d'ABC Inc, dont ABC News, avec par exemple, la création d'une spin-off. Le 12 mai 2010, Haim Saban annonce avoir racheté à Disney les Power Rangers pour produire une nouvelle série à partir de 2011. Le 21 mai 2010, The Wall Street Journal annonce que les négociations entre Disney et les frères Harvey et Robert Weinstein en vue du rachat de Miramax Films n'ont pas abouti, mais n'étaient pas liées au prix d'achat d'environ 600 millions d'USD. Le 27 juillet 2010, Disney officialise l'achat de Playdom, un ensemble de studios de jeux communautaires pour la somme de 563,2 millions d'USD ainsi que la nomination de John Pleasants comme Executive Vice President du Disney Interactive Media Group. Le 29 juillet 2010, Disney annonce la vente de Miramax Films, filiales, catalogue de films et projets inclus, pour 660 millions d'USD au groupe Filmyard Holdings comprenant Tutor Perini (en), Thomas J. Barrack, Jr. (en) et Colony Capital. Le 3 décembre 2010, Disney annonce la finalisation de la transaction pour 663 millions d'USD.
Le 23 février 2011, Disney achète le site de réseautage social Togetherville destiné aux enfants de moins de 10 ans. En mars 2011, Disney scinde son contrat avec les agences publicitaires en deux, Carat pour les parcs à thèmes et Publicis pour le cinéma, la télévision et les jeux vidéo. Le 30 juin 2011, Walt Disney Studios Distribution crée une filiale en Afrique du Sud pour assurer la distribution de ses films. Le 26 juillet 2011, UTV annonce qu'elle a accepté une offre de Disney pour acheter les 49,6 % restants du capital qu'elle ne détient pas pour 454,62 millions d'USD. Le projet prévoit de racheter toutes les actions encore disponibles sur le marché, de décoter la société puis de racheter les 19,82 % détenus par Ronnie Screwvala,. Le 16 août 2011, la société souhaite profiter des incertitudes de la bourse et émet une obligation à long terme, 30 ans. Ce qui lui permet de récolter 350 millions d'USD. Le 9 septembre 2011, Disney annonce la nomination de Robert Chapek, ancien président de Walt Disney Studios Distribution comme président de Disney Consumer Products qui aura la tâche de réorganiser l'approche des grands distributeurs avec une seule équipe commerciale. Le 7 octobre 2011, Disney annonce avoir acheté pour un prix de 80 à 100 millions d'USD les 42 % d'Indiagames non détenus par UTV Software Communications. Les 42 % étaient détenus par Vishal Gondal, fondateur d'Indiagames et des investisseurs étrangers tels que Cisco Systems et Adobe Systems. Le 8 octobre 2011, il annonce qu'il mettra fin à ses fonctions de PDG et président du directoire en mars 2015,.
Le 29 novembre 2011, Disney annonce avoir émis 1,6 milliard d'obligations en deux lots, 1 milliard en obligations à 3 ans et le reste sur 30 ans. Le 7 décembre 2011, le gouvernement indien valide le rachat d'UTV par Disney.

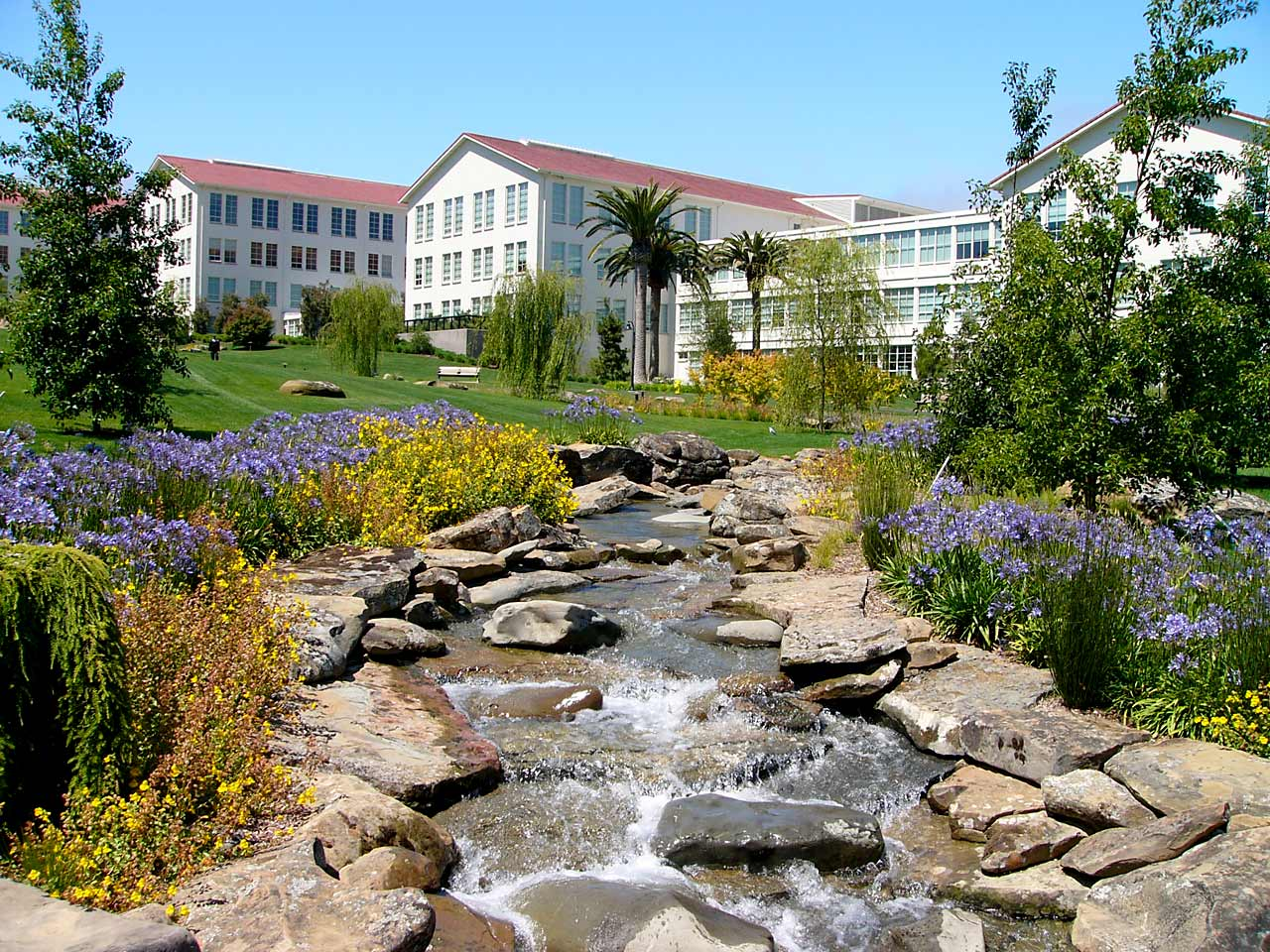
Siège de Lucasfilm au Letterman Digital Arts Center à San Francisco.

À la suite de la clôture de l'offre de rachat des actions publiques le 31 janvier 2012 (près de 30 %) et le rachat des actions des promoteurs le 2 février 2012 (20 %), Disney détient désormais plus de 90 % du capital d'UTV. La société UTV devrait être renommée par la suite The Walt Disney Company India dépendant de Walt Disney International tandis que Rohinton Screwvala devrait devenir son président, rapportant à Andy Bird. Le 20 avril 2012, Rich Ross annonce sa démission du poste de président de Walt Disney Studios Entertainment après l'échec de John Carter,. Le 27 avril 2012, Disney et News Corp annoncent vouloir acheter la participation de Providence Equity dans Hulu pour environ 200 millions de $. Le 4 mai 2012, le laboratoire Disney Research dévoile une technologie nommée Touché dotée de capacités de détections du toucher. Le 5 juin 2012, Disney annonce une nouvelle politique publicitaire refusant les publicités à destination des enfants pour de la malbouffe sur ses chaînes de télé et ses sites internet. Le 13 août 2012, la presse évoque une possibilité de rachat de Scripps Networks Interactive par Disney pour 10 milliards de $. Le 24 août 2012, Time Magazine révèle une rumeur de rachat d'Euro Disney SCA par The Walt Disney Company pour réduire les difficultés financières de l'opérateur des parcs français. Le 18 septembre 2012, Euro Disney SCA annonce que The Walt Disney Company lui accorde un crédit de 1,332 milliard d'€ pour aider à refinancer sa dette. Le 30 octobre 2012, Disney annonce l'achat de Lucasfilm et l'ensemble de ses filiales (ILM et LucasArts) pour 4,05 milliards d'USD,. Le 21 décembre 2012, Disney annonce avoir finalisé l'acquisition de Lucasfilm pour 4,06 milliards d'USD. Le 27 décembre 2012, Disney souscrit un emprunt en bonds de 3 milliards de $. Le 15 janvier 2013, Disney annonce le lancement pour juin 2013 de Disney Infinity pour contrer Skylanders de Activision Blizzard, permettant une connexion entre Disney Toys et Disney Interactive Studios. Le 12 février 2013, Disney émet un emprunt de 800 millions d'USD à taux flottant, premier depuis 2007. Le 1er juillet 2013, le comité de direction de Disney prolonge le contrat de Robert Iger comme CEO et président jusqu'au 30 juin 2016. Le 12 juillet 2013, Disney, NBCUniversal et Fox arrêtent le processus de vente de Hulu et annoncent un investissement de 750 millions d'USD. Le 13 septembre 2013, Disney annonce son intention de racheter en 2014, ses actions pour une somme entre 6 et 8 milliards d'USD. Le 24 septembre 2013, Bob Iger envisage que Disney devienne un fournisseur de contenu pour Netflix, Google ou Amazon. Le 9 octobre 2013, Disney arrête l'émission de certificats papiers pour ses actions en bourse au profit de version numérique, mais propose aux collectionneurs des certificats d'acquisitions. Le 24 octobre 2013, Disney EMEA annonce une réorganisation des contrats européens avec les agences de publicités, contrats détenus depuis 2010 par Carat pour le cinéma et depuis 2008 par ZenithOptimedia pour Disneyland Paris. Le 28 octobre 2013, Disney, maison mère de Marvel et Lucasfilm, met un terme aux machines à sous arborant des personnages Marvel Comics ou Star Wars. Il faut relier cela à des projets changement de la législation de l'état de Floride au sujet des casinos. Le 12 novembre 2013, The Walt Disney Studios annonce qu'il a d'ores et déjà battu son record de 2010 en dépassant les 3,791 milliards d'USD de recettes au box-office grâce à ses labels Marvel, Disney et Pixar. Le 20 novembre 2013, OMD Worldwide] filiale de Omnicom Group annonce reprendre le contrat publicitaire de la division cinématographique de Disney estimé à 800 millions d'USD. Le 23 décembre 2013, Jack Dorsey, fondateur de Twitter, est nommé au comité de direction de Disney à la place de Judy Estrin,. Le 24 mars 2014, Disney acquiert pour 500 millions de dollars le studio de chaînes YouTube Maker Studios,,. Le 25 mars 2014, le magazine Time liste 5 raisons pour lesquelles Disney a acheté Maker Studios, le recrutement de nouveaux talents, pousser les productions Disney en ligne, négocier de meilleurs contrats publicitaires, minimiser les échecs précédents comme Playdom et préparer le futur avec la baisse des abonnés aux chaînes câblées. Le 6 octobre 2014, The Walt Disney Company annonce une recapitalisation et un renforcement de sa participation dans Euro Disney pour un montant d'environ 1 milliard d'euros, dont 420 millions en liquidité, et 600 millions par échange de dette.

Stands de la convention D23 en 2015, Alice de Walt Disney Pictures et Star Wars de Lucasfilm.

Le 5 février 2015, Thomas O. Staggs, directeur de Walt Disney Parks and Resorts et ancien directeur financier, est promu COO de la société,,,. Le 3 avril 2015, la presse évoque le fait que Disney au travers d'ESPN négocierait un contrat de 250 millions d'USD avec le site de paris sportifs virtuels DraftKings, peut-être l'achat de 25 % de la société,,,,. Le 29 juin 2015, Disney annonce le regroupement de ses divisions Disney Consumer Products et Disney Interactive pour le début de l'année fiscale 2016,,.
Le 30 juin 2015, Disney nomme Christine McCarthy comme Chief Financial Officer,,. Le 22 septembre 2015, Disney investit dans Jaunt, une start-up de la Silicon Valley spécialisée dans la réalité virtuelle. Le 8 juillet 2015, Nominet contraint une société britannique de costumes à rendre 6 domaines dont starwars.uk à Disney à la suite de son rachat de Lucasfilm,,. Le 10 septembre 2015, à la suite de la baisse du cours de son action en raison des craintes liées à ESPN, Disney confirme racheter agressivement ses actions. Le 21 octobre 2015, Disney se prépare à lancer un service de location de contenus numériques à la demande au Royaume-Uni nommé DisneyLife dont des films, des séries télévisées, de la musique et des livres,,,,.
Le 11 janvier 2016, Mark Parker (en), CEO de Nike, est nommé au comité de direction de la Walt Disney Company,,. Le 4 avril 2016, Thomas Staggs alors considéré comme favori pour succéder à Robert Iger au poste de directeur général annonce brutalement son départ de Disney,.
Le 1er février 2017, Disney accepte de verser 100 millions d'USD pour clore une affaire d'entente illicite entre les studios d'animation californiens pour limiter le débauchage impliquant ses filiales Disney Animation et Pixar,. Le 23 mars 2017, le contrat de Robert Iger comme CEO est prolongé d'un an jusqu'en juillet 2019,. Le 13 juin 2017, la Walt Disney Company clôt son offre publique d'achat sur Euro Disney et atteint les 97,08 % du capital, annonçant le retrait de l'action en bourse,.

#### Depuis 2017: Streaming et 21st Century Fox
Le 8 août 2017, Bob Iger annonce une nouvelle orientation stratégique avec le lancement en 2019 d'un service de vidéo à la demande, concurrent de Netflix. Pour cela Disney achète 42 % supplémentaires de BAMTech pour 1,58 milliard d'USD et porte sa participation totale à 75 %,.

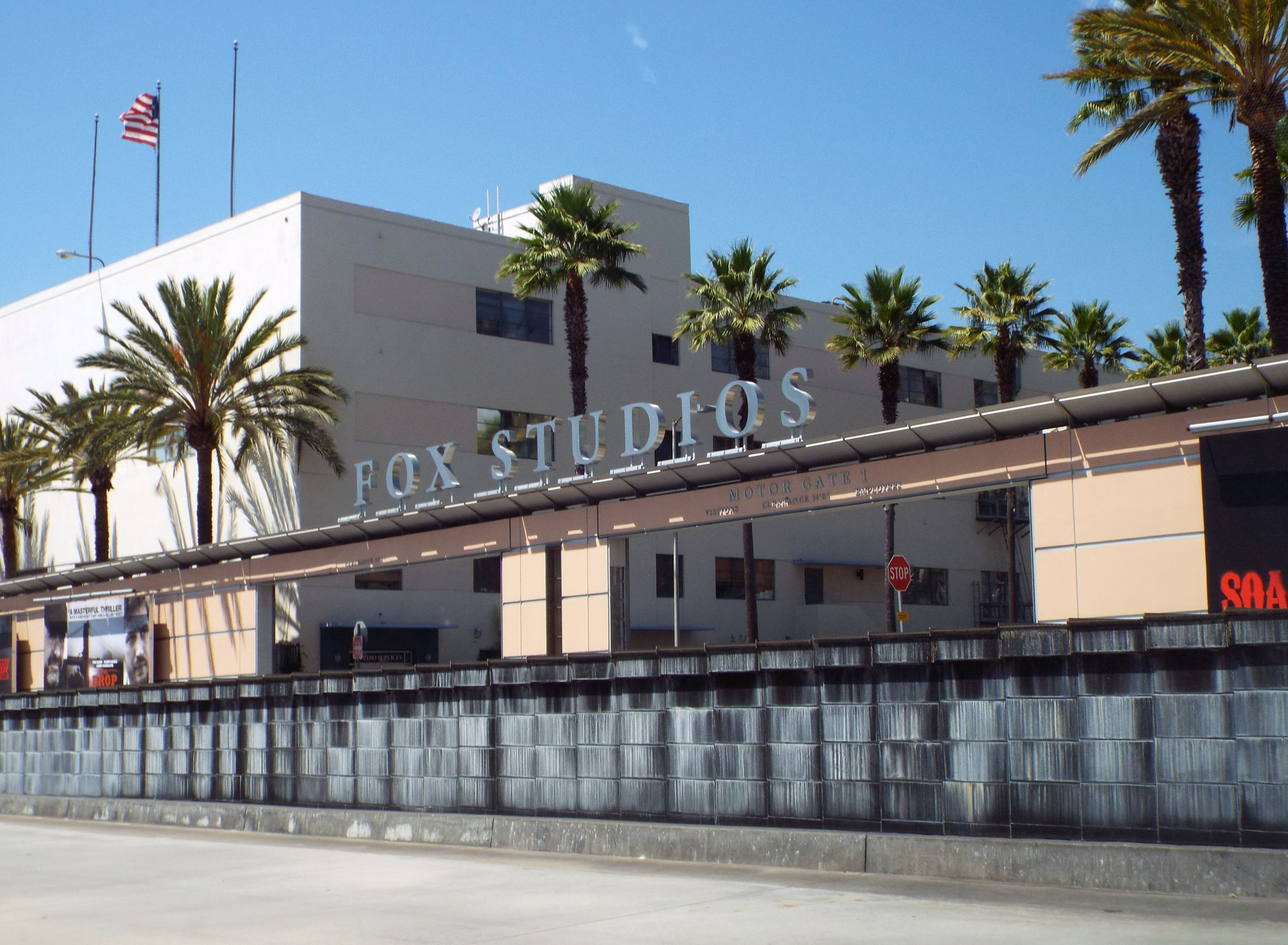
Entrée des Fox Studios à Los Angeles, siège de 20th Century Fox.

Le 6 novembre 2017, le site CNBC révèle que 21st Century Fox serait en pourparler avec Disney pour lui vendre une partie de ses activités dont les studios 20th Century Fox, les chaînes européennes de BSkyB mais aussi National Geographic Channel et Star India.
Cette acquisition ne se finalisera qu'en mars 2019, mais pas sur l'intégralité des activités désirées.
Le 8 décembre 2017, deux nouveaux membres sont élus au directoire de Disney, Safra Catz CEO d'Oracle et Francis A. de Souza d'Illumina. Le 29 décembre 2017, les recettes internationales de Star Wars, épisode VIII : Les Derniers Jedi dépassent les 900 millions d'USD et permettent à Disney, en les cumulant avec les autres films Star Wars, d'égaler les 4 milliards d'USD de l'achat de Lucasfilm en 2012,.
Le 13 janvier 2018, Disney annonce la non reconduction au directoire des postes de Sheryl Sandberg (COO de Facebook) et Jack Dorsey (CE de Twitter) pour éviter les conflits d'intérêts en raison des partenariats commerciaux,. Le 23 janvier 2018, à l'instar de plusieurs entreprises américaines profitant d'une réforme du code des impôts durant la présidence de Donald Trump, Disney annonce l'attribution d'un bonus exceptionnel de 1 000 USD à ses 125 000 employés,,. Le 8 février 2018, Disney dévoile les contours de son futur service de vidéo par contournement, qui proposera les films et séries Disney, Marvel et Lucasfilm et aussi le catalogue de 21st Century Fox en cas de validation du rachat, mais aucune production interdite aux mineurs qui sera réservée à Hulu ni les coproductions comme celles de Netflix,. Le 8 mars 2018, les actionnaires de Disney votent contre une augmentation de la rémunération de Robert Iger pour la période 2018-2021 qui devait dépasser les 48 millions par an,. Le 14 mars 2018, Disney annonce une réorganisation à effet immédiat de ses divisions en anticipation de l'achat de 21st Century Fox avec la fusion des parcs et des produits de consommation et la création d'une division regroupant diffusion de contenu et l'international,,. Le 13 septembre 2018, Michael Froman vice-président de Mastercard et ancien représentant au Commerce est élu au directoire de la Walt Disney Company,. Le 5 septembre 2018, Disney nomme Rita Ferro à la tête d'une filiale commune commercialisant les publicités sur Disney/ABC et ESPN, en prévision du départ à la retraite d'Ed Erhardt d'ESPN en 2019,. Le 28 septembre 2018, Disney élargit la responsabilité de Rita Ferro à toutes les formes de publicités des vidéos pour les chaînes de télévisions aux bannières pour applications mobiles. Le 8 octobre 2018, lDisney présente un nouvel organigramme pour ses activités télévisuelles une fois l'Acquisition de 21st Century Fox finalisée avec Peter Rice ancien directeur général de Fox Networks Group, nommé président de Walt Disney Television et coprésident de Disney Media Networks, et qui remplace Ben Sherwood, l'entité Disney-ABC Television disparaissant,,,.
Le 11 janvier 2019, Disney nomme Derica Rice, vice-présidente de CVS Health à son directoire à compter du 7 mars. Le 20 février 2019, dans le contexte d'une controverse d'abus sur enfants sur YouTube, la Walt Disney Company annulent ses publicités sur le site comme Nestlé et Epic Games,,. Le 5 mars 2019, Disney nomme l'ancien directeur de Warner Bros. Craig Hunegs président d'une nouvelle division nommée Disney Television Studios regroupant les activités d'ABC Studios, 20th Century Fox Television et Fox 21 Television Studios. Le 20 mars 2019, Disney finalise l'achat de la majorité des actifs de 21st Century Fox pour 71,3 milliards d'USD,,. Le 1er avril 2019, Walt Disney International réorganise ses directions en Asie et nomme des directeurs issus de Fox sous la direction d'Uday Shankar, ancien de STAR TV,. Le 12 avril 2019, à la suite de la présentation de Disney+ la veille, l'action DIS prend 10 % à la bourse de New York dépassant les 125 USD,. Le 5 août 2019, Disney dévoile son projet de nouveau siège social new-yorkais à Hudson Square avec deux immeubles dont le plus haut de 19 étages, 1 300 000 pieds carrés (120 774 m2), des espaces commerciaux au rez-de-chaussée, et devant regrouper les activités de Disney et ABC dont les productions télévisuelles comme les studios pour The View. Le 3 septembre 2019, Disney émet pour 7 milliards d'USD en obligations.
Le 25 février 2020, Bob Chapek remplace Bob Iger au poste de directeur général de la Walt Disney Company. Ce dernier demeure cependant président du directoire jusqu'au 31 décembre 2021.
Le 11 décembre 2020, Disney annonce le lancement de Star en Europe, Australie, Nouvelle-Zélande dès le 23 février 2021 et dans d'autres continents dans l'année 2021[réf. souhaitée].
Le 31 décembre 2021, Bob Iger quitte ses fonctions de président du directoire. Susan Arnold, qui siégeait déjà au conseil d'administration, est choisie pour lui succéder.
Le 20 novembre 2022, Bob Iger reprend le poste de directeur général, rappelé par le conseil d'administration de l'entreprise pour une mission de deux ans avec pour objectifs de redresser la situation économique de Disney et de se trouver un successeur.
Le 29 novembre 2022, Disney achète la participation de 15% de MLB pour 900 millions d'USD, devenant l'unique propriétaire de BAMTech,.
Le 11 janvier 2023, Mark Parker succède à Susan Arnold en tant que président du directoire.
Le 15 juin 2023, Disney annonce le départ de sa directrice financière, Christine McCarthy et son replacement par intérim par Kevin Lansberry.
Le 13 juillet 2023, le mandat de Bob Iger est prolongé de deux ans et doit ainsi s'achever à la fin de l'année 2026.

## Organisation de la société

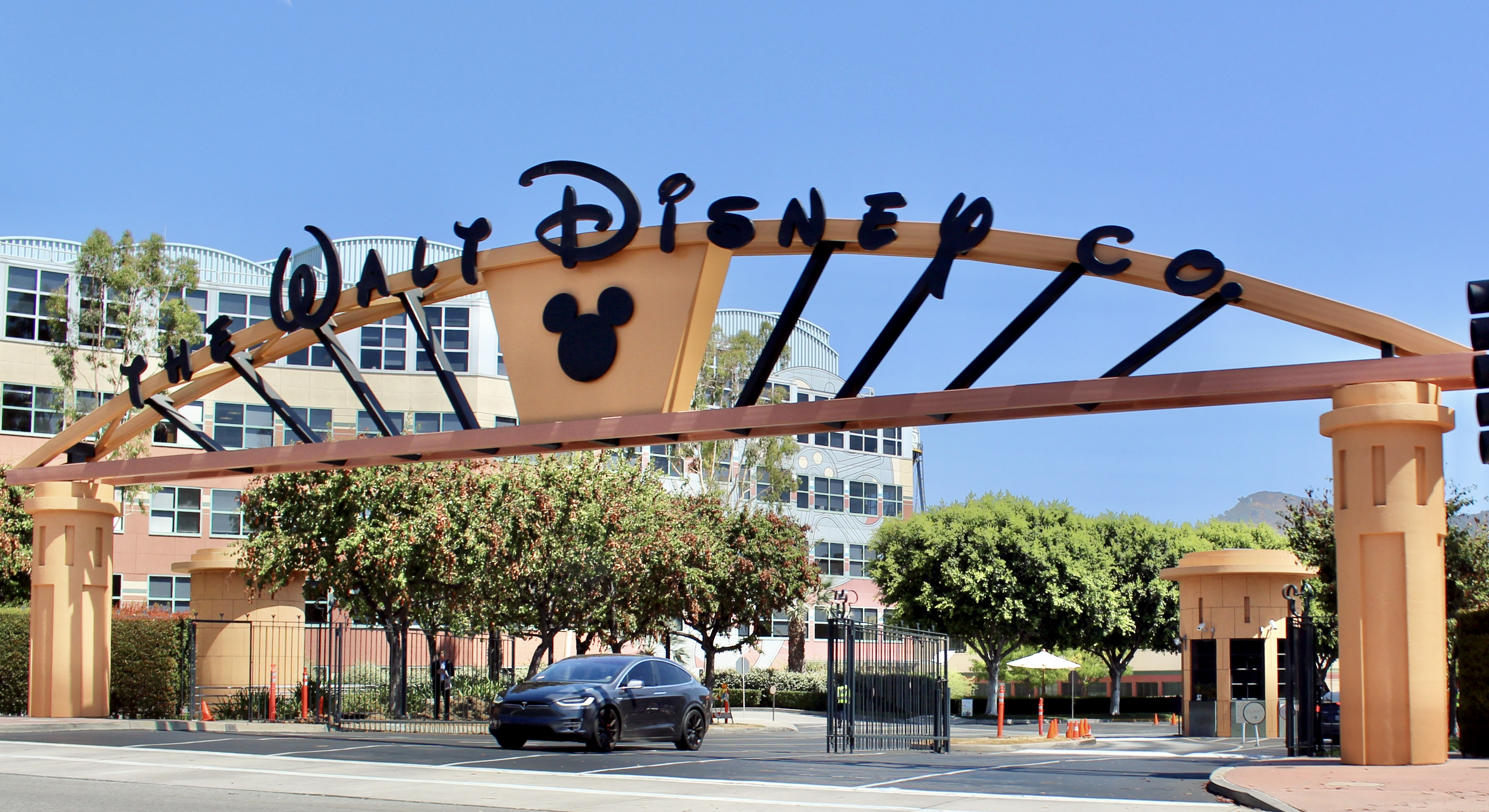
Entrée du siège social de Disney à Burbank.

La Walt Disney Company est un groupe international diversifié dont le siège social est à Burbank en Californie et qui se décompose en quatre segments :
la production de contenus audiovisuels (studios), les médias, les parcs-lieux de loisirs et les produits de consommation. Certains des noms des différentes filiales de la société sont liés à l'histoire des frères Walt et Roy Disney : Hyperion est la rue qui hébergea les premiers grands studios, Buena Vista est la rue qui héberge encore le siège de la société et Lyric Street est une rue où ils construisirent leur maison respective dans les années 1940. L'entreprise est internationale depuis les années 1930. Il est possible d'étudier la présence de la société Disney en se focalisant sur un seul pays, par exemple la France, l'Italie, ou la Russie.
En 2007, Disney a décidé de se réorganiser autour de trois marques principales : ABC, Disney et ESPN. Les nouvelles identités ont été instituées dès le début de l'année.
Le 14 mars 2018, Disney annonce une réorganisation à effet immédiat de ses divisions en anticipation de l'achat de 21st Century Fox avec la fusion des parcs et des produits de consommation et la création d'une division regroupant diffusion de contenu et l'international,,. Le 20 avril 2018, Disney crée une nouvelle entité nommée Disney Signature Experiences, indépendante de Walt Disney Parks and Resorts qui regroupe Disney Cruise Line, Disney Vacation Club, Adventures by Disney et Disney Aulani Resort,.
Les nouvelles divisions sont (détails ci-dessous) :
- The Walt Disney Studios (production cinématographique)
- Disney Media Networks (production et diffusion télévisuelle)
- Disney Parks, Experiences and Products
  - Walt Disney Parks and Resorts
  - Disney Signature Experiences
  - Disney Consumer Products
  - Disney Interactive Media Group
- Walt Disney Direct-to-Consumer and International

### Studios et divertissement
La division des studios et du divertissement, nommée The Walt Disney Studios (ex Buena Vista Entertainment) se compose de différentes sociétés de cinéma, de musique et de théâtre.

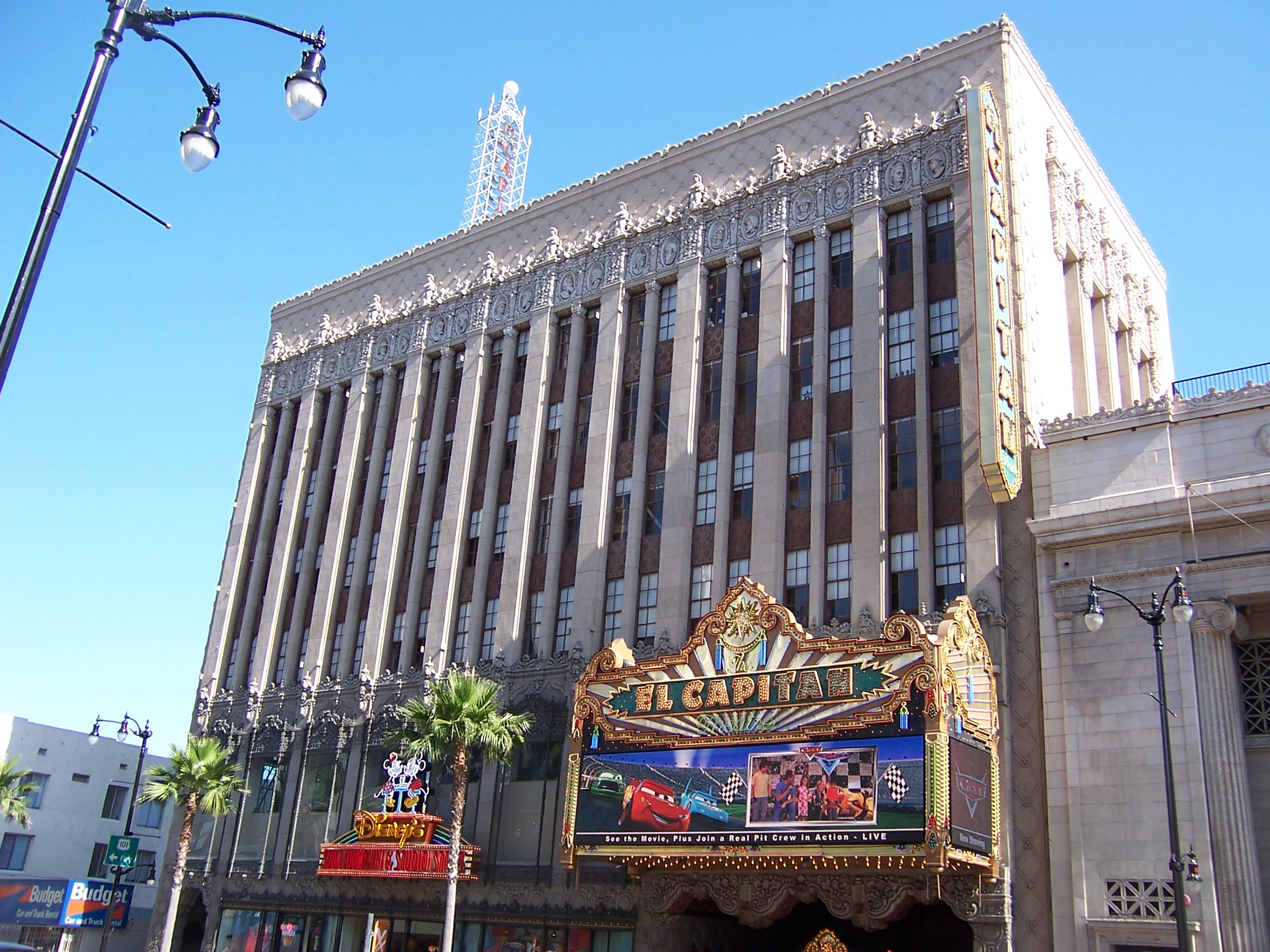
El Capitan Theatre, salle de cinéma détenue par Disney depuis 1991 et servant pour les premières à Hollywood.

Le Walt Disney Motion Pictures Group regroupe les studios de cinéma avec Walt Disney Pictures (pour les longs métrages), Touchstone Pictures, Hollywood Pictures. Walt Disney Pictures est subdivisé en Walt Disney Animation Studios, Pixar Animation Studios et Disneynature. Le groupe possède ainsi un important catalogue de films dont la distribution est assurée par The Walt Disney Studios. Avec l'achat de 21st Century Fox, Disney met la main sur le catalogue de 20th Century Fox mais aussi Searchlight Pictures, 20th Century Animation, Blue Sky Studios et Fox Star Studios. Le groupe comprenait les studios Miramax Films et sa division Dimension Films mais Dimension a été revendu en 2005 puis Miramax en 2010. Cette division comporte aussi Marvel Studios et Lucasfilm.
Le Disney Music Group est la division musicale. Il comprend les labels Walt Disney Records, Mammoth Records, Lyric Street Records et Hollywood Records.
Le Disney Theatrical Group est la division « théâtre et spectacles ». Il comprend Walt Disney Theatrical Productions qui produit des comédies musicales principalement à Broadway et Walt Disney Creative Entertainment qui gère les spectacles des parcs Disney, mais qui dépend aussi d'une autre filiale, Walt Disney Imagineering.
Le Buena Vista Publishing Group regroupe les intérêts de Disney dans l'édition des livres. Toutefois, Disney Publishing Worldwide est rattachée à Disney Consumer Products. La diffusion des productions est assurée au travers de Buena Vista Home Entertainment et de Buena Vista International. Ainsi, les ventes de DVD de Disney et des autres studios, sont associées à cette division et non à celle des produits de consommation.
La branche Disney Live Family Entertainment assure la production de Disney on Ice et Disney Live.
Certains historiques ont été le plus possible regroupés sur certaines pages :
- pour le cinéma sur Walt Disney Pictures ;
- pour la musique sur Walt Disney Records.

### Médias et réseaux

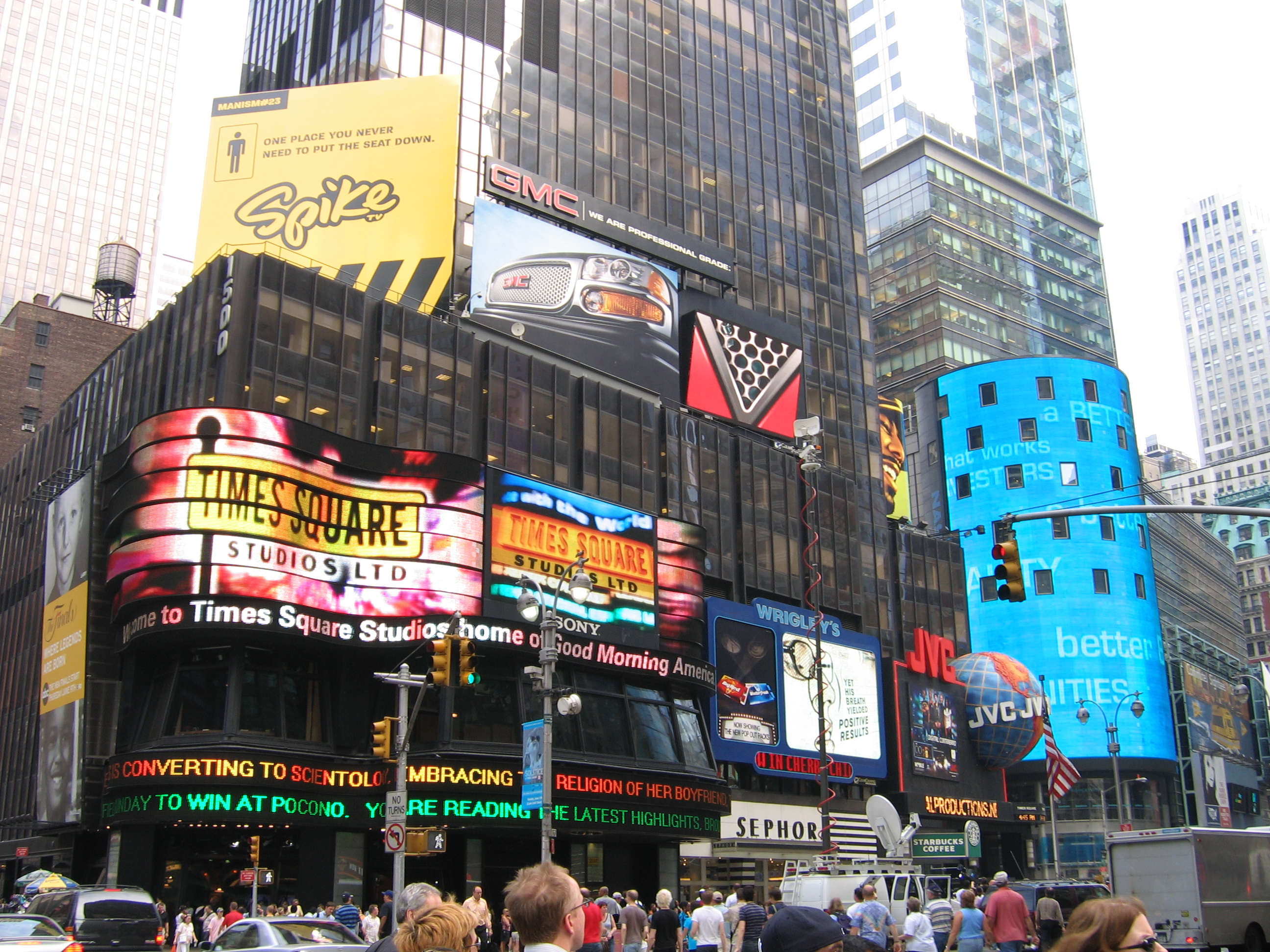
Le Times Square Studios d'ABC à New York.

La division Disney Media Networks regroupe tout ce qui est lié à la communication et aux médias. La Walt Disney Company a regroupé en 2004 ses nombreuses filiales de télévision, réseaux câblés et radio en une importante division, le Disney-ABC Television Group qui gère la production, la diffusion et les revenus des programmes de télévision et de radio des différentes filiales de Disney. Disney a aussi fusionné le 6 février 2007 les différentes entités de promotion et de publicité dans le domaine des médias en un seul groupe, le Disney Media Advertising Sales and Marketing Group, cela regroupe la télévision, internet, la radio et la presse.
La branche de télévision câblée développe et gère les abonnements des réseaux câblés des différentes filiales de Disney. Le groupe ABC Television Network possède 225 stations aux États-Unis d'American Broadcasting Company, dont ABC News, société de production de contenu informatif pour la télévision, la radio et internet, ABC Kids qui gère les programmes jeunesses d'ABC, ABC Daytime qui gère les programmations de la journée, ABC Entertainment, ABC Family. Disney a aussi diversifié son offre à l'étranger avec, par exemple ABC1 une chaîne généraliste lancée en 2004 en Angleterre (fermée en 2007). À la suite du rachat d'actifs de 21st Century Fox, Disney ajoute le Fox Networks Group qui comprend des chaînes comme FX, FXX ou des thématiques comme Fox Crime et Fox Life. À l'étranger, le groupe STAR TV comporte les 69 chaînes de Star India. De même, Disney récupère la participation de 75 % dans National Geographic Partners et 50 % dans le groupe de production Endemol Shine Group.
Les services de diffusion aux États-Unis dépendent de cette division Disney-ABC Domestic Television (ex Buena Vista Television, pour les États-Unis), de même que la production télévisuelle avec ABC Television Studio (ex Touchstone Television), Walt Disney Television. Disney possédait 25 % de GMTV, producteur britannique d'émissions pour ITV, jusqu'au 28 novembre 2009 quand ITV a racheté la part de Disney pour 22 millions de £.
Parmi les autres intérêts télévisuels du groupe, Disney détient 80 % d'ESPN, un réseau de télévision consacré aux sports, à la suite du rachat d'ABC en 1996. Les chaînes détenues de manière plus ou moins importante sont SOAPnet et A&E Television Networks comprenant Lifetime Entertainment. Disney a revendu ses parts dans E! Entertainment à Comcast fin novembre 2006.
Depuis 2011-2012, Disney détient aussi 49 % de la société russe UTH Russia (deux chaînes de télévision) et plus de 90 % de la société indienne UTV Software Communications qui comprend un studio de production et de distribution cinématographique, un groupe de télévision, plusieurs studios de jeux vidéo et des sites internet.
Le groupe Disney détient aussi plusieurs réseaux radiophoniques. Historiquement trois réseaux existent :
- le réseau ABC Radio est le fondement du groupe de télévision créé en 1945. Mais Disney a revendu le réseau à Citadel Communications en 2006[360]. À la suite de cette transaction, les actionnaires de Disney détiennent 57 % de la nouvelle société[360]. Le groupe assure désormais la gestion de la licence d'ABC Radio ;
- ESPN possède son propre réseau depuis 1992, nommé ESPN Radio ;
- le réseau Radio Disney, créé en 1996, a été associé au réseau d'ABC peu après son rachat puis au groupe Disney Media Networks à partir de juillet 2006.

La filiale presse comprenait la maison d'édition de Disney Hyperion books et Disney Publishing Worldwide mais ce dernier est rattaché aux produits de consommation.

### Parcs à thèmes, expérience et produits de consommation

Logo de Disney Parks, Experiences and Products

Créée en mars 2018, cette division regroupe plusieurs divisions historiques qui deviennent des sous-divisions.

#### Parcs à thèmes et lieux de séjours

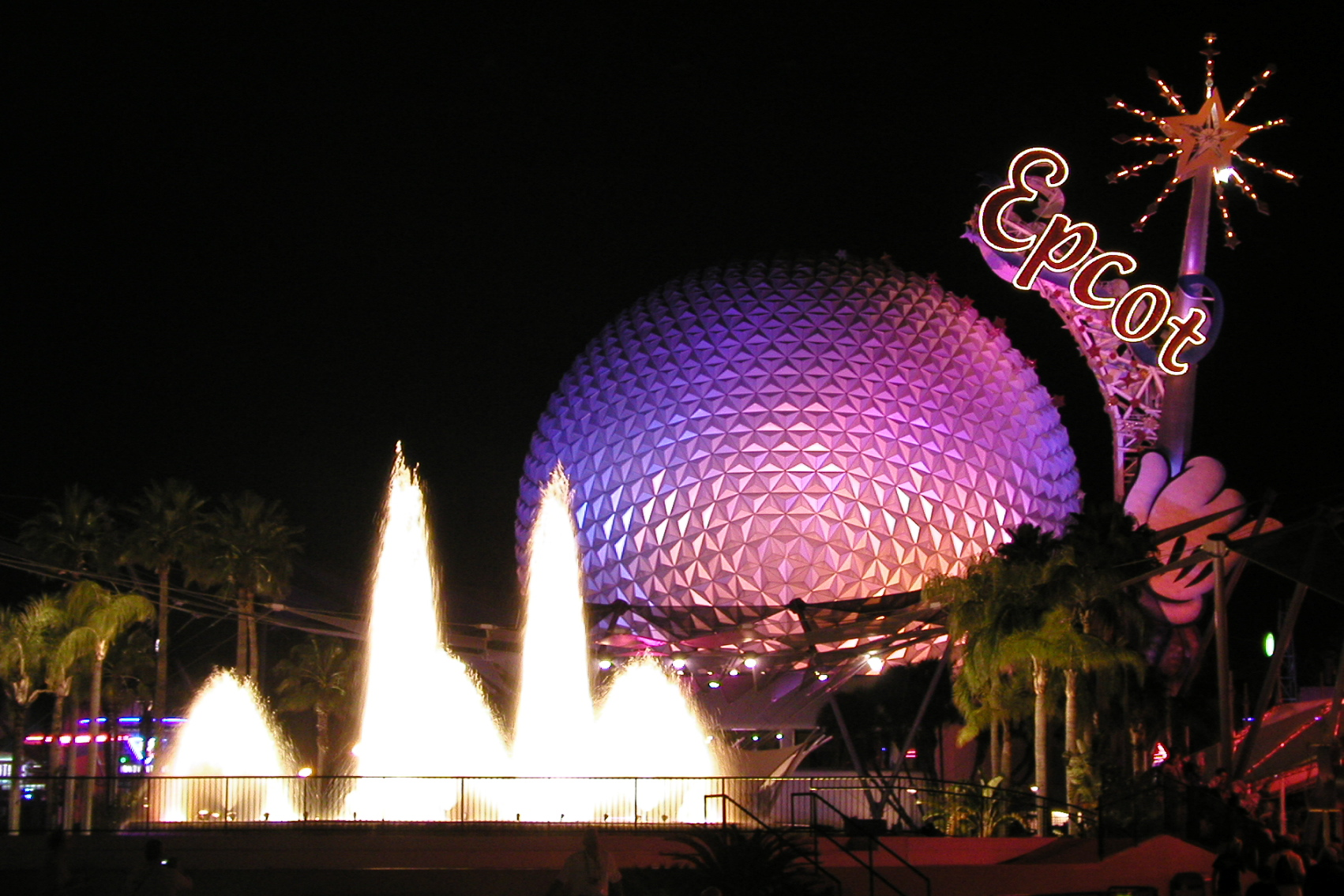
Spaceship Earth, point de repère du parc Epcot au Walt Disney World Resort.

La division Walt Disney Parks and Resorts gère les complexes de parcs à thèmes et des hôtels de Disneyland Resort et Walt Disney World Resort aux États-Unis et à la suite de l'achat de la majorité des actions d'Euro Disney SCA en 2016 gère le complexe Disneyland Paris en Europe ouvert en 1992.
Disney possède aussi 48 % de Hong Kong International Theme Parks, propriétaire et gérant du Hong Kong Disneyland Resort ouvert en septembre 2005 et 43 % de Shanghai Disney Resort ouvert en juin 2016. Le complexe de parcs et hôtels de Tokyo Disney Resort est sous franchise auprès d'Oriental Land Company, société qui acheta entre 2002 et 2010 les Disney Store japonaises.
Cette division comprend aussi Disney Cruise Line, une compagnie de croisière, Disney Vacation Club, une société de partage d'appartement/villa, et Walt Disney Imagineering, une société qui gère la création des parcs et lieux de loisirs. Disney a récemment lancé aux États-Unis un service de voyages organisés.
Entre 1992 et 2005, la société Anaheim Sports dépendait de cette division et regroupait les intérêts de Disney dans l'équipe de hockey sur glace Mighty Ducks d'Anaheim et l'équipe de baseball des Anaheim Angels.
Après la vente par Disney des Disney Store à The Children's Place (société de vente de vêtements pour enfants), la boutique Disney Store de la Cinquième Avenue à New York est passée sous le contrôle de la division des parcs mais elle a fermé en 2010 au profit d'une Disney Store à Time Square.
De plus, Disney propose depuis le début des années 1990 un programme de mariage au cœur des parcs à thèmes, Disney's Fairy Tale Weddings.

#### Produits de consommation

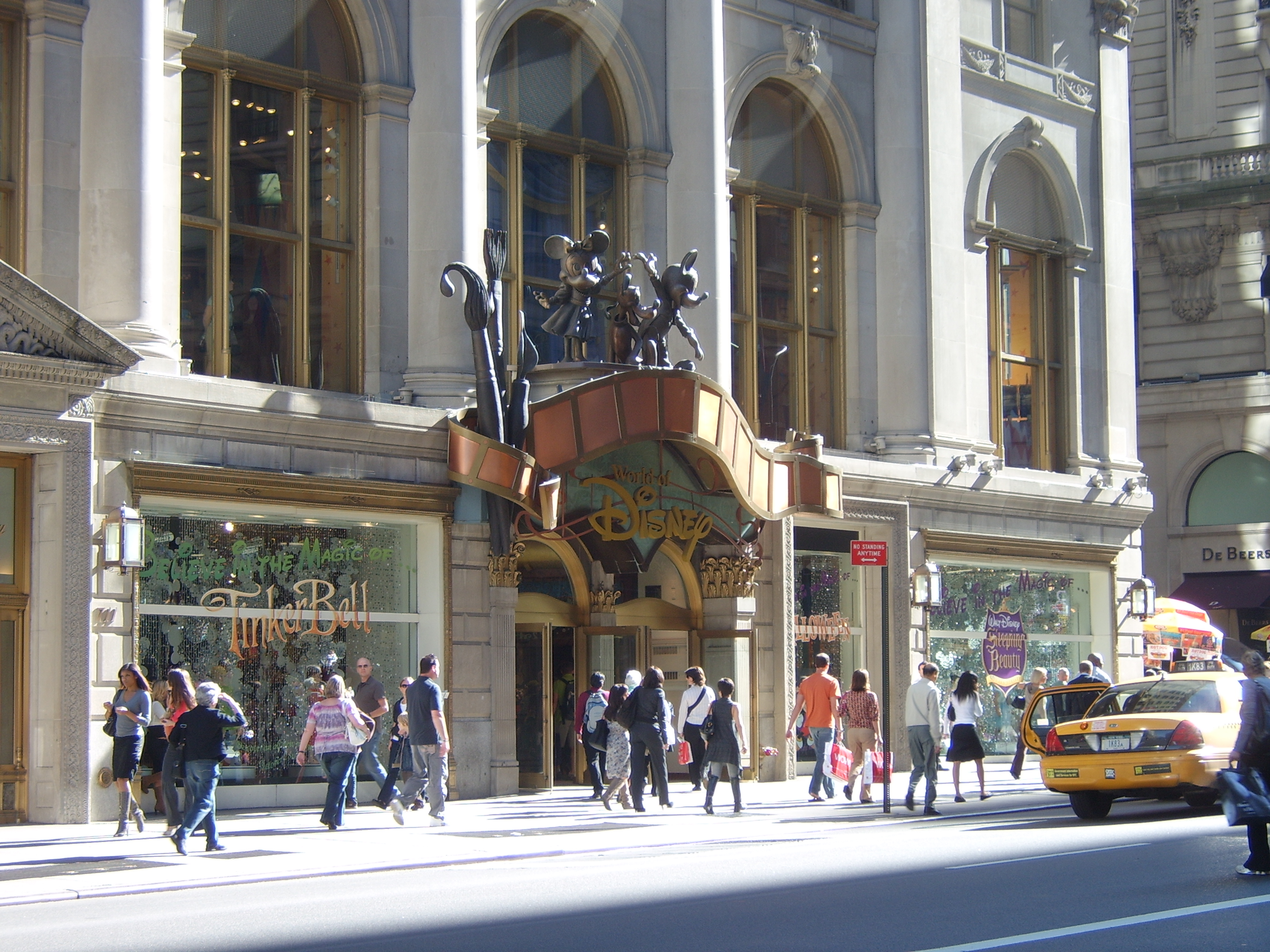
La World of Disney NYC, ancienne Disney Store de la Cinquième Avenue, désormais fermée.

Cette division appelée Disney Consumer Products regroupe les droits sur les produits dérivés ainsi que la boutique Disney en ligne rebaptisée Disney Direct associé à la VPC, Disney Catalog. Les produits sont aussi bien des vêtements que du matériel informatique en passant par les jouets, les livres (Disney Publishing Worldwide) ou les jeux vidéo (Disney Interactive). Mais les supports de média (DVD, CD et autres) sont associés à la division Buena Vista Entertainment.
La société Disney Entreprises, souvent vue dans les « copyrights » (droits de propriété), est une branche de cette division : la majorité des productions de Disney est protégée à la fois par la propriété artistique et par la propriété intellectuelle (les productions étant également déposées en tant que marques commerciales). Le service américain United States Patent and Trademark Office recense plus de 524 marques pour le terme « Disney ». Les Disney Store sont une filiale présente en Amérique du Nord et en Europe. Les bénéfices des « Disney Store » japonaises sont placés dans cette division depuis 2001. Ceux des États-Unis étaient placés dans cette division entre 2004 et 2008 en raison de leurs ventes à The Children's Place.
Cette division gère aussi les catalogues de licences de Baby Einstein, des Muppets Studio, Jetix et depuis fin 2009 de Marvel Entertainment. Depuis 2011, la division doit être le point de contact unique pour les distributeurs pour tous les produits de la société, films et jeux vidéo compris.
La vente en ligne dépend depuis mars 2018 d'une nouvelle division.

#### Médias interactifs
La division des médias interactifs était une division associée aux jeux vidéo et à l'activité Internet. Elle regroupait le Walt Disney Internet Group (WDIG) et le Disney Interactive Studios, la filiale de production de jeux vidéo issue de Walt Disney Studios Entertainment.
Une première tentative avait existé, entre 1997 et 2000, avec une division spécialisée sur Internet, le Walt Disney Internet Group. Cette entité, issue d'Infoseek, regroupait toutes les filiales internet de Disney dont les sites oscar.com et nba.com. Elle comprenait aussi les produits de téléphonie dont Disney Mobile et Mobile ESPN. En raison des faibles revenues cette division avait été associée entre 2001 et 2008 à Disney Media Networks.
Entre 2008 et 2016, Disney a recréé une cinquième division le Disney Interactive Media Group (DIMG) en regroupant la production de jeux vidéo Disney Interactive Studios qui dépendait de Disney Consumer Products et l'activité Internet du Walt Disney Internet Group. À la suite de la fermeture de la plupart des studios de productions de jeux vidéo, le 29 juin 2015, Disney annonce le regroupement de ses divisions Disney Consumer Products et Disney Interactive pour le début de l'année fiscale 2016,,.

### Direct-to-Consumer et International
Cette division a été créée en mars 2018 pour regrouper les éléments de diffusion des productions Disney.
- les services streaming ESPN+ et son équivalent Disney+ prévu pour 2019
- Disney Platform Distribution (vente des contenus et publicité)
- Walt Disney Television (chaînes Disney internationales)
- Disney Digital Network (ex-Maker Studios)
- Disney+ Hotstar (Inde)
- Movies Anywhere
- Disney Streaming Services (ex-BAMTech)
- Hulu

La syndication télévisée comprend
- Walt Disney Television International,
- Buena Vista International Television (programmes diffusés sur 1300 chaînes de 240 pays),
- Walt Disney Television (aussi nommé Disney Channel Worldwide) comprenant
  - Disney Channel (25 chaînes),
  - Toon Disney (9 chaînes),
  - Playhouse Disney (8 chaînes),
  - Disney Cinemagic,
  - Hungama
- Disney Television Animation qui assure la production de dessins animés Disney pour la télévision.

#### Implantations en dehors des États-Unis
La société Disney ne s'est pas installée de la même manière partout dans le monde, mais les filiales sont chapeautées par Walt Disney International. Voici quelques exemples :
| Afrique du Sud Australie Canada Chine France Allemagne Ibérie Inde Italie Corée du Sud Japon Amérique latine Scandinavie Royaume-Uni Russie Asie du Sud-Est |

- The Walt Disney Company Africa (Afrique du Sud) ;
- The Walt Disney Company Australia ;
- The Walt Disney Company Canada ;
- The Walt Disney Company China ;
- The Walt Disney Company Korea (Corée du Sud) ;
- The Walt Disney Company France ;
- The Walt Disney Company Germany (Allemagne) ;
- The Walt Disney Company Iberia (Espagne et Portugal) ;
- The Walt Disney Company India ;
- The Walt Disney Company Italia ;
- The Walt Disney Company Japan ;
- The Walt Disney Company Latin America (Amérique latine) ;
- The Walt Disney Company Limited (Royaume-Uni) ;
- The Walt Disney Company Nordic (Scandinavie) ;
- The Walt Disney Company CIS (Russie) ;
- The Walt Disney Company Southeast Asia (Asie du Sud-Est).

### Autres intérêts
Disney possède, depuis la fin des années 1970, une dizaine d'avions de lignes qu'elle louait à Delta Air Lines. La faillite de cette dernière, annoncée en septembre 2005, a coûté indirectement près de 100 millions de dollars à Disney. Ce type d'investissement était courant dans les années 1970 à 1980. Disney a indiqué dans les notes du rapport Form 10-Q (en) du 9 janvier 2005 que son investissement dans la location d'avion s'élève, au 1er janvier 2005, à 157 millions d'USD répartis à hauteur de 103 millions chez Delta Air Lines et de 54 millions chez FedEx.
La Walt Disney Company possède ses propres établissements bancaires de type banque coopérative : la Partners Federal Credit Union, créé en 1968 pour Disneyland Resort en Californie, et la Vista Federal Credit Union, créé en 1960 pour les autres employés et le reste des États-Unis. Les deux sociétés ont fusionné en 2007 sous le nom Partners FCU. ABC possède son propre établissement, l'American Broadcast Employees Federal Credit Union (ABE FCU) créé en 1967. Disney possède aussi une société de capital risque nommée Steamboat Ventures.
La société a créé en Floride une réserve naturelle : la Disney Wilderness Preserve, de plus de 45 km2.
En 1989, la société fonde une filiale baptisée Disney Worldwide Services pour superviser ses activités de lobby. Les dépenses trimestrielles de lobbyisme sont régulièrement publiées dans la presse. Deux sujets de lobbying ont été rendus publics :
- soutenir un projet d'accès Internet haut débit à l'échelle nationale en 2010[367].
- la limitation d'implantation de casinos en Floride à partir d'août 2017[368],[369].

## Données économiques

### Actionnaires de Disney
La Walt Disney Company est majoritairement détenue par :
- des investisseurs institutionnels[370] (pourcentage au 31 mars 2007) comme FMR Corporation, State Street Corporation, Barclays Global Investors UK, The Vanguard Group, Legg Mason Inc., Southeastern Asset Management Inc., State Farm Mutual Automobile Insurance Co., Jennison Associates Llc, Wellington Management Company, ou encore AXA ;
- des fonds de pension américains[371] souscrivant au capital de la société comme le California Public Employees’ Retirement System (CalPERS), le New York State Common Retirement Fund, l'American Federation of State, le County and Municipal Employees Pension Funds (AFSCME) ou l'Illinois State Board of Investment ;
- des fonds d'investissements comme Waddell & Reed, Inc (6 %) ou le Wells Fargo Advantage Funds (6 %) sont également présents au capital.

En janvier 2006, Steve Jobs, fondateur et PDG d'Apple, possédait 3,7 milliards de dollars en actions, soit plus de 2 %, à la suite du rachat de son autre société, Pixar, et était devenu la première personne privée détentrice d'actions. Avec la mort de Steve Jobs, ses actions dans Disney et Apple ont été transférées à un fonds privé présidé par sa veuve, Laurene Powell Jobs, nommé Steven P. Jobs Trust. Laurene Powell Jobs annonce le 24 novembre 2011 qu'elle détient 138 millions d'actions de Disney, soit 4,6 milliards d'USD ou 7,7 % de Disney, mais n'a pas l'intention d'influencer la direction de Disney. Le 2 février 2017, le fonds Steven P. Jobs Trust divise par deux son nombre d'actions Disney à 64 millions.
Le deuxième actionnaire individuel est Michael Eisner qui possède 14 millions d'actions (1,7 %). La Kingdom Holding Company, la holding du prince Alwaleed, possède depuis 2000 une participation évaluée alors à 50 millions de dollars.
| Nom                                       | Nb actions (%) au 30 décembre 2018 | Nb actions (%) au 31 mars 2008 |
| ----------------------------------------- | ---------------------------------- | ------------------------------ |
| The Vanguard Group                        | 105 895 590 (7,10)                 | 56 376 953 (2,96)              |
| BlackRock                                 | 92 790 946 (6,22)                  | -                              |
| State Street Corporation                  | 60 151 873 (4,03)                  | 71 607 117 (3,76)              |
| State Farm Mutual Automobile Insurance Co | 42 206 018 (2,83)                  | 42 206 018 (2,22)              |
| FMR Corporation                           | 24 711 406 (1,66)                  | 93 232 403 (4,89)              |
| Bank of America                           | 21 258 884 (1,43)                  | -                              |
| Northern Trust                            | 21 001 994 (1,41)                  | -                              |
| Bank of New York Mellon Corporation       | 20 717 544 (1,39)                  | 30 630 311 (1,61)              |
| Morgan Stanley                            | 20 571 547 (1,38)                  | -                              |
| Geode Capital Management                  | 20 146 874 (1,35)                  | -                              |
| Barclays Global Investors UK              | -                                  | 75 942 047 (3,99)              |
| Southeastern Asset Management Inc.        | -                                  | 48 351 734 (2,54)              |
| Clearbridge Advisors, LLC                 | -                                  | 36 843 294 (1,93)              |
| Jennison Associates Llc                   | -                                  | 27 200 267 (1,43)              |
| Axa                                       | -                                  | 27 083 012 (1,42)              |

Parmi les responsables de Disney, certains sont aussi d'importants actionnaires :
- Robert Iger, PDG, 322 800 actions ;
- Thomas Staggs, responsable financier, 232 535 actions ;
- George J. Mitchell, président du directoire jusqu'à janvier 2007, 82 028 actions ;
- Judith Estrin, membre du directoire, 37 501 actions ;
- John E. Pepper, Jr., président du directoire depuis janvier 2007, 35 406 actions.

### Programmes de rachat d'actions
En 2016 la Walt Disney Company a racheté 74 millions de ses actions durant l'année fiscale 2016 soit plus de 7,5 milliards d'USD. La société avait fait de même en 2015 pour un montant de 6,1 milliards d'USD et en 2014 pour un montant de 6,5 milliards d'USD. Au 1er octobre 2016, la Société disposait d'une autorisation restante du programme de rachat pour racheter 282 millions d'actions supplémentaires sans date d'expiration.

### Résultats financiers

#### Chiffre d'affaires (1970 à 1989)
| 1970  | 1971     | 1972     | 1973     | 1974     | 1975     | 1976     | 1977     | 1978  | 1979  |
| ----- | -------- | -------- | -------- | -------- | -------- | -------- | -------- | ----- | ----- |
| 167,1 | 175,6    | 329,4    | 385      | 429,8    | 520      | 583,8    | 629,8    | 741,1 | 796,7 |
| 1980  | 1981     | 1982     | 1983     | 1984     | 1985     | 1986     | 1987     | 1988  | 1989  |
| 914,5 | 1 005,00 | 1 030,20 | 1 307,30 | 1 655,90 | 2 015,40 | 2 165,80 | 2 876,80 | 3 438 | 4 594 |

#### Chiffre d'affaires par division (1988 à 2018)
| Année | Walt Disney Studios Entertainment | Disney Consumer Products | Walt Disney Parks and Resorts | Disney Media Networks | WDIG ou DIMG | Total    |
| ----- | --------------------------------- | ------------------------ | ----------------------------- | --------------------- | ------------ | -------- |
| 1988  | 1 149                             | 247                      | 2 042                         |                       |              | 3 438    |
| 1989  | 1 588                             | 411                      | 2 595                         |                       |              | 4 594    |
| 1990  | 2 250                             | 574                      | 3 020                         |                       |              | 5 843    |
| 1991  | 2 593                             | 724                      | 2 794                         |                       |              | 6 111    |
| 1992  | 3 115                             | 1 081                    | 3 306                         |                       |              | 7 502    |
| 1993  | 3 673,4                           | 1 415,1                  | 3 440,7                       |                       |              | 8 529,2  |
| 1994, | 4 793                             | 1 798,2                  | 3 463,6                       | 359                   |              | 10 413,8 |
| 1995, | 6 001,5                           | 2 150                    | 3 959,8                       | 414                   |              | 12 525,3 |
| 1996, | 10 095                            | 10 095                   | 4 502                         | 4 142                 |              | 18 739   |
| 1997  | 6 981                             | 3 782                    | 5 014                         | 6 522                 | 174          | 22 473   |
| 1998  | 6 849                             | 3 193                    | 5 532                         | 7 142                 | 260          | 22 976   |
| 1999  | 6 548                             | 3 030                    | 6 106                         | 7 512                 | 206          | 23 402   |
| 2000  | 5 994                             | 2 602                    | 6 803                         | 9 615                 | 368          | 25 402   |
| 2001  | 7 004                             | 2 590                    | 6 009                         | 9 569                 |              | 25 790   |
| 2002  | 6 465                             | 2 440                    | 6 691                         | 9 733                 |              | 25 360   |
| 2003  | 7 364                             | 2 344                    | 6 412                         | 10 941                |              | 27 061   |
| 2004  | 7 713                             | 2 511                    | 8 750                         | 11 778                |              | 30 752   |
| 2005  | 7 587                             | 2 127                    | 9 023                         | 13 207                |              | 31 944   |
| 2006  | 7 529                             | 2 193                    | 9 925                         | 14 368                |              | 34 285   |
| 2007  | 7 491                             | 2 347                    | 10 626                        | 15 046                |              | 35 510   |
| 2008  | 7 348                             | 2 415                    | 11 504                        | 15 857                | 719          | 37 843   |
| 2009  | 6 136                             | 2 425                    | 10 667                        | 16 209                | 712          | 36 149   |
| 2010  | 6 701                             | 2 678                    | 10 761                        | 17 162                | 761          | 38 063   |
| 2011  | 6 351                             | 3 049                    | 11 797                        | 18 714                | 982          | 40 893   |
| 2012  | 5 825                             | 3 252                    | 12 920                        | 19 436                | 845          | 42 278   |
| 2013  | 5 979                             | 3 555                    | 14 087                        | 20 356                | 1 064        | 45 041   |
| 2014  | 7 278                             | 3 985                    | 15 099                        | 21 152                | 1 299        | 48 813   |
| 2015  | 7 366                             | 4 499                    | 16 162                        | 23 264                | 1 174        | 52 465   |
| 2016  | 9 441                             | 5 528                    | 16 974                        | 23 689                |              | 55 632   |
| 2017  | 8 379                             | 4 833                    | 18 415                        | 23 510                |              | 55 137   |
| 2018  | 9 987                             | 4 651                    | 20 296                        | 24 500                |              | 59 434   |

1. ↑  aussi nommé Films
2. 1 2  Intégré à Creative Content en 1996
3. ↑  nommé Broadcasting de 1994 à 1996
4. ↑  Walt Disney Internet Group, uniquement de 1997 à 2000, par la suite la division est intégrée à Disney Media Networks
5. ↑  Disney Interactive Media Group, a été créé en 2008 en regroupant WDIG et Disney Interactive Studios. Fusionné à DCP en 2016
6. ↑  CA à la suite du rachat d'ABC.

Le graphique qui aurait dû être présenté ici ne peut pas être affiché car il utilise l'ancienne extension Graph, désactivée pour des questions de sécurité. Des indications pour créer un nouveau graphique avec la nouvelle extension Chart sont disponibles ici.

#### Chiffre d'affaires par division (depuis 2018)
| Année            | The Walt Disney Studios | Disney Parks, Experiences and Products | Disney Media Networks | Walt Disney Direct-to-Consumer and International | Total  |
| ---------------- | ----------------------- | -------------------------------------- | --------------------- | ------------------------------------------------ | ------ |
| 2018 (ré-alloué) | 10 065                  | 24 701                                 | 21 922                | 3 414                                            | 59 434 |
| 2019             | 11 127                  | 26 225                                 | 24 827                | 9 349                                            | 69 570 |
| 2020             | 9 636                   | 16 502                                 | 28 393                | 16 967                                           | 65 388 |
| 2021             | 6 454                   | 16 552                                 | 28 093                | 16 319                                           | 67 418 |

1. ↑  En 2021, Disney ne déclare aucun revenu pour la partie studio mais une section pour la vente de contenu et les licences. De même les divisions Media Networks et DTC sont regroupées

Le graphique qui aurait dû être présenté ici ne peut pas être affiché car il utilise l'ancienne extension Graph, désactivée pour des questions de sécurité. Des indications pour créer un nouveau graphique avec la nouvelle extension Chart sont disponibles ici.

#### Résultats nets (1941 à 1989)
| 1940  | 1941  | 1942  | 1943 | 1944 | 1945  | 1946  | 1947  | 1948 | 1949  |
| ----- | ----- | ----- | ---- | ---- | ----- | ----- | ----- | ---- | ----- |
|       | -0,8  | -0,2  | 0,4  | 0,5  | 0,4   | 0,2   | 0,3   | -0,1 | -0,1  |
| 1950  | 1951  | 1952  | 1953 | 1954 | 1955  | 1956  | 1957  | 1958 | 1959  |
| 0,7   | 0,4   | 0,5   | 0,5  | 0,7  | 1,4   | 2,6   | 3,6   | 3,9  | 3,4   |
| 1960  | 1961  | 1962  | 1963 | 1964 | 1965  | 1966  | 1967  | 1968 | 1969  |
| -1,3  | 4,5   | 6,6   | 7    | 7    | 11    | 12,4  | 11,3  | 13,1 | 15,8  |
| 1970  | 1971  | 1972  | 1973 | 1974 | 1975  | 1976  | 1977  | 1978 | 1979  |
| 22    | 26,7  | 40,2  | 47,7 | 48,5 | 61,7  | 74,5  | 81,9  | 98,3 | 113,7 |
| 1980  | 1981  | 1982  | 1983 | 1984 | 1985  | 1986  | 1987  | 1988 | 1989  |
| 135,1 | 121,4 | 100,0 | 93,1 | 97,8 | 173,5 | 247,3 | 444,7 | 522  | 703   |

#### Résultats nets par division (1984 à 2018)
| Année | Walt Disney Studios Entertainment | Disney Consumer Products | Walt Disney Parks and Resorts | Disney Media Networks | WDIG ou DIMG | Total   |
| ----- | --------------------------------- | ------------------------ | ----------------------------- | --------------------- | ------------ | ------- |
| 1984  |                                   | approx. 100              | 250                           |                       |              | 97,8    |
| 1985  |                                   |                          |                               |                       |              | 173,5   |
| 1986  |                                   |                          |                               |                       |              | 247,3   |
| 1987  |                                   |                          |                               |                       |              | 444,7   |
| 1988  | 186                               | 134                      | 565                           |                       |              | 522     |
| 1989  | 257                               | 187                      | 785                           |                       |              | 703     |
| 1990  | 313                               | 223                      | 889                           |                       |              | 854     |
| 1991  | 318,1                             | 229,8                    | 546,6                         |                       |              | 1 094,5 |
| 1992  | 508,3                             | 283                      | 644                           |                       |              | 1 435,3 |
| 1993  | 622,2                             | 355,4                    | 746,9                         |                       |              | 1 724,5 |
| 1994, | 779,1                             | 425,5                    | 684,1                         | 77                    |              | 1 965,7 |
| 1995, | 998,4                             | 510,5                    | 860,8                         | 76                    |              | 2 445,7 |
| 1996  | 1 598                             | 1 598                    | 990                           | 747                   | (-300)       | 3 035   |
| 1997  | 1 079                             | 893                      | 1 136                         | 1 699                 | -56          | 4 312   |
| 1998  | 769                               | 801                      | 1 288                         | 1 746                 | -94          | 3 231   |
| 1999  | 116                               | 607                      | 1 446                         | 1 611                 | -93          | 3 231   |
| 2000  | 110                               | 455                      | 1 620                         | 2 298                 | -402         | 4 081   |
| 2001  | 260                               | 401                      | 1 586                         | 1 758                 |              | 4 214   |
| 2002  | 273                               | 394                      | 1 169                         | 986                   |              | 2 826   |
| 2003  | 620                               | 384                      | 957                           | 1 213                 |              | 3 174   |
| 2004  | 662                               | 534                      | 1 123                         | 2 169                 |              | 4 488   |
| 2005  | 207                               | 543                      | 1 178                         | 3 209                 |              | 5 137   |
| 2006  | 729                               | 618                      | 1 534                         | 3 610                 |              | 6 491   |
| 2007  | 1 201                             | 631                      | 1 710                         | 4 285                 |              | 7 827   |
| 2008  | 1 086                             | 778                      | 1 897                         | 4 942                 | -258         | 8 445   |
| 2009  | 175                               | 609                      | 1 418                         | 4 765                 | -295         | 6 672   |
| 2010  | 693                               | 677                      | 1 318                         | 5 132                 | -234         | 7 586   |
| 2011  | 618                               | 816                      | 1 553                         | 6 146                 | -308         | 8 825   |
| 2012  | 722                               | 937                      | 1 902                         | 6 619                 | -216         | 9 964   |
| 2013  | 1 112                             | 661                      | 2 220                         | 6 818                 | -87          | 10 724  |
| 2014  | 1 356                             | 1 549                    | 2 663                         | 7 321                 | 116          | 13 005  |
| 2015  | 1 752                             | 1 973                    | 3 031                         | 7 793                 | 132          | 14 681  |
| 2016  | 1 752                             | 2 703                    | 3 298                         | 7 755                 |              | 15 721  |
| 2017  | 1 744                             | 2 355                    | 3 774                         | 6 902                 |              | 14 775  |
| 2018  | 1 632                             | 2 980                    | 4 469                         | 6 628                 |              | 15 706  |

1. ↑  aussi nommé Films
2. 1 2  Intégré à Creative Content en 1996
3. ↑  Broadcasting de 1994 à 1996
4. ↑  Walt Disney Internet Group, uniquement de 1997 à 2000, par la suite la division est intégrée à Disney Media Networks
5. ↑  Disney Interactive Media Group, a été créé en 2008 en regroupant WDIG et Disney Interactive Studios
6. ↑  Non lié à WDIG, Disney annonce une dépréciation de 300 millions d'USD à la suite d'une modification comptable en raison d'un amortissement de propriété

#### Résultats nets par division (depuis 2018)
| Année            | The Walt Disney Studios | Disney Parks, Experiences and Products | Disney Media Networks | Walt Disney Direct-to-Consumer and International | Total  |
| ---------------- | ----------------------- | -------------------------------------- | --------------------- | ------------------------------------------------ | ------ |
| 2018 (ré-alloué) | 3 004                   | 6 095                                  | 7 338                 | - 738                                            | 15 689 |
| 2019             | 2 686                   | 6 758                                  | 7 479                 | - 1 814                                          | 14 868 |
| 2020             | 2 501                   | - 81                                   | 9 022                 | - 2 806                                          | 8 108  |
| 2021             | 567                     | 471                                    | 8 407                 | - 1 679                                          | 7 766  |

## Direction de Walt Disney Company

### Direction actuelle
Direction générale actuelle
- Président du directoire : Mark Parker
- Directeur général : Robert Iger
- Responsable financier : Kevin Lansberry (intérim)
- Adjoint de Robert Iger : Peter E. Murphy

Conseil d'administrationSusan Arnold, John E. Bryson, John S. Chen, Judith L. Estrin, Robert Iger, Fred H. Langhammer, Aylwin B. Lewis, Monica C. Lozano, Robert W. Matschullat, John E. Pepper Jr., Sheryl Sandberg, Orin C. Smith, Jack Dorsey, Michael Froman
Responsables actuels des filiales
- Walt Disney International : Andy Bird
- Walt Disney Parks and Resorts : Josh D'Amaro
- Walt Disney Studios : Alan F. Horn
- Buena Vista Music Group : Bob Cavallo
- Buena Vista Motion Pictures Group : Nina Jacobson
- ESPN : George W. Bodenheimer
- Consumer Products : Andrew P. Mooney
- Walt Disney Feature Animation : David Stainton
- Disney-ABC Television Group : Anne Sweeney
- Walt Disney Imagineering : Bob Weiss

### Historique des directeurs
PDG de Disney
- 1923-1966 : Walt Disney
- 1966-1971 : Roy Oliver Disney
- 1971-1980 : Donn Tatum
- 1980-1983 : E. Cardon Walker
- 1983-1984 : Raymond Watson
- 1984-2005 : Michael Eisner
- 2005-2020 : Robert Iger
- 2020-2022 : Robert Chapek
- À partir du 20 novembre 2022 : Robert Iger

Présidents du directoire de Disney (non exécutifs)
- 1923-1966 : Walt Disney
- 1966-1971 : Roy Oliver Disney
- 1971-1977 : Donn Tatum
- 1977-1983 : E. Cardon Walker
- 1983-1984 : Raymond Watson
- 1984-2004 : Michael Eisner
- 2004-2006 : George J. Mitchell
- 2007-2012 : John E. Pepper, Jr.
- 2012-2021 : Robert Iger
- 2021-2023 : Susan Arnold
- 2023- : Mark Parker

Présidents directeurs exécutifs de Disney
- 1945-1966 : Roy Oliver Disney
- 1966-1971 : Donn Tatum
- 1971-1977 : E. Cardon Walker
- 1977-1984 : Ronald William Miller
- 1984-1994 : Frank Wells
- 1994-1995 : Michael Eisner
- 1995-1997 : Michael Ovitz
- 2000-2020 : Robert Iger
- 2020 : Robert Chapek

### Membres célèbres du directoire
- Jonathan Bell Lovelace dans les années 1940, fondateur de The Capital Group Companies[407]
- Shirley Temple en 1974 et 1975[408]
- Stanley Gold 1984 et de 1987 à 2003
- Sheryl Sandberg, COO de Facebook, nommée le 23 décembre 2009[409] jusqu'au 13 janvier 2018
- Jack Dorsey, fondateur de Twitter, nommé le 23 décembre 2013 jusqu'au 13 janvier 2018
- Mark Parker (en), CEO de Nike, nommé le 11 janvier 2016
- Mary Barra, CEO de General Motors, nommée le 11 janvier 2016[410],[411],[412]
- Safra Catz CEO d'Oracle et Francis A. de Souza d'Illumina nommés le 8 décembre 2017[305]
- Derica Rice, vice-présidente de CVS Health nommée le 7 mars 2019

## Analyse de la société
La Walt Disney Company est, à l'heure actuelle, le seul studio de cinéma « indépendant » puisque les autres groupes dépendent de conglomérats plus ou moins variés (Sony ou General Electric). C'est aussi le seul à ne pas avoir changé de propriétaire en dehors de l'arrivée, en 1984, de Michael Eisner et de groupes financiers. Mais son histoire a été mouvementée et le reste encore.
Il est possible de scinder l'histoire et l'analyse de Disney en deux grandes parties : celle de Walt Disney Productions (1929-1984), marquée par la présence puis l'absence de Walt Disney, puis, à partir de 1984, celle de The Walt Disney Company un groupe de média. Toutefois, le sujet de cet article est l'entreprise Disney et non ses productions. Pour l'animation, l'article maître est Walt Disney Pictures.

### Une longue histoire de hauts et de bas
L'entreprise connue sous le nom Walt Disney Productions a traversé de nombreuses périodes de hauts et de bas depuis sa création en 1929. Toutefois, son activité, à l'origine liée au monde de l'animation, ne s'est diversifiée qu'avec les années 1950 avec l'apparition de la télévision et du projet Mickey Mouse Park, qui deviendra Disneyland.
Durant les années 1930, le studio est confronté à de nombreux problèmes économiques et ne fait que vivoter malgré les éloges des critiques. Le maître mot de Walt Disney est alors de dépenser tout ce qu'il peut pour atteindre les sommets de ce nouvel art, malgré la présence de son frère Roy Oliver qui le tempère un peu. Les développements techniques ou artistiques ont fortement dégradé les résultats de la société. La fin des années 1930 est toutefois plus heureuse avec des revenus générés par les grosses productions de longs métrages d'animation, mais la Seconde Guerre mondiale interrompt le mouvement.
Les années 1940 sont marquées par des résultats très faibles et une production estampillée par la propagande américaine. Quelques bénéfices sont obtenus en réduisant les coûts et en mêlant l'animation et les acteurs en prise de vue réelle. La fin des années 1940, avec l'arrêt du conflit mondial, permet à la société de retrouver la croissance. Les productions de longs métrages exclusivement en animation reprennent tandis que le studio ajoute les films en prise de vue réelle à son catalogue ainsi que les documentaires animaliers. On peut aussi noter l'internalisation de la gestion des licences et leurs développements.
Le début des années 1950 est marqué par d'autres diversifications, la première est la production télévisuelle puis les parcs d'attractions, activités permises par le soutien financier des autres productions. La société produit alors de nombreux films et émissions de télévision tandis que le parc d'attraction est un succès. Toutefois, la présence de Walt Disney, éternel innovateur, reste un moteur du développement de la société, mais aussi un important centre de coûts.
Dans les années 1960, il y a peu de changement à la dynamique lancée durant la décennie précédente jusqu'au décès en 1966 de Walt Disney. La fin des années 1960 se fait plus ou moins en roue libre, les projets initiés par Walt se poursuivent sans la présence du mentor. La mort, en 1971, de Roy Oliver Disney marque un nouveau coup de frein alors que la plupart des projets sont achevés ou en voie d'achèvement. Parmi les projets de l'époque en dehors des films, on doit noter celui d'un énorme complexe de loisir en Floride incluant un projet de communauté urbaine, EPCOT.
Les années 1970 sont celles d'un studio endormi, certains auteurs le considérant comme sans direction, le maître mot étant « Qu'aurait fait Walt ? », et le studio gagnant de l'argent par de nombreuses rééditions. Toutefois, quelques projets sont d'envergure, mais liés aux activités existantes, tels qu'un second parc de Walt Disney World Resort et ne voient le jour qu'au début des années 1980.

### Un groupe de médias
Le début des années 1980 voit l'apparition de deux nouveaux parcs, des avancées technologiques dans l'animation et le cinéma avec l'usage de l'informatique,.
À partir du milieu des années 1980 et surtout grâce à Michael Eisner la société est devenue un groupe de médias au sens large. La politique du charismatique Michael Eisner a été fortement appréciée par les milieux financiers jusqu'aux problèmes financiers d'Euro Disney SCA et ceux de ABC au milieu des années 1990. Cette période est marquée par le développement de nombreuses marques filiales et quelques importantes acquisitions dont la plus emblématique est celle du réseau ABC en 1996. Parmi les marques créées figurent les Disney Store et la chaîne Disney Channel, un troisième concept de parc d'attraction, la production de séries télévisées d'animation, la création de nombreuses productions dans le monde.
Le début des années 1990 est marqué par un nouvel âge d'or pour l'animation et la diversification du public visé par les films. Mais durant la seconde partie de la décennie, de nouveaux problèmes surviennent avec, par exemple, certains investissements qui se révèlent difficiles à « digérer ». La société s'est engagée dans l'industrie numérique et Internet, mais à la différence des sociétés du secteur exception faite de Google et Apple, Disney n'a pas une politique de retour sur dividende vis-à-vis de ses actionnaires qui peut faire croire que la société n'a pas les reins solides. Disney a plusieurs fois laissé le prix de ses actions monter pour ensuite diviser les actions comme en 1986 (ratio 4 pour 1), en 1992 (4:1) et en 1988 (3:1) et préfère avoir des dividendes annuels faibles de l'ordre de 0,40 USD par action.
À partir de 2001 les résultats de la société sont devenus fragiles et ont nécessité la revente de nombreuses filiales du groupe dont les emblématiques Disney Store (sauf en Europe) ou les équipes sportives. Ces résultats sont affectés par les déficits d'Euro Disney SCA et la dépendance d'ABC aux succès de ses émissions. De plus, la crise du tourisme provoquée par les attentats du 11 septembre 2001 a réduit la fréquentation des parcs Disney qui, habituellement, génère un tiers des revenus de l'entreprise. Par contre, la marque ESPN produit une bonne partie du chiffre d'affaires et des bénéfices de la division médias et réseaux comblant souvent le déficit d'ABC. Ces difficultés conduisent à la destitution du PDG Eisner en juin 2004, lors du congrès annuel des actionnaires.
Depuis le départ de Michael Eisner, la société se veut plus entreprenante : elle s'est lancée dans la téléphonie mobile en tant qu'opérateur de réseau mobile virtuel et se développe activement en Chine et en Inde. Le succès des films Pirates des Caraïbes et ceux des séries diffusées sur ABC (Lost : Les Disparus, Grey's Anatomy) a permis de redresser en partie la société qui peut, dès lors, se concentrer sur les problèmes des parcs d'attraction.
Robert Iger a lancé, peu après sa prise de poste, un important programme de réorganisation de la société avec, entre autres, un centrage sur trois marques principales (Disney, ABC, ESPN), des développements plus importants dans les pays où la présence de Disney est faible (Chine, Inde, Russie). Cette diversité permet selon certains analystes de compenser la dette du groupe estimée en 2011 à 12 milliards d'USD.
Début 2012, la politique de réorganisation semble avoir réussi principalement dans le secteur de la télévision, comme l'atteste un article de Ron Grover et Lisa Richwine du 10 février. Les auteurs expliquent qu'après plusieurs années d'accalmie, le groupe de chaînes Disney Channel est devenu à l'instar d'ESPN, un pilier de la croissance de Disney surtout à l'étranger. Grâce à plusieurs acquisitions, dont UTV en Inde et UTH en Russie, Disney Channel est passé de 54 millions de téléspectateurs dans 20 pays en 2007 à 357 millions de foyers dans 167 pays en 2012. Le nombre de chaînes Disney Channel dans le monde a ainsi été multiplié par cinq. Mais cette croissance n'est pas finie, car Disney prévoit déjà d'ajouter les foyers hispaniques avec un contrat avec Univision. De plus, le marché chinois pour le moment fermé devrait aussi s'ouvrir car l'un des partenaires de Disney pour le parc Shanghai Disneyland n'est autre que la société Shanghai Radio, Film and Television Development.
La scission en 2012 de News Corporation, faisant suite à celles de Viacom en 2005, de Time Warner en 2009 (séparé de Time Warner Cable et AOL) et de NBCUniversal codétenu depuis 2011 par GE et Comcast, fait de Disney le dernier conglomérat de média de masse d'un seul tenant. En 2013, Walt Disney Company est classée « entreprise préférée dans le monde » selon une étude d'APCO Wordwide réalisée auprès d'un échantillon de 70 000 consommateurs à travers 15 pays.
En 2014, la division Disney Media Network représente 45 % du chiffre d'affaires et 64 % des revenus de la société. Une importante part de ces sommes proviennent des abonnements aux chaînes sportives comme ESPN coûtant 6,04 USD par mois et ESPN2 coûtant 0,72 USD par mois soit pour ces deux chaînes près de 10 % du budget télévisuel moyen des foyers américains estimé à 64,41 USD. Il faut aussi ajouter les chaînes jeunesses et autres filiales de Disney.
Disney a profité d'une hausse de 5 % de son bénéfice net au troisième trimestre pour annoncer mardi 9 août 2016 son investissement dans le streaming sportif. Le géant américain investit un milliard de dollars pour une prise de participation de 33 % dans BAMTech, un spécialiste des technologies liées au streaming, filiale de MLB Advanced Media.

### Croissance par acquisitions
Depuis les années 1990, la société possède les ressources financières lui permettant de croître en externe par l'acquisition d'entreprises en plus des développements internes.
Les achats, suivis parfois de revente ou de fermeture, sont nombreux et peuvent être répartis selon la taille de l'entreprise rachetée (petite ou grosse) et selon son domaine (contenu ou technologie). Les acquisitions majeures sont principalement orientées dans la création ou la gestion de contenu tandis que les moins importantes sont plus variées. En 2015, Forbes annonce que Disney a dépensé plus de 15 milliards d'USD pour délimiter son public. Le but est d'ajouter des publics différents de celui de la jeune fille déjà touchée par les produits Disney avec les fans de Lucasfilm et Marvel mais avec un effet secondaire notoire qui est la mise en retrait des personnages féminins dans ces nouveaux produits afin de cloisonner les publics. Le magazine écrit que l'entreprise ne fait qu'appliquer de vieilles méthodes commerciales allant à l'encontre de l'innovation prônée par Walt Disney. Pour le magazine Fortune, l'achat de Marvel en 2009 pour 4 milliards d'USD, pris avec scepticisme par certains, a récolté plus de 8 milliards mi-2015 en films et séries télévisées sans compter les produits dérivés.

#### Principales acquisitions
- 1993 : Miramax Films (80 millions d'USD[428])
- 1996 : Capital Cities/ABC (19 milliards d'USD[52])
- 2001 : Fox Family Worldwide et Saban Entertainment (5,3 milliards d'USD[429])
- 2006 : Pixar Animation Studios (7,4 milliards d'USD[430])
- 2009 : Marvel Entertainment (4,3 milliards d'USD[205])
- 2012 : Lucasfilm (4,05 milliards d'USD)[243],[244]
- 2017 : 21st Century Fox (73 milliards d'USD), validée par la Federal Trade Commission

Une autre acquisition est celle de la société indienne UTV Software Communications, entamée en 2006 avec une première participation (détail) et 2012 date à laquelle Disney détient plus de 99 %.

#### Acquisitions dans les nouveaux médias
Dans les années 2000, le secteur dans lequel Disney réalise le plus d'acquisitions est celui des nouveaux médias avec d'un côté Internet, de l'autre les jeux vidéo, les deux regroupés au sein du Disney Interactive Media Group. La plupart sont des achats de l'ordre de la douzaine à la vingtaine de millions de dollars. Toutefois, au milieu des années 2010, la plupart des actifs ont été fermés ou vendus Voici quelques-uns des rachats :
- Pour le Disney Interactive Studios :
  - Avalanche Software, studio basé à Salt Lake City (19 avril 2005)[432],
  - Minds Eye Productions, studios britannique, (7 juin 2005)[433],[434],
  - Junction Point Studios, studio de Warren Spector (12 juillet 2007)[435],[436],
  - Gamestar, un studio chinois (7 avril 2008)[437],
  - Wideload Games, studio basé à Chicago (8 septembre 2009)[438],
  - Tapulous, studio pour les smartphones basé à Palo Alto (1er juillet 2010)[439].
- Pour le Walt Disney Internet Group :
  - New Horizon Interactive/Club Penguin, un site de monde virtuel pour enfants, pour 350 millions d'USD (1er août 2007)[440],
  - DigiSynd Inc, une société orientée vers le développement de contenu vidéo payant (13 juin 2009)[441],[442],
  - Enorbus, un fournisseur de contenu pour téléphone portable chinois pour 20 millions d'USD (19 mars 2007)[443],
  - Fanlib, un site communautaire consacré à la fanfiction pour 3 millions d'USD (4 juin 2008)[441],
  - Ideal Bite, un site offrant par mail des bonnes idées écologiques, pour 15 millions d'USD (12 juin 2008)[444],
  - iParenting Media, fournisseur de contenu pour la famille (4 décembre 2007)[445],
  - Kaboose nord-Amérique, un portfolio de site à destination de la famille, pour 18,4 millions d'USD(2 avril 2009)[446],
  - Kerpoof, un site créatif pour enfant (19 février 2009)[447].
- Pour le groupe :
  - Playdom, un ensemble de plusieurs studios de jeux vidéo sociaux pour Facebook et MySpace pour 563,2 millions d'USD (27 juillet 2010)[216]

### Licence de groupe: stratégie lancée en 2002
L'année 2007 confirme, avec la sortie de Spectrobes, la nouvelle stratégie de la société Disney engagée en 2002 : la création de licence de groupe. Ce principe est assez simple, une branche du groupe lance un produit qui, s'il fonctionne bien, sera réutilisé par les autres branches (ou divisions) pour créer de nombreux produits dérivés.
Avant 2002, ce système était surtout cantonné dans un seul sens, de la division créative (studios et divertissement dont, traditionnellement, le cinéma) vers les parcs à thèmes et les produits de consommations.
En 2003, avec la sortie des films Pirates des Caraïbes : La Malédiction du Black Pearl et Le Manoir hanté et les 999 Fantômes, qui sont d'abord des attractions des parcs Disney, Disney se lance pour la première fois dans un sens différent.
En 2006, avec High School Musical, c'est la division télévision qui fait profiter de son succès la division cinéma, toute proche, mais aussi les parcs à thèmes, avec plusieurs parades et, comme toujours, les produits de consommation. Spectrobes marquerait pour la première fois une influence de la branche jeu vidéo, dépendant de la division « produits de consommation » sur les autres divisions de la société Disney, avec la sortie possible de livres (BD et mangas en raison de l'aspect japonais du jeu), de séries télévisées et des traditionnels vêtements, jouets, etc.

### Vidéo à la demande et sport électronique
En parallèle du succès des séries Marvel sur Netflix, et pour contrer les baisses d'abonnés sur les chaînes câblées, les consommateurs préférant les petits bouquets ou la vidéo à la demande, Disney a annoncé la création de son propre service de vidéo à la demande pour le sport avec ESPN et pour des films avec Disney en se basant sur l'expertise de BAMTech. Aux États-Unis, Disney possède aussi une participation dans Hulu de 30 % qui pourrait être doublée en cas de validation de l'achat de 21st Century Fox. Disney propose aussi les applications Watch ABC-Watch Disney-WatchESPN. En dehors des États-Unis, Disney Media Networks a signé de nombreux contrats avec des entreprises locales pour de la vidéo à la demande. On peut citer Now TV à Hong Kong avec, Sky pour la Nouvelle-Zélande, Canal+ Overseas pour l'Afrique francophone et dans l'outre-mer français, Vodafone au Portugal, ProSiebenSat.1 Media en Allemagne et Europe de l'Est, SPI International en Pologne, Iflix en Asie du Sud-Est… Disney a aussi développé une application nommée Disney Movies Anywhere proposant ses films, mais aussi ceux d'autres studios.
Le 23 septembre 2018, Comcast remporte l'enchère sur Sky avec une offre à 17,28 £ par action totalisant 39 milliards d'USD contre Disney-Fox avec 15,67 £ par action,, toutefois cette perte pour Disney d'un acteur européen majeur de la télévision payante est saluée en bourse le lendemain par une hausse de 2 % tandis que Comcast chute de 6%,. Les analystes dont Todd Juenger de Bernstein saluent le retrait de Disney dans cette course aux enchères avec Comcast pour 21st Century Fox puis Sky, car l'intérêt d'un opérateur de télévision payante, directe et satellitaire même majeur à l'échelle européenne s'accorde mal avec la stratégie de Disney axée sur la vidéo à la demande en service par contournement.
En 2016 et 2017, plusieurs actualités démontrent que le groupe Disney se prépare à devenir un acteur majeur dans le marché du sport électronique : l'achat de BAMTech et des droits associés, la diffusion de compétitions e-sport sur Disney XD et ESPN2, la création d'une salle omnisports pouvant héberger ces compétitions au sein du ESPN Wide World of Sports Complex de Walt Disney World Resort,

### Inde, laboratoire du groupe dans les années 2000
Les premiers « laboratoires » du groupe furent la Californie et la Floride avec, pour le premier, le lancement, depuis 1987, de nombreux concepts dont les Disney Store (1987), les Mighty Ducks d'Anaheim (1993), les Clubs Disney (1997) et, pour le second, autour de Walt Disney World Resort, les projets Disney Vacation Club (1991), Disney Cruise Line (1995), World of Disney (1998) et DisneyQuest (1999).
En 2000, la législation en Inde a été assouplie grâce à l'abrogation du Foreign Exchange Management Act, principalement à l'égard des entreprises étrangères qui peuvent dorénavant créer des joint-ventures dans le pays. Depuis 2002, les garanties sur la propriété intellectuelle sont renforcées et, depuis 2004, les entreprises étrangères peuvent créer des franchises. Disney a profité de ces opportunités pour investir massivement dans ce pays. En 2013, Andy Bird déclare que le projet de Disney en Inde, à la suite du rachat d'UTV n'est plus de créer une filiale indienne de la Walt Disney Company mais une société indienne Disney.
Les premières actions sont la création de plusieurs chaînes rattachées à Walt Disney Television ou ABC dès décembre 2004. Andy Bird, récemment nommé président de Walt Disney International, est chargé de superviser les prises d'intérêts en Inde. C'est sous sa direction que le 25 novembre 2006, Disney achète une chaîne de télévision indienne pour la jeunesse : Hungama TV.
La division « produits de consommation », Disney Consumer Products (DCP), a poursuivi l'offensive en introduisant, le 3 juin 2006, une nouvelle gamme de produits, des vêtements en jeans pour la famille, Disney Jeans, à travers l'ouverture de 20 boutiques spécialisées en Inde.
En mars 2007, DCP a ouvert sa première boutique Disney Artist en Inde,. Ce nouveau concept est associé à l'entité Disney Stationery, spécialisée dans les produits dérivés liés à la papeterie.
En juillet 2007, Disney Consumer Products lance des produits non-licenciés par des partenaires avec une gamme de soins de la personne (shampoing et gel douche d'abord, autres produits ensuite). La société change donc de méthode, au lieu de fournir une licence à un gros fabricant comme Unilever ou Procter & Gamble et ne toucher que des royalties, Disney se lance dans la production directe dans l'optique de gagner les plus importantes parts des revenues. En 2006, les chiffres pour la division des produits de consommation étaient de 4 milliards de dollars de royalties pour des ventes estimées à plus de 26 milliards de dollars.
Disney se lance aussi, en mai 2008, dans la joaillerie avec une entreprise indienne, le Popley Group. Le 3 octobre 2008, Disney annonce la production en Inde de quatre films, mais comme studio indépendant et non plus des coproductions avec des studios locaux.
D'après la publication officielle de la répartition des actionnaires d'UTV au 31 mars 2009, Disney possède 59,94 % du capital. Le 15 avril 2009, DPW annonce le lancement d'une publication de bandes dessinées Disney en Inde à la fois en anglais et en hindi, distribuée par l'éditeur local Junior Diamond. Le 23 août 2012, le gouvernement indien autorise Disney à investir 180 millions d'USD en Inde. Le 15 janvier 2013, Disney annonce développer aux États-Unis son concept testé en Inde depuis un an par sa filiale indienne de maisons ou appartements thématisés Disney.
Pour le moment, aucun parc à thèmes n'est envisagé mais, après celui de Shanghai ouvert en 2016, l'Inde pourrait être une étape obligée.

### Implication dans l'architecture

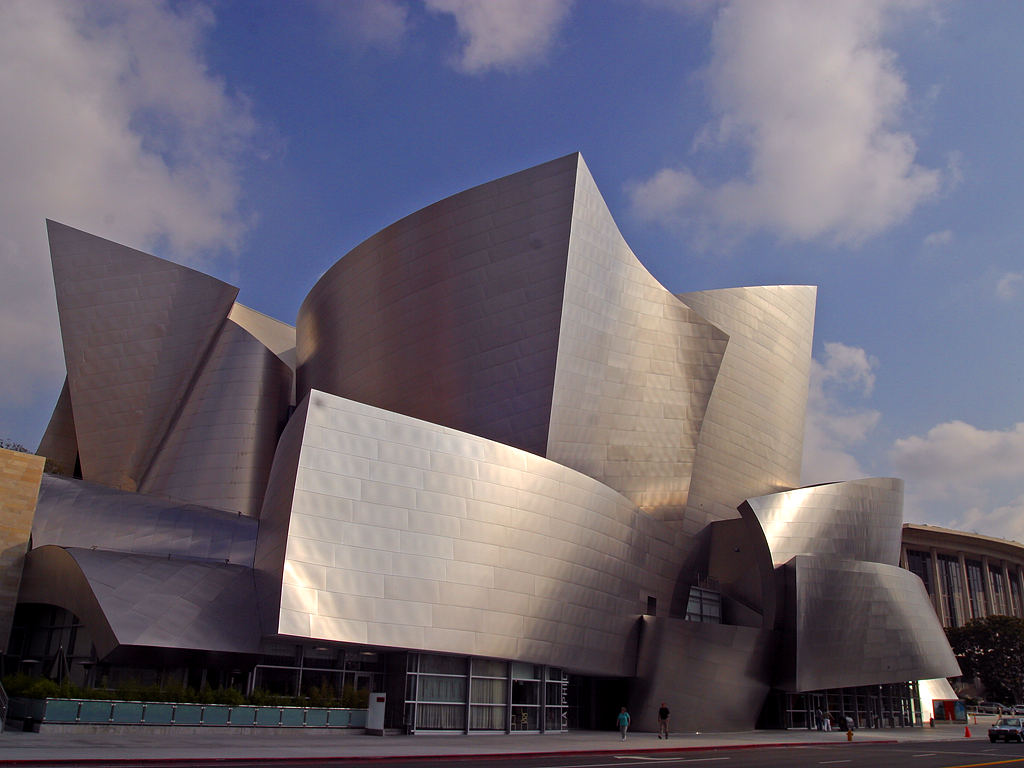
Le Walt Disney Concert Hall de Frank Gehry à Los Angeles.

Depuis les années 1930, Walt Disney et ses équipes sont influencés par l'architecture. Mais c'est surtout au début des années 1940, avec les studios de Burbank, que la société entre dans le monde de l'architecture. Le nouveau studio a été pensé comme un campus et non comme une usine. Cela en fit un exemple pour d'autres sociétés.
En 1955, avec Disneyland, Walt Disney et ses Imagineers créent une nouvelle forme d'architecture qui remémore les histoires ancrées dans la mémoire collective.
Ensuite, en 1964-65, avec la Foire internationale de New York et, surtout, en 1982, avec Epcot, apparaît l'architecture imposante des grands pavillons d'expositions consacrées à la technologie. EPCOT propose également des pavillons représentant les cultures de différents pays.
En dehors des parcs, Disney a fait construire différents bâtiments (bureaux et hôtels) en faisant régulièrement appel à des cabinets d'architectes renommés. Leurs œuvres sont souvent citées comme référence. Ainsi, le Walt Disney Concert Hall et le Disney Village conçus par Frank Gehry, côtoient, à Paris, les hôtels dessinés par Robert A. M. Stern ou par Michael Graves. Walt Disney Imagineering a réalisé la rénovation en 1991 du restaurant panoramique de l'aéroport international de Los Angeles (LAX), renommé The Encounter Restaurant et inauguré en décembre. Disney a aussi installé ses bureaux dans de nombreux lieux. De 1983 à 2013, Disney louait plusieurs milliers de mètres carrés au 157 Columbus Avenue à New York, immeuble construit la même année que le début du bail, juste de l'autre côté de la 67e rue du siège d'American Broadcasting Company,. Disney occupait la totalité des 6 410 m2 des 5 premiers étages de l'immeuble de 32 étages, le reste étant des logements. Les employés de Disney ont été regroupés dans des locaux aux environs détenus par Disney.

### Présence dans la philatélie

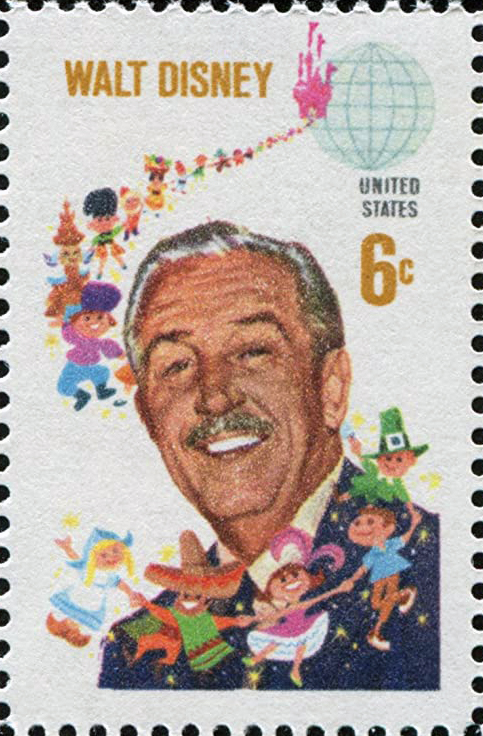
Le timbre commémoratif de 1968 avec Walt Disney.

Le premier timbre officiel émis par une poste et faisant référence à Disney est un timbre commémoratif de 6 cents émis aux États-Unis le 11 septembre 1968. Il représente Walt Disney avec une file d'enfants sortant d'une silhouette du château de la Belle au bois dormant de Disneyland situé sur le bord d'une sphère. Le portrait a été réalisé par Paul Wenzel tandis que les enfants et le château ont été réalisés par Bob Moore. La présentation de ce timbre a été faite lors d'une cérémonie à Marceline, Missouri.
Plusieurs séries de timbres ont, par la suite, été émises par de nombreux petits États :
- le premier est la République de Saint-Marin, en 1971, avec un jeu de dix timbres[474], un reprenant le portrait de Wenzel et les autres représentant des personnages de bandes dessinées de l'école italienne ;
- plusieurs émirats du golfe Persique émettent, au début des années 1970, des séries de timbres non autorisées qui ont été interdites par des procédures judiciaires[474] ;
- en 1979, Disney autorise l'Intergovernmental Philatelic Corp, basée à New York, à émettre des timbres avec les personnages de Disney pour des petits pays[474], puis des plus grands pays.

Les timbres Disney sont, depuis, des objets de collections, de catalogues et de bourses d'échanges spéciales.
Ainsi, en 2006, la franchise Disney Fairies donne l'occasion à la poste du Japon d'émettre un jeu de 10 timbres de 80 yens chacun.

### Autres activités de la société
La société Disney est à l'origine de ce qui est appelé aux États-Unis, le Mickey Act, une prolongation de la durée des droits d'auteur afin d'éviter que Mickey, alors âgé de 70 ans, ne rentre dans le domaine public cinq ans plus tard et que Disney n'en perde les droits. Cette décision est en contradiction avec le fait qu'une grande partie des œuvres des studios Disney a utilisé, et souvent déformé, des contes ou romans déjà existants et passés dans le domaine public. Disney possède officiellement un service de lobbying basé à Washington depuis 1990. Exemple d'activité, au travers de Troy D. Dow, vice-président de Disney Government Relations, l'organe de lobbying de Disney, sis à Washington, la société Disney est membre de la commission Section 108, un groupe d'étude créé à l'été 2006 à la demande de la Bibliothèque du Congrès pour étudier l'impact des technologies numériques sur les droits d'auteurs.
Disney est impliqué dans l'art au travers de CalArts, l'université californienne que Walt Disney avait aidé à fonder en 1961, et qui succède au Chouinard Art Institute dont sont issus nombre d'artistes du studio.
En 1984, sur l'initiative de Michael Eisner, Disney a acheté par l'entremise de sa filiale Walt Disney World Company la collection d'art africain de Paul Tishman, promoteur immobilier de New York. Ce dernier a en grande partie construit le domaine de Walt Disney World Resort. Le 3 octobre 2005, la Walt Disney Company a fait don de 525 (premiers) objets au Musée national d'art africain du Smithsonian Institute. Le reste des 8 500 objets, qui composent la collection Walt Disney-Tishman, est livré avant février 2007.
Disney est aussi impliqué dans des œuvres de préservation de la nature avec plusieurs projets. En avril 1993, la société crée en Floride, le Disney Wilderness Preserve. Le 3 novembre 2009, Disney a annoncé offrir 7 millions d'USD pour la préservation de la forêt dont quatre pour la Tayna and Kisimba-Ikobo Community Reserves, dans la République démocratique du Congo, et pour l'Alto Mayo, au Pérou,. Le 20 mars 2013, Disney achète 3,5 millions d'USD de crédit-carbone pour protéger la forêt de l'Alto Mayo,. Le 25 juillet 2016, Disney achète pour 2,6 millions d'USD de crédit-carbone pour protéger les 300 000 ha de la forêt de Seima au Cambodge,.
De mai 1987 à mai 2016,, Disney a émis une monnaie de substitution baptisée Disney Dollar avec des billets de 1 à 50 dollars. En 2014, Disney a développé en interne une chaîne de blocs nommée Dragonchain qui a été externalisée en 2016.
En 2019, profitant de la réorganisation à la suite de l'acquisition de 21st Century Fox, différentes entités lancent des programmes d'incubation pour les entreprises. Le 26 juin 2019, Walt Disney Studios lance un programme de soutien aux réalisateurs débutants nommé Disney Launchpad: Shorts Incubator; similaire à celui de Disney/ABC pour les scénaristes ; permettant de suivre des cours durant sept mois aux studios de Burbank, de réaliser un court métrage en prise de vue réelle et d'être rémunéré, le film devant ensuite être diffusé sur Disney+. Le 1er juillet 2019, Walt Disney Television lance deux programmes d'incubation, le Executive Incubator Program en alternance sur deux ans pour les responsables de chaînes ou réseaux chez ABC Entertainment et Freeform et le Television Studios Intern qui propose des internats dans tous les métiers de l'audiovisuel,. L'ensemble des programmes doivent mettre en avant des profils d'employés venant des « milieux sous-représentés… notamment des femmes, des personnes de couleur, la communauté LGBTQ +, des anciens combattants, des personnes handicapées ».

### Critiques et conflits
L'entreprise est parfois considérée comme le symbole d'une culture de masse, de l'impérialisme culturel américain et de la standardisation du divertissement, vendant des expériences de vie à une population frustrée et exploitant la crise actuelle des identités individuelles et collectives générée par le néocapitalisme. La société Disney, en raison de ses productions ou ses activités, a provoqué des actions militantes de la part d'activistes à travers le monde, mais aussi l'ouverture de plusieurs procédures judiciaires.
De 1991 à septembre 2009, la famille de Stephen Slesinger était en procès contre Disney à propos des royalties de Winnie l'ourson. À la mort de Stephen Slesinger en 1953, sa femme avait signé un accord de licences avec Disney. L'une des accusations était la fourniture par Disney de rapports tronqués aux Slesinger. Un des points était que Disney payait les droits d'adaptation en animation, mais pas ceux des produits dérivés. Ces données auraient créé un préjudice de 2 milliards d'USD pour la famille Slesinger. Au bout de 18 ans de procédures, un juge de Los Angeles a déclaré que Disney n'avait commis aucune infraction à l'accord signé ni aucune retenue sur les royalties.
En 1995, un groupe de lobby nommé American Life League a accusé plusieurs films de Disney dont Le Roi lion, La Petite Sirène et Aladdin de contenir des messages subliminaux et des images à caractères sexuels,. Pour Le Roi lion, l'allégation a été contredite par Tom Sito, animateur et auteur sur le film, qui expliqua que les lettres écrites dans la poussière étaient S.F.X et que c'était un easter egg du département animation, sans intention de provoquer la controverse.
La société a aussi été accusée de maltraitance envers les animaux par des groupes de protection des animaux principalement à cause des soins et des procédures mis en place pour les animaux sauvages du parc Disney's Animal Kingdom et pour l'utilisation de chiots non sevrés dans Les 101 Dalmatiens (1996). Les groupes de protection des animaux ont aussi critiqué l'effet induit par le film d'augmentation de la demande de chiots par un public non préparé à l'adoption d'animaux, dont la plupart a ensuite abandonné l'animal.
Des groupes religieux ont déclaré être contre la diffusion de productions qu'ils considèrent comme offensantes avec par exemple :
- les protestations véhémentes de la Ligue catholique américaine à l'encontre de la sortie de certains films de Miramax dont Prêtre (1994) et Dogma (1999)[500]. La société Disney a repoussé la date de sortie du film Dogma en raison des controverses entourant le film et a, pour cela, vendu les droits de distribution à la société Lions Gate Film ;
- cette même ligue, associée aux Assemblées de Dieu et d'autres groupes conservateurs, a aussi condamné par des actions à l'encontre de Disney et de ses associés publicitaires, l'émission sur ABC Nothing Sacred (en) au sujet d'un prêtre jésuite, un livre pour enfants intitulé Growing Up Gay (grandir homosexuel) publié par Hypérion, les célébrations annuelles Gay et lesbienne organisées dans les parcs Disney[500],[501],[502].

La Convention baptiste du Sud et l’American Family Association ont voté le boycott de Disney afin de s'opposer aux offres de prestations de partenariat domestique faites à des employés gays et de montrer leur opposition à la série Ellen d'ABC, dans laquelle le personnage d'Ellen DeGeneres fait son coming-out. Disney a ignoré les deux boycotts qui ont été retirés en 2005,.
Un rapport de développement environnemental pour une zone de Great Guana Cay dans les Îles Abacos critique Disney pour la mauvaise gestion d'une parcelle de 90 acres (0,36 km2) que Disney a partiellement développé pour un projet d'étape de croisière sous le nom de Treasure Island, mais qui a ensuite été abandonné. Le rapport émis par l'Université de Miami et le College of the Bahamas dénonce Disney pour avoir laissé du matériel dangereux, des transformateurs électriques et des réservoirs d'essence et aussi d'avoir apporté des espèces de plantes et d'insectes étrangers qui ont perturbé la faune et la flore locales.
La société a été accusée de violation des droits de l'homme à propos des conditions de travail dans les usines de produits dérivés principalement en Asie,.
Aux États-Unis, Disney Store a été forcé fin 2016 comme de nombreuses autres chaînes de magasins à ne plus recourir à la « planification du travail sur appel », une pratique forçant les employés à n'être informés de leurs horaires de travail qu'une ou deux heures avant le début de leur service,, associée au contrat zéro heure. Le 17 mars 2017, le Département du Travail demande à la Walt Disney Company de rembourser 3,8 millions d'USD aux 16 000 employés de Floride de Disney Vacation Club et Walt Disney Parks and Resorts en raison de frais d'entretien de costumes appliqués à leurs salaires le faisant passer sous le minimum légal,,,.
Le 29 juillet 2021, l'actrice Scarlett Johansson porte plainte contre Disney et sa filiale Marvel auprès de la cour supérieure de Los Angeles, estimant que la firme n'a pas respecté le contrat conclu entre les deux parties en choisissant de sortir simultanément le film Black Widow au cinéma et sur sa plate-forme de streaming Disney+. Cette décision implique une baisse des revenus de l'actrice, qui devait toucher un pourcentage des recettes du film au cinéma. Le lendemain, l'actrice Emma Stone envisage, elle aussi, de porter plainte à la suite de la sortie du film Cruella.
Un conflit éclate en 2022 avec les membres du Parti républicain en Floride après l'adoption par le gouverneur Ron DeSantis de la loi House Bill 1557 visant à interdire à l'école toute discussion concernant les questions de genre et de sexualité. Disney, d'abord silencieuse, avait finalement critiqué celle loi, lui valant d’être accusé de « wokisme » et de communisme par des élus républicains.